# Olympische Geschichte Südkoreas
| Gelbes Symbol für Goldmedaillen mit stilisierten Olympischen Ringen | Graues Symbol für Silbermedaillen mit stilisierten Olympischen Ringen | Braundes Symbol für Bronzemedaillen mit stilisierten Olympischen Ringen |
| ------------------------------------------------------------------- | --------------------------------------------------------------------- | ----------------------------------------------------------------------- |
| 123                                                                 | 117                                                                   | 106                                                                     |

Die Republik Korea (auch als Südkorea bekannt) ist seit 1948 bei Olympischen Sommerspielen vertreten. 1980 beteiligte sich die Republik Korea am Boykott der Olympischen Sommerspiele. Bei allen bislang ausgetragenen Olympischen Jugendspielen nahmen südkoreanische Jugendliche teil.
Das Nationale Olympische Komitee ist das Korean Olympic Committee. Es wurde 1946 gegründet und 1947 offiziell vom IOC anerkannt.
Südkorea richtete zwei Olympische Spiele aus. Die Sommerspiele 1988 fanden in der Hauptstadt Seoul statt, die Winterspiele 2018 in Pyeongchang.

## Allgemeines
Südkorea, seit 1948 bei Olympischen Spielen dabei, ist eines der wenigen Länder, die ihr olympisches Debüt bei Winterspielen feierten. Am 31. Januar 1948 waren die Eisschnellläufer Choi Yong-jin und Lee Hyo-chang die ersten südkoreanischen Olympioniken. Die ersten Südkoreaner bei Sommerspielen waren am 30. Juli 1948 die Leichtathleten Lee Yun-seok und Pak Bong-sik, die zugleich die erste Südkoreanerin bei Olympischen Spielen war. Die ersten Frauen bei Winterspielen waren am 20. Februar 1960 die Eisschnellläuferinnen Kim Gyeong-hoe und Han Hye-ja.
Zwei Koreaner waren schon bei den Sommerspielen 1936 in Berlin dabei. Die Marathonläufer Sohn Kee-chung und Nam Sung-yong starteten jedoch für Japan, da Korea zu dieser Zeit Teil des Japanischen Kaiserreiches war. Beide wurden von japanischer Seite aus gezwungen, bei Wettkämpfen die japanische Lesung ihrer Namen zu benutzen. So startete Sohn Kee-chung in Berlin unter dem Namen Son Kitei und Nam Sung-yong unter dem Namen Nan Shōryū. Sohn wurde Olympiasieger, Nam gewann die Bronzemedaille. Beide waren damit die ersten Koreaner, die eine Olympiamedaille gewinnen konnten. Als bei der Siegerehrung die japanische Flagge gehisst wurde, wandten beide demonstrativ den Blick ab.
Der erste Medaillengewinner Südkoreas war am 10. August 1948 der Gewichtheber Kim Seong-jip, der die Bronzemedaille gewann. Den ersten Olympiasieg für Südkorea schaffte am 31. Juli 1976 der Freistilringer Yang Jeong-mo, der den Wettkampf im Federgewicht gewann. Die ersten Frauen Südkoreas mit einer Olympiamedaille waren die Mannschaftsmitglieder der Volleyball-Nationalmannschaft, die 1976 die Bronzemedaille gewann. Die Bogenschützin Seo Hyang-soon wurde am 11. August 1984 die erste südkoreanische Olympiasiegerin.
Die erste Medaille bei Winterspielen gewann am 18. Februar 1992 der Eisschnellläufer Kim Yun-man mit Silber über 1000 Meter. Vier Tage später wurde der Shorttracker Kim Gi-hun der erste Winterolympiasieger Südkoreas. Die ersten Südkoreanerinnen, die bei Olympischen Winterspielen eine Medaille gewannen und zugleich Olympiasiegerinnen wurden, waren die Mitglieder der Shorttrack-Frauenstaffel.
Der erfolgreichste Olympionike ist der Sportschütze Jin Jong-oh, der vier Mal Olympiasieger wurde (2008, 2012 und 2016) und zwei Silbermedaillen (2004 und 2008) gewann. Die erfolgreichste Frau ist die Bogenschützin Kim Soo-nyung. Auch sie wurde vier Mal Olympiasiegerin (1988, 1992 und 2000) und gewann eine Silbermedaille (1992) und eine Bronzemedaille (2000). Die Shorttrackerin Chun Lee-kyung ist die erfolgreichste Wintersportlerin. Auch sie ist vierfache Olympiasiegerin (1994 und 1998) und gewann 1998 zusätzlich eine Bronzemedaille. Der erfolgreichste Mann bei Winterspielen ist Ahn Hyun-soo, der 2006 drei Gold- und eine Bronzemedaille gewann.
Die erste Olympiamannschaft bei Sommerspielen umfasste 50 Athleten. Erstmals über 100 Teilnehmer fuhren 1964 zu den Spielen nach Tokio (154 Sportler). Die meisten Südkoreaner nahmen bei den heimischen Spielen von Seoul 1988 statt, als 401 Athleten an den Start gingen. Die meisten Athleten bei anderen Sommerspielen waren 1996 in Atlanta dabei. 300 Südkoreaner traten an. Die erste Wintermannschaft bestand aus drei Athleten. Erstmals kam man 1980 mit zehn Teilnehmern in den zweistelligen Bereich. Die meisten Südkoreaner traten bei den heimischen Winterspielen 2018 an (122). Die größte Wintermannschaft bei anderen Winterspielen umfasste 2014 71 Teilnehmer.
Die erfolgreichsten Spiele von der Anzahl der Medaillen her waren die heimischen Sommerspiele 1988, als die Athleten insgesamt 33 Medaillen gewinnen konnten. Die meisten Olympiasiege (13) erzielte Südkorea 2008 und 2012. Die erfolgreichsten Winterspiele, auch hier von der Anzahl der Medaillen her, waren die heimischen Winterspiele 2018. Die südkoreanischen Teilnehmer gewann 17 Medaillen. Die meisten Olympiasiege wurden mit jeweils sechs Goldmedaillen 2006 und 2010 erzielt.
Südkorea ist in drei Sportarten führend bei Olympischen Spielen. Die erfolgreichste Sommersportart ist das Bogenschießen mit 23 Gold-, neun Silber- und sieben Bronzemedaillen. Ebenfalls führend ist Südkorea im Taekwondo mit 12 Siegen, zwei Silber- und fünf Bronzemedaillen. Nur im Judo wurden mit 43 mehr Medaillen gewonnen. Mit 48 Medaillen ist Südkorea im Short Track noch erfolgreicher. Hier gewannen die Athleten 24 Gold-, 13 Silber- und elf Bronzemedaillen.
Südkorea nahm an allen bislang ausgetragenen Olympischen Jugendspielen teil. Dabei ist Südkorea die führende Nation bei Jugend-Winterspielen. Bei beiden Austragungen gewannen südkoreanische Winterolympioniken 16 Goldmedaillen bei insgesamt 27 Medaillen. Auch bei Jugend-Sommerspielen ist Südkorea erfolgreich. 13 Olympiasiege bei insgesamt 34 Medaillen bedeutet Platz 7 im Medaillenspiegel der Jugend-Sommerspiele. Im Medaillenspiegel der gesamten Jugendspiele belegt Südkorea Platz 3.
Der Tischtennisspieler Ryu Seung-min, Olympiasieger 2004, wurde 2016 zum IOC-Mitglied gewählt. Er ist Mitglied der Athletenkommission des IOC, der Marketingkommission und der Athletenbegleitungskommission. Der Unternehmer Lee Kun-hee wurde 1996 zum Mitglied gewählt. Er war Mitglied in den Kommissionen für Kultur und Finanzen. 2017 endete seine Mitgliedschaft, seitdem ist er Ehrenmitglied.

## Süd- und Nordkorea gemeinsam bei Olympischen Spielen

Die koreanische Vereinigungsflagge

Das kommunistische Nachbarland Nordkorea nimmt seit 1964 an Winterspielen und seit 1972 an Sommerspielen teil. Zu einem direkten Aufeinandertreffen von Sportlern der beiden Länder kam es dabei erstmal beim olympischen Boxturnier 1972 in München. In der zweiten Runde des Halbfliegengewichts traf der Südkoreaner Lee Seog-un auf den Nordkoreaner Kim U-gil. Kim gewann den Kampf nach Punkten und gewann später die Silbermedaille.
Nordkorea boykottierte die Sommerspiele 1988, die in Seoul stattfanden. Ende 1985 forderte Nordkorea, an der Ausrichtung der Spiele beteiligt zu werden. Elf der 23 olympischen Sportarten sollten in Nordkorea ausgetragen werden. Zudem sollte eine eigene Eröffnungs- und Schlussfeier abgehalten werden. Die Mannschaften Nord- und Südkoreas sollten gemeinsam antreten. Die Verhandlungen mit dem IOC scheiterten jedoch. Die Austragung blieb alleine auf Südkorea und Seoul beschränkt. Daraufhin entschloss sich die nordkoreanische Regierung, die Spiele von Seoul zu boykottieren.
Bei den Sommerspielen 2000 in Sydney liefen nord- und südkoreanische Athleten bei der Eröffnungsfeier erstmals gemeinsam ein. Dazu wurde eine speziell erstellte Flagge, die koreanische Vereinigungsflagge, verwendet. Eine vereinte Mannschaft gab es jedoch nicht. 2004 in Athen wurde der gemeinsame Einmarsch wiederholt. Bei den Winterspielen 2006 in Turin liefen beide Mannschaften ein drittes Mal gemeinsam ein.
Erst bei den Winterspielen 2018 in Pyeongchang gab es wieder einen gemeinsamen Einmarsch mit der Vereinigungsflagge. Außer im Eishockey traten die Sportler wie schon bei vorherigen Olympischen Spielen für ihre Länder an. Im Eishockey der Frauen wurde ein gemeinsames Team aus Süd- und Nordkorea gebildet. Das Team umfasste 35 Spielerinnen, 23 aus Südkorea und 12 aus Nordkorea. Das Team konnte keines der fünf Turnierspiele gewinnen und belegte den letzten Platz.

## Bewerbungen und Ausrichtungen der Olympischen Spiele

### Bewerbungen

#### Sommerspiele
Für die Ausrichtung von Sommerspielen gab nur Seoul eine Bewerbung ab. Die Hauptstadt bewarb sich um die Ausrichtung der 24. Olympischen Spiele 1988. Auf der 84. IOC-Session in Baden-Baden setzte sich Seoul gegen das japanische Nagoya mit 52:27 Stimmen durch.

#### Winterspiele
Pyeongchang bewarb sich drei Mal um die Ausrichtung von Olympischen Winterspielen. Auf der 115. IOC-Session in Prag unterlag man der kanadischen Stadt Vancouver mit 53:56 im zweiten Wahlgang. Bei der Bewerbung um die Ausrichtung der 22. Olympischen Winterspiele 2014 unterlag man erneut im zweiten Wahlgang. Diesmal gewann die russische Stadt Sotschi mit 47:51. Bei der Bewerbung um die Ausrichtung der 23. Olympischen Winterspiele 2018 setzte sich Pyeongchang auf der 123. IOC-Session in Durban schon im ersten Wahlgang gegenüber München und Annecy durch.

### Ausrichtung

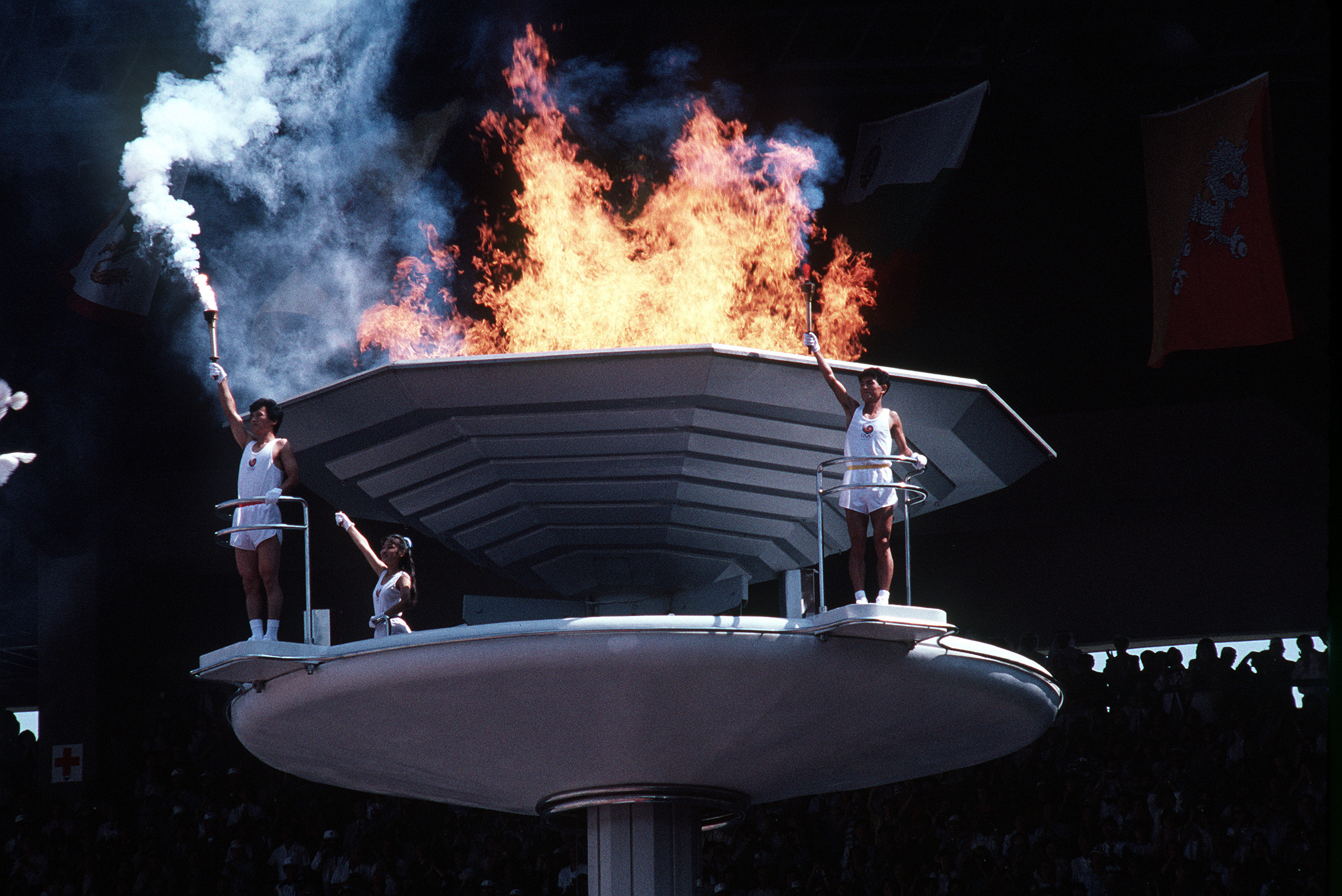
Kim Won-tak, Chong Son-man und Son Mi-jong beim Entzünden des olympischen Feuers von 1988

Die ersten Olympischen Spiele auf südkoreanischem Boden waren die Sommerspiele von 1988 in Seoul, die vom 17. September bis zum 2. Oktober 1988 stattfanden. 8391 Athleten, davon 2194 Frauen, aus 159 Ländern nahmen teil. Nordkorea boykottierte die Spiele des Nachbarlandes, da das IOC den Forderungen des Landes nicht nachkam, verschiedene Wettkämpfe auf nordkoreanischem Territorium durchzuführen. Kuba, Albanien, Äthiopien und die Seychellen blieben aus Solidarität zu Nordkorea ebenfalls den Spielen fern. Das olympische Feuer wurde von Sohn Kee-chung ins Stadion gebracht, dort von Im Chun-he einmal um die Runde getragen und dann an Kim Won-tak (Langstreckenläufer), Chong Son-man (Lehrer) und Son Mi-jong (Tanz-Studentin) übergeben, die zusammen den Himmel, die Erde und die Menschheit symbolisieren sollten und die Feuerschale des Stadions entzündeten. Den olympischen Eid für die Aktiven sprachen der Basketballspieler Hur Jae und die Handballspielerin Son Mi-na, den Eid für die Kampfrichter der Judo-Kampfrichter Lee Hak-rae.
Vom 9. bis zum 25. Februar 2018 fanden die Winterspiele in Pyeongchang statt. Es nahmen 2922 Athleten, davon 1242 Frauen, aus 92 Ländern teil. Die Eiskunstläuferin Kim Yuna entzündete das olympische Feuer. Den olympischen Eid für die Aktiven sprach der Eisschnellläufer Mo Tae-bum, den für die Kampfrichter Kim Woo-sik und den für die Trainer Park Ki-ho.

## Übersicht der Teilnahmen

### Sommerspiele
| Jahr      | Athleten           | Athleten           | Athleten           | Flaggenträger                                      | Medaillen          | Medaillen          | Medaillen          | Medaillen          | Medaillen          |
| Jahr      | Gesamt             | m                  | w                  | Flaggenträger                                      |                    |                    |                    | Gesamt             | Rang               |
| --------- | ------------------ | ------------------ | ------------------ | -------------------------------------------------- | ------------------ | ------------------ | ------------------ | ------------------ | ------------------ |
| 1896–1936 | nicht teilgenommen | nicht teilgenommen | nicht teilgenommen | nicht teilgenommen                                 | nicht teilgenommen | nicht teilgenommen | nicht teilgenommen | nicht teilgenommen | nicht teilgenommen |
| 1948      | 46                 | 45                 | 1                  | Sohn Kee-chung                                     |                    |                    |                    |                    |                    |
| 1952      | 19                 | 18                 | 1                  | Bill Parnell                                       |                    |                    | 2                  | 2                  | 37                 |
| 1956      | 35                 | 35                 | 0                  |                                                    |                    | 1                  | 1                  | 2                  | 29                 |
| 1960      | 35                 | 33                 | 2                  |                                                    |                    |                    |                    |                    |                    |
| 1964      | 154                | 128                | 26                 |                                                    |                    | 2                  | 1                  | 3                  | 27                 |
| 1968      | 54                 | 41                 | 13                 |                                                    |                    | 1                  | 1                  | 2                  | 36                 |
| 1972      | 42                 | 32                 | 10                 | Kim Ji-hak                                         |                    | 1                  |                    | 1                  | 33                 |
| 1976      | 50                 | 38                 | 12                 |                                                    | 1                  | 1                  | 4                  | 6                  | 19                 |
| 1980      | nicht teilgenommen | nicht teilgenommen | nicht teilgenommen | nicht teilgenommen                                 | nicht teilgenommen | nicht teilgenommen | nicht teilgenommen | nicht teilgenommen | nicht teilgenommen |
| 1984      | 175                | 116                | 59                 | Ha Hyung-joo                                       | 6                  | 6                  | 7                  | 19                 | 10                 |
| 1988      | 401                | 269                | 132                | Cho Yong-chul                                      | 12                 | 10                 | 11                 | 33                 | 4                  |
| 1992      | 226                | 154                | 72                 |                                                    | 12                 | 5                  | 12                 | 29                 | 7                  |
| 1996      | 302                | 190                | 112                | Choi Cheon-sik                                     | 7                  | 15                 | 5                  | 27                 | 10                 |
| 2000      | 281                | 175                | 106                | Chung Eun-soon(Südkorea) Pak Jung-chul (Nordkorea) | 8                  | 10                 | 10                 | 28                 | 12                 |
| 2004      | 264                | 145                | 119                | Ku Min-jung(Südkorea) Kim Song-ho (Nordkorea)      | 9                  | 12                 | 9                  | 30                 | 9                  |
| 2008      | 265                | 159                | 106                | Jang Sung-ho                                       | 13                 | 11                 | 8                  | 32                 | 7                  |
| 2012      | 250                | 135                | 115                | Yoon Kyung-shin                                    | 13                 | 9                  | 8                  | 30                 | 5                  |
| 2016      | 207                | 103                | 104                | Gu Bon-gil                                         | 9                  | 3                  | 9                  | 21                 | 8                  |

### Winterspiele
| Jahr      | Athleten           | Athleten           | Athleten           | Flaggenträger                                     | Medaillen          | Medaillen          | Medaillen          | Medaillen          | Medaillen          |
| Jahr      | Gesamt             | m                  | w                  | Flaggenträger                                     |                    |                    |                    | Gesamt             | Rang               |
| --------- | ------------------ | ------------------ | ------------------ | ------------------------------------------------- | ------------------ | ------------------ | ------------------ | ------------------ | ------------------ |
| 1896–1936 | nicht teilgenommen | nicht teilgenommen | nicht teilgenommen | nicht teilgenommen                                | nicht teilgenommen | nicht teilgenommen | nicht teilgenommen | nicht teilgenommen | nicht teilgenommen |
| 1948      | 3                  | 3                  | 0                  |                                                   |                    |                    |                    |                    |                    |
| 1952      | nicht teilgenommen | nicht teilgenommen | nicht teilgenommen | nicht teilgenommen                                | nicht teilgenommen | nicht teilgenommen | nicht teilgenommen | nicht teilgenommen | nicht teilgenommen |
| 1956      | 4                  | 4                  | 0                  |                                                   |                    |                    |                    |                    |                    |
| 1960      | 7                  | 5                  | 2                  |                                                   |                    |                    |                    |                    |                    |
| 1964      | 7                  | 5                  | 2                  |                                                   |                    |                    |                    |                    |                    |
| 1968      | 8                  | 5                  | 3                  |                                                   |                    |                    |                    |                    |                    |
| 1972      | 5                  | 1                  | 4                  |                                                   |                    |                    |                    |                    |                    |
| 1976      | 3                  | 1                  | 2                  |                                                   |                    |                    |                    |                    |                    |
| 1980      | 10                 | 6                  | 4                  |                                                   |                    |                    |                    |                    |                    |
| 1984      | 15                 | 11                 | 4                  |                                                   |                    |                    |                    |                    |                    |
| 1988      | 22                 | 18                 | 4                  | Hong Kun-pyo                                      |                    |                    |                    |                    |                    |
| 1992      | 23                 | 19                 | 4                  | Lee Yeong-ha                                      | 2                  | 1                  | 1                  | 4                  | 10                 |
| 1994      | 21                 | 11                 | 10                 | Lee Joon-ho                                       | 4                  | 1                  | 1                  | 6                  | 6                  |
| 1998      | 37                 | 26                 | 11                 | Hur Seung-wook                                    | 3                  | 1                  | 2                  | 6                  | 9                  |
| 2002      | 46                 | 31                 | 15                 | Hur Seung-wook                                    | 2                  | 2                  |                    | 4                  | 14                 |
| 2006      | 40                 | 26                 | 14                 | Lee Bo-ra(Südkorea) Han Jong-in (Nordkorea)       | 6                  | 3                  | 2                  | 11                 | 7                  |
| 2010      | 45                 | 27                 | 18                 | Gang Gwang-bae                                    | 6                  | 6                  | 2                  | 14                 | 5                  |
| 2014      | 71                 | 41                 | 13                 | Lee Kyu-hyeok                                     | 3                  | 3                  | 2                  | 8                  | 13                 |
| 2018      | 123                | 78                 | 45                 | Won Yun-jong(Südkorea) Hwang Chung-gum(Nordkorea) | 5                  | 8                  | 4                  | 17                 | 3                  |
| 2022      | 64                 | 34                 | 30                 | Kim A-lang Kwak Yoon-gy                           | 2                  | 5                  | 2                  | 9                  | 14                 |

### Jugend-Sommerspiele
| Jahr | Athleten | Athleten | Athleten | Flaggenträger | Medaillen | Medaillen | Medaillen | Medaillen | Medaillen |
| Jahr | Gesamt   | m        | w        | Flaggenträger |           |           |           | Gesamt    | Rang      |
| ---- | -------- | -------- | -------- | ------------- | --------- | --------- | --------- | --------- | --------- |
| 2010 | 72       | 34       | 38       | Kim Jin-hak   | 11        | 4         | 4         | 19        | 3         |
| 2014 | 73       | 41       | 32       |               | 4         | 6         | 5         | 15        | 13        |

### Jugend-Winterspiele
| Jahr | Athleten | Athleten | Athleten | Flaggenträger | Medaillen | Medaillen | Medaillen | Medaillen | Medaillen |
| Jahr | Gesamt   | m        | w        | Flaggenträger |           |           |           | Gesamt    | Rang      |
| ---- | -------- | -------- | -------- | ------------- | --------- | --------- | --------- | --------- | --------- |
| 2012 | 28       | 15       | 13       | Kim Dong-woo  | 8         | 3         | 2         | 11        | 4         |
| 2016 | 30       | 16       | 14       |               | 10        | 3         | 3         | 16        | 2         |

## Übersicht der Sportarten

### Sommerspiele

#### Badminton
| Gelbes Symbol für Goldmedaillen mit stilisierten Olympischen Ringen | Graues Symbol für Silbermedaillen mit stilisierten Olympischen Ringen | Braundes Symbol für Bronzemedaillen mit stilisierten Olympischen Ringen |
| ------------------------------------------------------------------- | --------------------------------------------------------------------- | ----------------------------------------------------------------------- |
| 6                                                                   | 7                                                                     | 6                                                                       |

Gleich bei der ersten Teilnahme am olympischen Badminton 1992 gelangen südkoreanischen Athleten zwei Olympiasiege sowie der Gewinn von jeweils einer Silber- und Bronzemedaille. Den Olympiasieg schafften das Herrendoppel Kim Moon-soo und Park Joo-bong. Auch im Damendoppel gab es einen südkoreanischen Sieg durch das Doppel Hwang Hye-young und Chung So-young. Das Doppel Gil Young-ah und Shim Eun-jung gewann Bronze. Die Silbermedaille gewann Bang Soo-hyun im Dameneinzel.
1996 in Atlanta wurde Gil Young-ah dann mit ihrem Partner Kim Dong-moon Olympiasieger im gemischten Doppel. Im Finale schlugen sie ihre Teamkameraden Park Joo-bong und Ra Kyung-min. Mit Jang Hye-ock gewann Gil zudem Silber im Damendoppel. Im Dameneinzel schaffte Bang Soo-hyun diesmal den Olympiasieg.
Enttäuschend verlief das Turnier 2000 in Sydney. Im Herrendoppel gab es Silber durch Lee Dong-soo und Yoo Yong-sung sowie Bronze durch Ha Tae-kwon und Kim Dong-moon. 2004 siegten Ha und Kim im Herrendoppel, Lee und Yoo erreichten wiederum Silber. Ebenfalls Silber gewann Shon Seung-mo im Herreneinzel. Bronze holte das Damendoppel Lee Kyung-won und Ra Kyung-min.
2008 in Peking gewannen die Südkoreaner einen kompletten Medaillensatz. Das gemischte Doppel Lee Yong-dae und Lee Hyo-jung wurde Olympiasieger. Zusammen mit ihrer Partnerin Lee Kyung-won gewann Lee Hyo-jung zudem Silber im Damendoppel. Bronze holte das Herrendoppel Lee Jae-jin und Hwang Ji-man.
2012 in London konnte nur das Herrendoppel Lee Yong-dae und Jung Jae-sung eine Medaille, Bronze, gewinnen. Beide Damendoppel wurden wegen unsportlichen Verhaltens während des letzten Spiels der Gruppenphase disqualifiziert. Auch 2016 in Rio de Janeiro gelang nur der Gewinn einer Bronzemedaille. Diesmal war es durch das Damendoppel Jung Kyung-eun und Shin Seung-chan.
| Name                           | Spiele         | Disziplin    | Anmerkung          |
| ------------------------------ | -------------- | ------------ | ------------------ |
| Kim Moon-soo Park Joo-bong     | 1992 Barcelona | Herrendoppel | erster Olympiasieg |
| Hwang Hye-young Chung So-young | 1992 Barcelona | Damendoppel  |                    |
| Bang Soo-hyun                  | 1996 Atlanta   | Dameneinzel  |                    |
| Gil Young-ah Kim Dong-moon     | 1996 Atlanta   | Mixed        |                    |
| Ha Tae-kwon Kim Dong-moon      | 2004 Athen     | Herrendoppel |                    |
| Lee Yong-dae Lee Hyo-jung      | 2008 Peking    | Mixed        |                    |

| Name                        | Spiele         | Disziplin    | Anmerkung              |
| --------------------------- | -------------- | ------------ | ---------------------- |
| Bang Soo-hyun               | 1992 Barcelona | Dameneinzel  | erster Medaillengewinn |
| Gil Young-ah Jang Hye-ock   | 1996 Atlanta   | Damendoppel  |                        |
| Park Joo-bong Ra Kyung-min  | 1996 Atlanta   | Mixed        |                        |
| Lee Dong-soo Yoo Yong-sung  | 2000 Sydney    | Herrendoppel |                        |
| Shon Seung-mo Yoo Yong-sung | 2004 Athen     | Herreneinzel |                        |
| Lee Dong-soo Yoo Yong-sung  | 2004 Athen     | Herrendoppel |                        |
| Lee Kyung-won Lee Hyo-jung  | 2008 Peking    | Damendoppel  |                        |

| Name                           | Spiele              | Disziplin    | Anmerkung |
| ------------------------------ | ------------------- | ------------ | --------- |
| Gil Young-ah Shim Eun-jung     | 1992 Barcelona      | Dameneinzel  |           |
| Ha Tae-kwon Kim Dong-moon      | 2000 Sydney         | Herrendoppel |           |
| Lee Kyung-won Ra Kyung-min     | 2004 Athen          | Damendoppel  |           |
| Lee Jae-jin Hwang Ji-man       | 2008 Peking         | Herrendoppel |           |
| Lee Yong-dae Jung Jae-sung     | 2012 London         | Herrendoppel |           |
| Jung Kyung-eun Shin Seung-chan | 2016 Rio de Janeiro | Damendoppel  |           |

#### Baseball
| Gelbes Symbol für Goldmedaillen mit stilisierten Olympischen Ringen | Graues Symbol für Silbermedaillen mit stilisierten Olympischen Ringen | Braundes Symbol für Bronzemedaillen mit stilisierten Olympischen Ringen |
| ------------------------------------------------------------------- | --------------------------------------------------------------------- | ----------------------------------------------------------------------- |
| 1                                                                   | —                                                                     | 1                                                                       |

Beim ersten Baseballturnier, an dem Südkorea teilnahm, kam die Mannschaft nicht über einen achten Platz hinaus. In Atlanta stand nach der Gruppenphase nur ein Sieg aus sieben Spielen zu Buche. Mit vier Siegen schaffte es die Mannschaft 2000 in Sydney ins Halbfinale. Dort unterlag man den USA mit 2:3. Das Spiel um Bronze konnte gegen Japan mit 3:1 gewonnen werden, womit der erste Medaillengewinn im Baseball gelang.
Für das Turnier 2004 in Athen konnte sich Südkorea nicht qualifizieren. So nahm man erst wieder beim letzten olympischen Turnier 2008 in Peking. Das Team gewann alle Gruppenspiele und auch das Halbfinale gegen Japan mit 6:2. Im Finale wurde Kuba mit 3:2 geschlagen, damit war das Team erstmals Olympiasieger im Baseball.
| Name                        | Spiele      | Disziplin | Anmerkung          |
| --------------------------- | ----------- | --------- | ------------------ |
| Baseball-Nationalmannschaft | 2008 Peking |           | erster Olympiasieg |

| Name                        | Spiele      | Disziplin | Anmerkung              |
| --------------------------- | ----------- | --------- | ---------------------- |
| Baseball-Nationalmannschaft | 2000 Sydney |           | erster Medaillengewinn |

#### Basketball
| Gelbes Symbol für Goldmedaillen mit stilisierten Olympischen Ringen | Graues Symbol für Silbermedaillen mit stilisierten Olympischen Ringen | Braundes Symbol für Bronzemedaillen mit stilisierten Olympischen Ringen |
| ------------------------------------------------------------------- | --------------------------------------------------------------------- | ----------------------------------------------------------------------- |
| —                                                                   | 1                                                                     | —                                                                       |

Die erste südkoreanische Basketballmannschaft nahm am Turnier 1948 teil. Das Team qualifizierte sich als Gruppenerster für das Viertelfinale, scheiterte dort jedoch an Mexiko. Beide Platzierungsspiele wurden verloren, die Mannschaft belegte damit Platz 8. Die zweite Teilnahme fand 1956 statt. Diesmal verlor man alle Gruppenspiele. Auch die Spiele der Platzierungsgruppe wurden verloren. Mit einem Sieg über Thailand gelang es der Mannschaft, Platz 14 zu erreichen.
Ebenso erfolglos verlief das Turnier von 1964. Südkorea konnte kein einziges seiner Spiele gewinnen und belegte den 16. und letzten Platz. 1968 stand immerhin ein Sieg in der Vorrundengruppe gegen Marokko zu Buche. Ein Sieg in der Platzierungsrunde brachte dem Team Platz 14.
Erst 1984 in Los Angeles war wieder eine Basketballmannschaft dabei. Diesmal hatten sich die Frauen qualifizieren können. Mit nur einer Niederlage in fünf Spielen, einem 47:84 gegen Gastgeber USA, belegte das Team Gruppenplatz 2. Damit spielte man um den Olympiasieg gegen den Gruppenersten, die USA: Südkorea verlor das Spiel mit 55:85, gewann aber seine erste Olympiamedaille im Basketball.
1988 in Seoul waren beide Mannschaften dabei. Die Männer konnten keines ihrer Gruppenspiele gewinnen. Zwei Siege in der Platzierungsrunde bedeuteten Platz 9. Die Frauen wurden auf Grund schlechterer Wertungen Gruppenletzte. In der Platzierungsrunde spielten sie um Platz 7 und gewannen gegen die Tschechoslowakei. Erst 1996 waren wieder beide Teams dabei. Die Männer verloren alle Spiele und wurden damit 12. und Letzte. Die Frauen gewannen zwar zwei ihrer fünf Vorrundenspiele, konnten sich aber nicht für das Viertelfinale qualifizieren. In der Platzierungsrunde erreichten sie Platz 10.
Für das Turnier von Sydney 2000 konnten sich nur die Frauen qualifizieren. Diesmal gelang ihnen der Einzug ins Viertelfinale, in dem sie Frankreich schlugen. Das Halbfinale gegen die USA ging verloren, auch das Spiel um Bronze gegen Brasilien endete mit einer Niederlage. Auch 2004 in Athen waren nur die Frauen dabei. Alle fünf Vorrundenspiele gingen verloren, ebenso das abschließende Spiel um Platz 11 gegen Nigeria. 2008 gelang wieder die Qualifikation für das Viertelfinale. Hier unterlag man jedoch den USA. Die abschließende Wertung brachte dem Team Platz 8.
| Name                          | Spiele           | Disziplin     | Anmerkung              |
| ----------------------------- | ---------------- | ------------- | ---------------------- |
| Nationalmannschaft der Frauen | 1984 Los Angeles | Frauenturnier | erster Medaillengewinn |

#### Bogenschießen
| Gelbes Symbol für Goldmedaillen mit stilisierten Olympischen Ringen | Graues Symbol für Silbermedaillen mit stilisierten Olympischen Ringen | Braundes Symbol für Bronzemedaillen mit stilisierten Olympischen Ringen |
| ------------------------------------------------------------------- | --------------------------------------------------------------------- | ----------------------------------------------------------------------- |
| 23                                                                  | 9                                                                     | 7                                                                       |

1972 wurde Bogenschießen olympische Sportart. Südkorea entwickelte sich zur führenden Nation in dieser Sportart bei Olympischen Spielen. Allerdings traten südkoreanischen Bogenschützen erst 1984 an. Die Frauen konnten sogleich zwei Medaillen gewinnen. Seo Hyang-soon wurde Olympiasiegerin und gewann damit die ersten Olympiamedaille mit dem Bogen. Sie war damit auch die erste Frau Südkoreas, die Olympiasiegerin wurde. Kim Jin-ho gewann Bronze.
Bei den heimischen Sommerspielen 1988 gewannen sowohl das Frauen- als auch das Männerteam die Goldmedaille. Im Einzel der Frauen gingen alle Medaillen nach Südkorea. Es gewann Kim Soo-nyung vor Wang Hee-kyung und Yun Young-sook. Die drei bildeten auch die Frauenmannschaft. Bei den Männern gewann Park Sung-soo Silber im Einzel. Chun In-soo belegte Platz 4. Auch 1992 in Barcelona waren die Frauen erfolgreich. Im Einzel gewann Cho Youn-jeong vor der Titelverteidigerin Kim Soo-nyung. Beide wurden mit der Mannschaft Olympiasiegerinnen. Bei den Männern gewann Chung Jae-hun Silber.
1996 in Atlanta wurde Kim Kyung-wook Olympiasiegerin im Einzel. Das Frauenteam wurde zum dritten Mal in Folge Olympiasieger, wobei man im Finale das deutsche Team schlug. Das Männerteam gewann die Silbermedaille. Im Einzel gewann Oh Kyo-moon Bronze. 2000 in Sydney gingen alle Medaillen im Fraueneinzel an Südkorea. Yun Mi-jin gewann Gold, Kim Nam-soon Silber und Kim Soo-nyung Bronze. Alle drei bildeten die Frauenmannschaft, die Olympiasieger wurden. Kim Soo-nyung gewann hier ihre vierte Goldmedaille und wurde damit zur erfolgreichsten Sportlerin Südkoreas bei Olympischen Spielen. Auch die Männermannschaft wurde Olympiasieger.
Wie schon in Sydney wurden auch 2004 in Athen beide Mannschaften Olympiasieger. Bei den Frauen gewann Park Sung-hyun die Goldmedaille, Lee Sung-jin holte Silber. Ein ähnliches Bild bot sich 2008 in Peking. Wieder gewannen beide Mannschaften die Goldmedaille. Bei den Männern gewann Park Kyung-mo Silber. Bei den Frauen gewann Park Sun-hyung ebenfalls Silber, Bronze ging an Yun Ok-hee.
Drei Olympiasiege erzielten die Bogenschützen 2012 in London. Neben der Frauenmannschaft gewannen im Einzel der Männer Oh Jin-hyek und im Einzel der Frauen Ki Bo-bae jeweils Gold. Die Männermannschaft erreichte den Bronzeplatz. 2016 in Rio de Janeiro gelang schließlich der totale Erfolg. In allen Disziplinen stellte Südkorea die Olympiasieger. Beide Mannschaften siegten, bei den Männern holte Ku Bon-chan Gold. Bei den Frauen gewann Chang Hye-jin Gold, die im Finale die Deutsche Lisa Unruh besiegte. Kim Bo-bae gewann Bronze.
| Name                                        | Spiele              | Disziplin  | Anmerkung                              |
| ------------------------------------------- | ------------------- | ---------- | -------------------------------------- |
| Seo Hyang-soon                              | 1984 Los Angeles    | Einzel     | erster Medaillengewinn und Olympiasieg |
| Chun In-soo Lee Han-sup Park Sung-soo       | 1988 Seoul          | Mannschaft |                                        |
| Kim Soo-nyung                               | 1988 Seoul          | Einzel     |                                        |
| Kim Soo-nyung Wang Hee-kyung Yun Young-sook | 1988 Seoul          | Mannschaft |                                        |
| Cho Youn-jeong                              | 1992 Barcelona      | Einzel     |                                        |
| Cho Youn-jeong Kim Soo-nyung Lee Eun-kyung  | 1992 Barcelona      | Mannschaft |                                        |
| Kim Kyung-wook                              | 1996 Atlanta        | Einzel     |                                        |
| Kim Kyung-wook Kim Jo-sun Yoon Hye-young    | 1996 Atlanta        | Mannschaft |                                        |
| Yun Mi-jin                                  | 2000 Sydney         | Einzel     |                                        |
| Kim Nam-soon Kim Soo-nyung Yun Mi-jin       | 2000 Sydney         | Mannschaft |                                        |
| Jang Yong-ho Kim Chung-tae Oh Kyo-moon      | 2000 Sydney         | Mannschaft |                                        |
| Park Sung-hyun                              | 2004 Athen          | Einzel     |                                        |
| Lee Sung-jin Park Sung-hyun Yun Mi-jin      | 2004 Athen          | Mannschaft |                                        |
| Im Dong-hyun Jang Yong-ho Park Kyung-mo     | 2004 Athen          | Mannschaft |                                        |
| Yun Ok-hee Park Sung-hyun Joo Hyun-jung     | 2008 Peking         | Mannschaft |                                        |
| Im Dong-hyun Lee Chang-hwan Park Kyung-mo   | 2008 Peking         | Mannschaft |                                        |
| Oh Jin-hyek                                 | 2012 London         | Einzel     |                                        |
| Ki Bo-bae                                   | 2012 London         | Einzel     |                                        |
| Choi Hyun-joo Ki Bo-bae Lee Sung-jin        | 2012 London         | Mannschaft |                                        |
| Ku Bon-chan                                 | 2016 Rio de Janeiro | Einzel     |                                        |
| Chang Hye-jin                               | 2016 Rio de Janeiro | Einzel     |                                        |
| Ku Bon-chan Lee Seung-yun Kim Woo-jin       | 2016 Rio de Janeiro | Mannschaft |                                        |
| Chang Hye-jin Ki Bo-bae Choi Mi-sun         | 2016 Rio de Janeiro | Mannschaft |                                        |

| Name                                | Spiele         | Disziplin  | Anmerkung |
| ----------------------------------- | -------------- | ---------- | --------- |
| Park Sung-soo                       | 1988 Seoul     | Einzel     |           |
| Wang Hee-kyung                      | 1988 Seoul     | Einzel     |           |
| Kim Soo-nyung                       | 1992 Barcelona | Einzel     |           |
| Chung Jae-hun                       | 1992 Barcelona | Einzel     |           |
| Jang Yong-ho Kim Bo-ram Oh Kyo-moon | 1996 Atlanta   | Mannschaft |           |
| Kim Nam-soon                        | 2000 Sydney    | Einzel     |           |
| Lee Sung-jin                        | 2004 Athen     | Einzel     |           |
| Park Kyung-mo                       | 2008 Peking    | Einzel     |           |
| Park Sung-hyun                      | 2008 Peking    | Einzel     |           |

| Name                                 | Spiele              | Disziplin  | Anmerkung |
| ------------------------------------ | ------------------- | ---------- | --------- |
| Kim Jin-ho                           | 1984 Los Angeles    | Einzel     |           |
| Yun Young-sook                       | 1988 Seoul          | Einzel     |           |
| Oh Kyo-moon                          | 1996 Atlanta        | Einzel     |           |
| Kim Soo-nyung                        | 2000 Sydney         | Einzel     |           |
| Yun Ok-hee                           | 2008 Peking         | Einzel     |           |
| Im Dong-hyun Kim Bub-min Oh Jin-hyek | 2012 London         | Mannschaft |           |
| Ki Bo-bae                            | 2016 Rio de Janeiro | Einzel     |           |

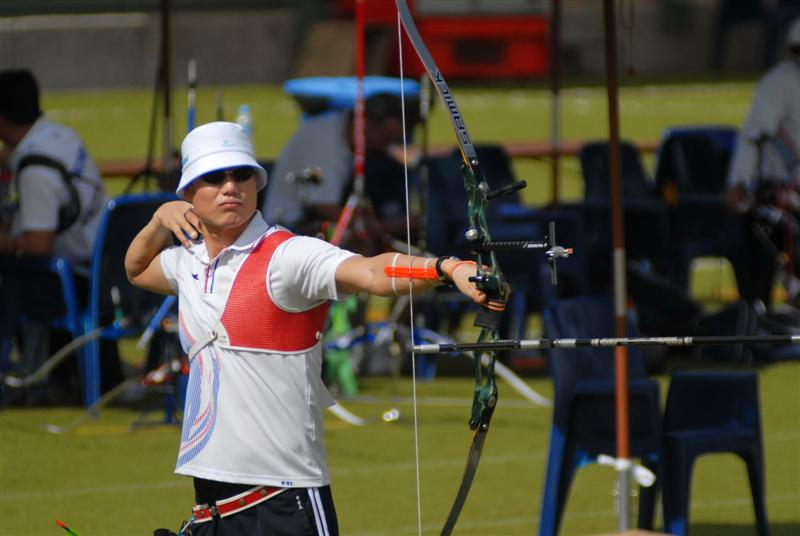
Park Kyung-mo, Mannschaftsolympiasieger 2004 und 2008, dazu Einzelsilber 2008
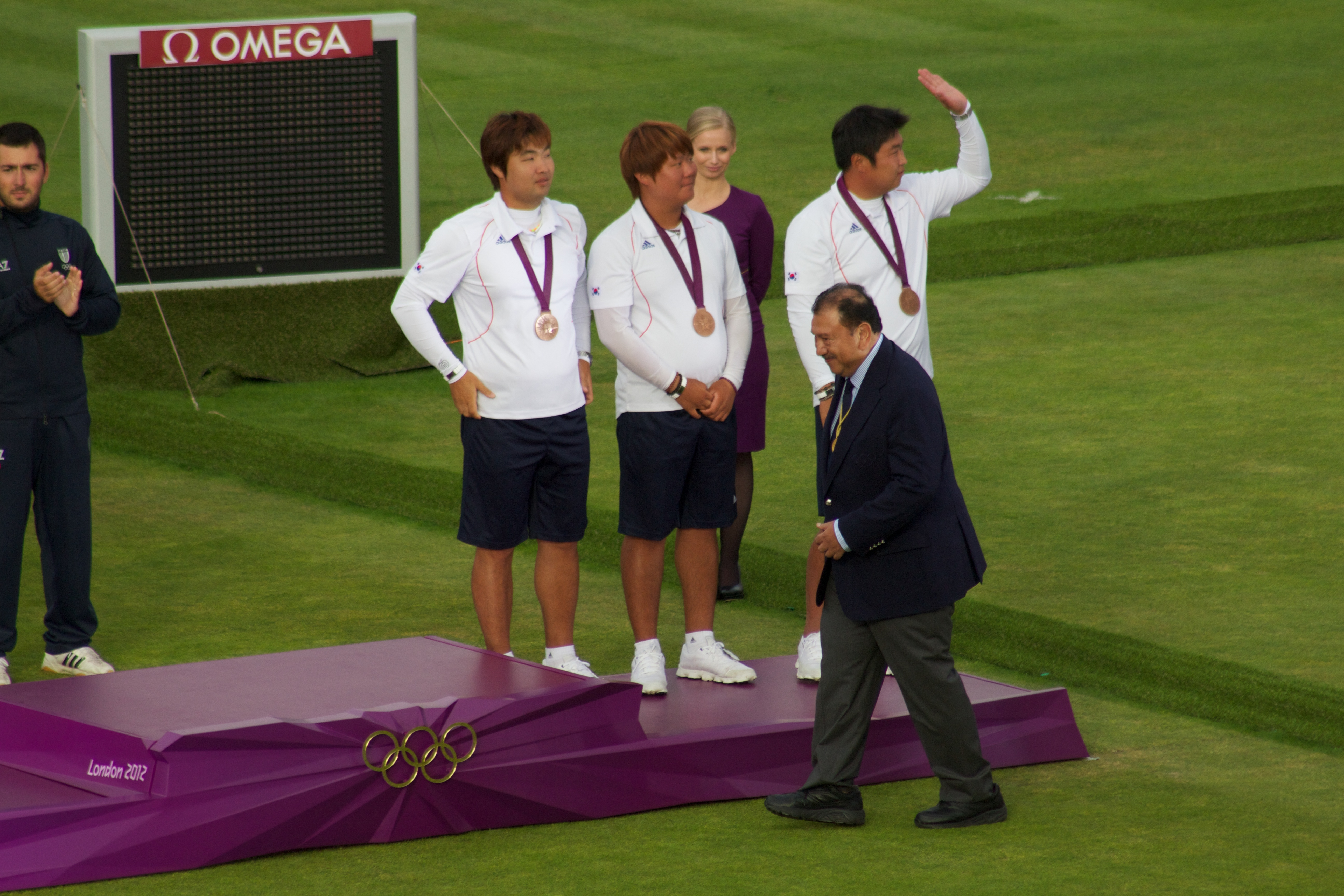
Mannschaftssiegerehrung 2012: Südkorea mit Bronze (v. l. n. r.): Im Dong-yun, Kim Bub-min, Oh Jin-hyek
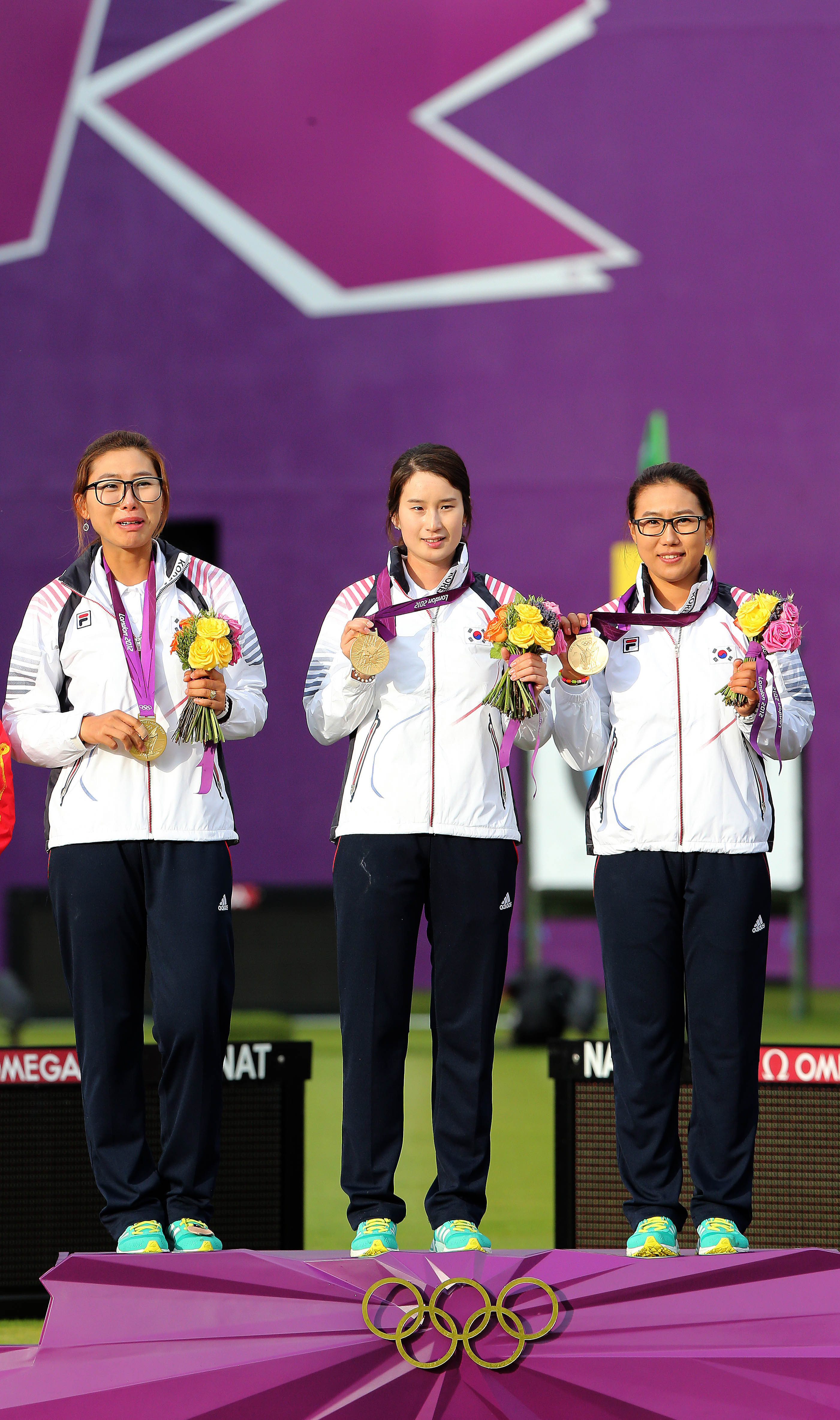
Nach der Siegerehrung 2012: Die südkoreanische Frauenmannschaft mit Choi Hyun-joo, Ki Bo-bae und Lee Sung-jin (v. l. n. r.)
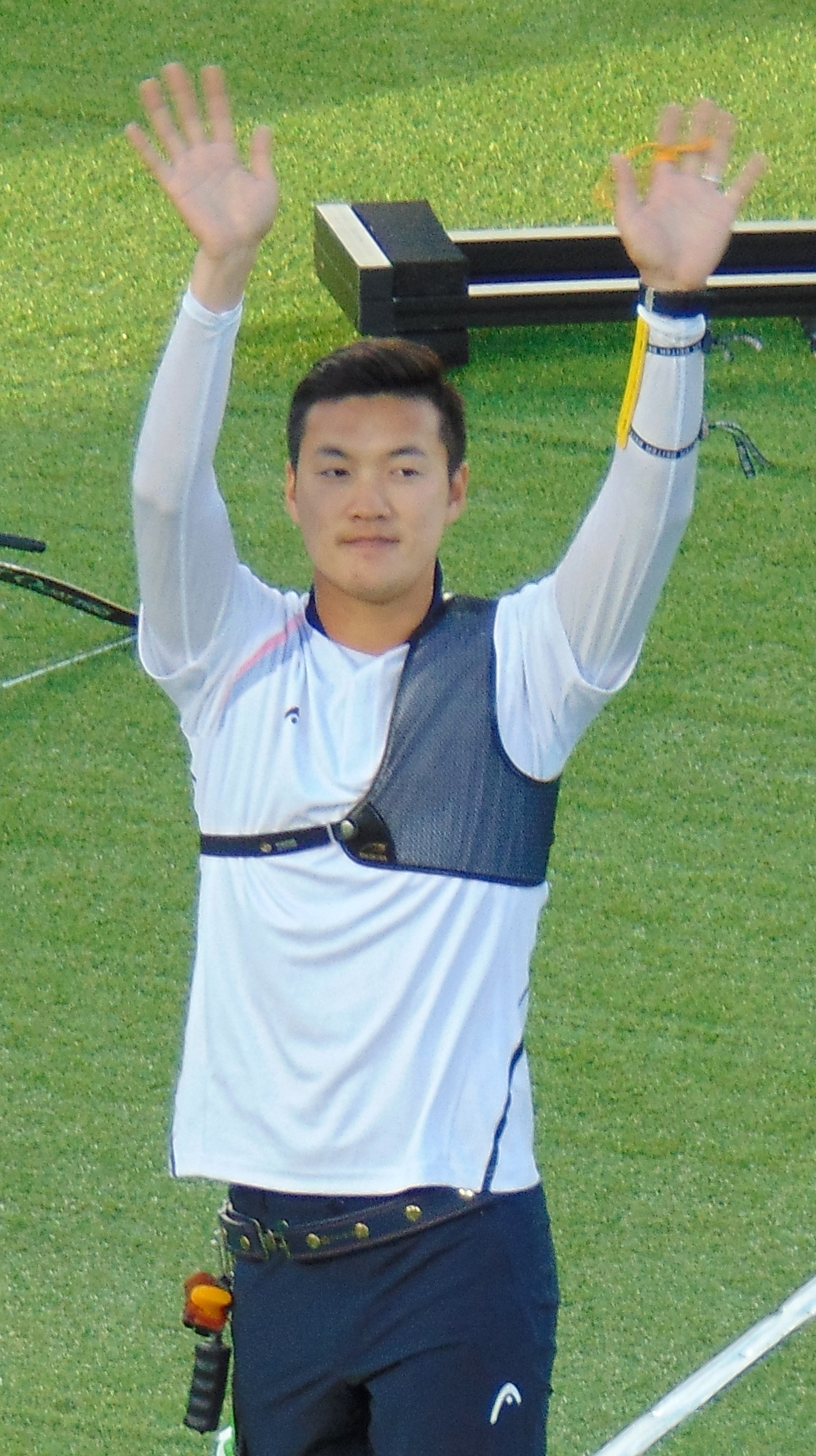
Ku Bon-chan, Olympiasieger 2016 im Einzel
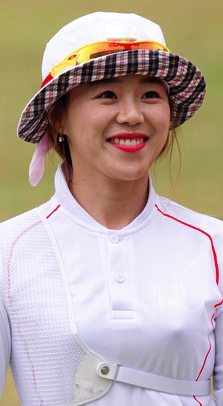
Chang Hye-jin, Olympiasiegerin 2016 im Einzel
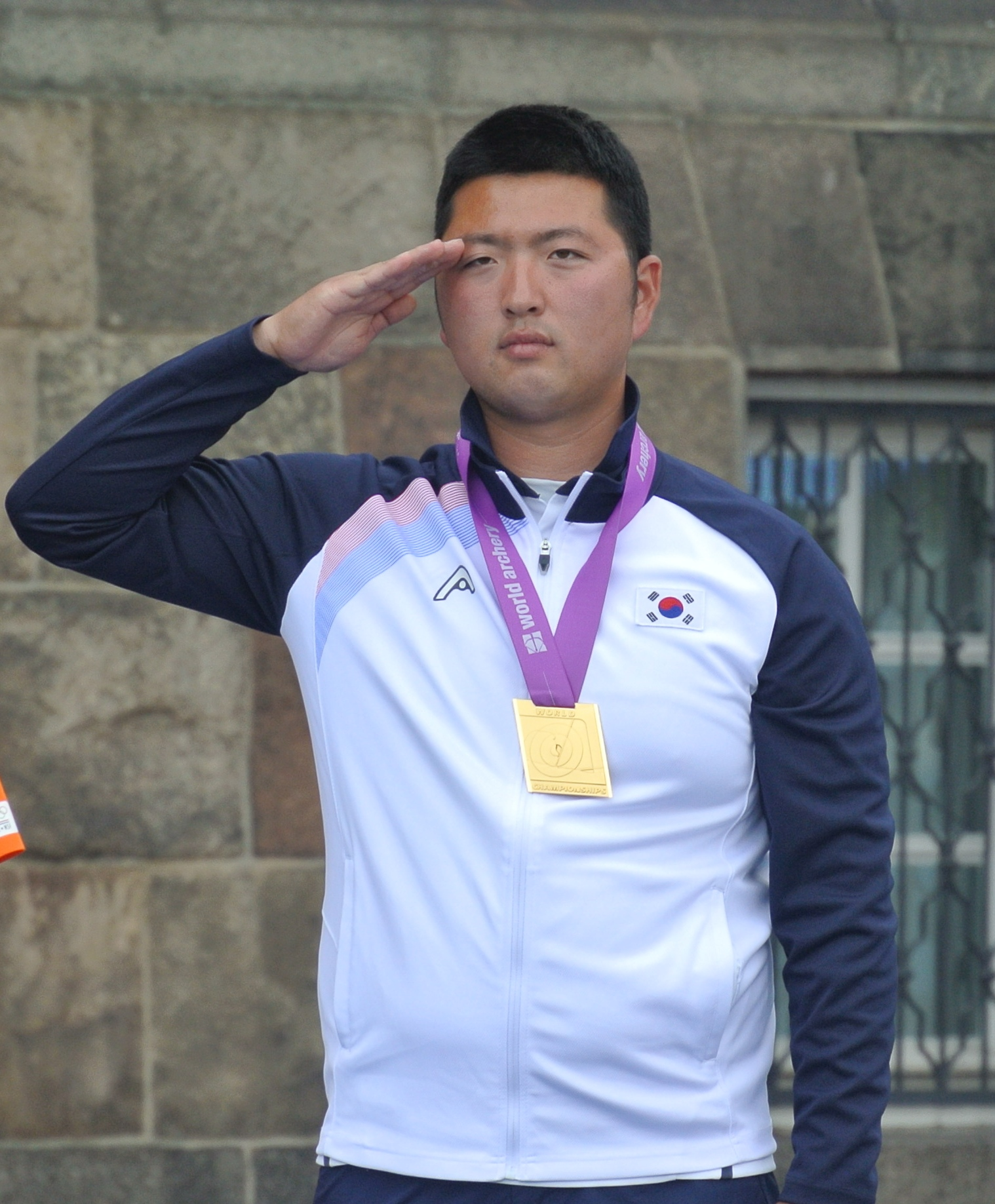
Kim Woo-jin, Mannschaftsolympiasieger 2016

#### Boxen
| Gelbes Symbol für Goldmedaillen mit stilisierten Olympischen Ringen | Graues Symbol für Silbermedaillen mit stilisierten Olympischen Ringen | Braundes Symbol für Bronzemedaillen mit stilisierten Olympischen Ringen |
| ------------------------------------------------------------------- | --------------------------------------------------------------------- | ----------------------------------------------------------------------- |
| 3                                                                   | 7                                                                     | 10                                                                      |

Das erste olympische Boxturnier mit südkoreanischer Beteiligung fand 1948 in London statt. Im Fliegengewicht wurde Han Su-an mit der Bronzemedaille der erste südkoreanische Medaillengewinner im Boxen. 1952 gewann Gang Jun-ho Bronze im Bantamgewicht. 1956 holte Song Sun-cheon Silber im Bantamgewicht.
Der nächste Erfolg fand 1964 in Tokio statt, als Jeong Sin-jo Silber im Bantamgewicht gewann. 1968 wurden zwei Medaillen gewonnen. Ji Yong-ju gewann Silber im Halbfliegengewicht, Jang Sun-gil Bronze im Bantamgewicht. Erst 16 Jahre später, 1984 in Los Angeles, konnte Südkorea wieder Medaillen gewinnen. In Los Angeles wurde Sin Jun-seop im Mittelgewicht erster südkoreanischer Boxolympiasieger. An Young-su gewann im Weltergewicht Silber, Jeon Chil-seong im Leichtgewicht Bronze.
Am erfolgreichsten waren die Boxer 1988 in Seoul mit zwei Olympiasiegen und je einer Silber- und Bronzemedaille. Olympiasieger wurden Kim Kwang-sun im Fliegengewicht und Park Si-hun im Halbmittelgewicht. Silber ging an Baik Hyun-man im Schwergewicht, Bronze an Lee Jae-hyuk im Federgewicht. 1992 in Barcelona kamen zwei Bronzemedaillen durch Hong Sung-sik im Leichtgewicht und Lee Seung-bae im Mittelgewicht hinzu. Lee konnte 1996 nach seinem Wechsel ins Halbschwergewicht die Silbermedaille gewinnen. Im Turnierverlauf 1988 kam es zu zwei Vorfällen, in die südkoreanische Boxer involviert waren. Im Halbweltergewicht kämpfte Chun Jin-chul in der dritten Runde gegen den US-Amerikaner Todd Foster. Im Nachbarring wurde die Glocke für das Ende einer Runde geschlagen. Chun hielt das für das Ende der Runde seines Kampfes, stellte den Kampf ein und wurde von Foster niedergeschlagen. Das Ergebnis wurde annulliert, der Kampf neu angesetzt. Chun verlor jedoch auch den Wiederholungskampf. Im Bantamgewicht verlor Byun Jong-il seinen Kampf gegen den Bulgaren Aleksandar Christow in der zweiten Runde. Die südkoreanische Mannschaft legte gegen die Entscheidung Protest ein, Byun weigerte sich über eine Stunde lang, den Ring zu verlassen. In der Folge wurden vier südkoreanische Funktionäre vom Amateurweltverband AIBA für zwei Jahre gesperrt, Südkorea wurde die Ausrichtung internationaler Boxwettkämpfe für ein Jahr untersagt.
2000 in Sydney ging die südkoreanische Boxmannschaft leer aus. 2004 in Athen gewannen Jo Seok-hwan im Federgewicht und Kim Jung-joo im Weltergewicht jeweils Bronze. Kim konnte 2008 in Peking seine Bronzemedaille in der gleichen Gewichtsklasse wiederholen. 2012 gingen nur zwei südkoreanische Boxer an den Start. Im Leichtgewicht gewann Han Soon-chul Silber. 2016 bestand die Boxriege nur noch aus einem Athleten, der jedoch erfolglos blieb.
| Name          | Spiele           | Disziplin         | Anmerkung          |
| ------------- | ---------------- | ----------------- | ------------------ |
| Shin Joon-sup | 1984 Los Angeles | Mittelgewicht     | erster Olympiasieg |
| Kim Kwang-sun | 1988 Seoul       | Fliegengewicht    |                    |
| Park Si-hun   | 1988 Seoul       | Halbmittelgewicht |                    |

| Name           | Spiele            | Disziplin          | Anmerkung |
| -------------- | ----------------- | ------------------ | --------- |
| Song Soon-chun | 1956 Melbourne    | Bantamgewicht      |           |
| Chung Shin-cho | 1964 Tokio        | Bantamgewicht      |           |
| Jee Yong-ju    | 1968 Mexiko-Stadt | Halbfliegengewicht |           |
| An Young-su    | 1984 Los Angeles  | Weltergewicht      |           |
| Lee Seung-bae  | 1996 Atlanta      | Halbschwergewicht  |           |
| Han Soon-chul  | 2012 London       | Leichtgewicht      |           |

| Name            | Spiele            | Disziplin      | Anmerkung              |
| --------------- | ----------------- | -------------- | ---------------------- |
| Han Soo-an      | 1948 London       | Fliegengewicht | erster Medaillengewinn |
| Kang Joon-ho    | 1952 Helsinki     | Bantamgewicht  |                        |
| Chang Kyou-chul | 1968 Mexiko-Stadt | Bantamgewicht  |                        |
| Chun Chil-sung  | 1984 Los Angeles  | Leichtgewicht  |                        |
| Hong Sung-sik   | 1992 Barcelona    | Leichtgewicht  |                        |
| Lee Seung-bae   | 1992 Barcelona    | Mittelgewicht  |                        |
| Jo Seok-hwan    | 2004 Athen        | Federgewicht   |                        |
| Kim Jung-joo    | 2004 Athen        | Weltergewicht  |                        |
| Kim Jung-joo    | 2008 Peking       | Weltergewicht  |                        |

#### Fechten
| Gelbes Symbol für Goldmedaillen mit stilisierten Olympischen Ringen | Graues Symbol für Silbermedaillen mit stilisierten Olympischen Ringen | Braundes Symbol für Bronzemedaillen mit stilisierten Olympischen Ringen |
| ------------------------------------------------------------------- | --------------------------------------------------------------------- | ----------------------------------------------------------------------- |
| 4                                                                   | 2                                                                     | 5                                                                       |

Seit 1964 nehmen südkoreanische Fechter an olympischen Turnieren teil. 2000 in Sydney kam es zu den ersten Medaillengewinnen. Mit dem Florett wurde Kim Young-ho Olympiasieger in der Einzelwertung. Im Florett besiegte er den Deutschen Ralf Bißdorf. Lee Sang-ki gewann Bronze in der Einzelwertung im Degenfechten. Im Kampf um Bronze konnte er den Schweizer Marcel Fischer besiegen. Die Degenmannschaft belegte Platz 4. 2008 in Peking gewann die Florettfechterin Nam Hyun-hee Silber im Einzel.
Am erfolgreichsten schnitt die südkoreanische Mannschaft 2012 in London ab. Neben zwei Olympiasiegen erkämpften sich die Athleten eine Silber- und drei Bronzemedaillen. Olympiasieger wurden die Säbelfechterin Kim Ji-yeon im Einzel sowie die Säbelmannschaft der Männer, die im Viertelfinale die deutsche Mannschaft besiegte. Silber gewann das Degenteam der Frauen. Im Degenfechten gewann Jung Jin-sun Bronze im Einzel. Im Viertelfinale hatte er den Deutschen Jörg Fiedler ausschalten können. Ebenfalls Bronze gewann Choi Byung-chul im Einzel des Florettfechtens. Auch die Florettmannschaft der Frauen gewann Bronze.
Der Degenfechter Park Sang-young wurde 2016 in Rio de Janeiro Olympiasieger im Einzel. Park schaltete im Turnierverlauf zwei Schweizer Fechter aus. Im Viertelfinale besiegte er Max Heinzer, im Halbfinale dann Benjamin Steffen. Im Säbelfechten gewann Kim Jung-hwan Bronze im Einzel.
| Name                                               | Spiele      | Disziplin        | Anmerkung          |
| -------------------------------------------------- | ----------- | ---------------- | ------------------ |
| Kim Young-ho                                       | 2000 Sydney | Florett Einzel   | erster Olympiasieg |
| Kim Ji-yeon                                        | 2012 London | Säbel Einzel     |                    |
| Gu Bon-gil Won Woo-young Kim Jung-hwan Oh Eun-seok | 2012 London | Säbel Mannschaft |                    |
| Park Sang-young                                    | 2012 London | Degen Einzel     |                    |

| Name                                                 | Spiele      | Disziplin        | Anmerkung |
| ---------------------------------------------------- | ----------- | ---------------- | --------- |
| Nam Hyun-hee                                         | 2008 Peking | Florett Einzel   |           |
| Shin A-lam Choi In-jeong Jung Hyo-jung Choi Eun-sook | 2012 London | Degen Mannschaft |           |

| Name                                            | Spiele      | Disziplin          | Anmerkung              |
| ----------------------------------------------- | ----------- | ------------------ | ---------------------- |
| Lee Sang-ki                                     | 2000 Sydney | Degen Einzel       | erster Medaillengewinn |
| Jung Jin-sun                                    | 2012 London | Degen Einzel       |                        |
| Choi Byung-chul                                 | 2012 London | Florett Einzel     |                        |
| Nam Hyun-hee Jeon Hee-sook Jung Gil-ok Oh Ha-na | 2012 London | Florett Mannschaft |                        |
| Kim Jung-hwan                                   | 2012 London | Säbel Einzel       |                        |

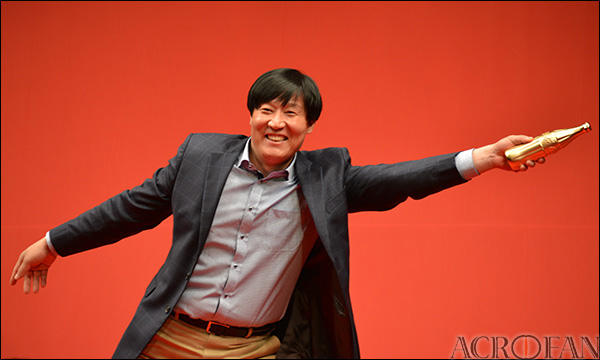
Kim Young-ho, Olympiasieger von 2000, auf einem Foto von 2015
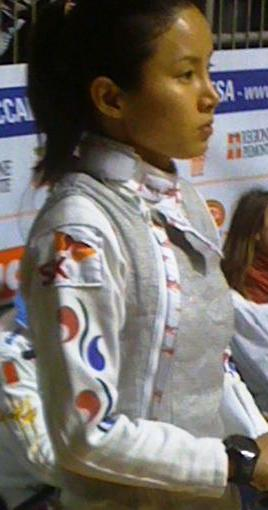
Nam Hyun-hee, Silber 2008
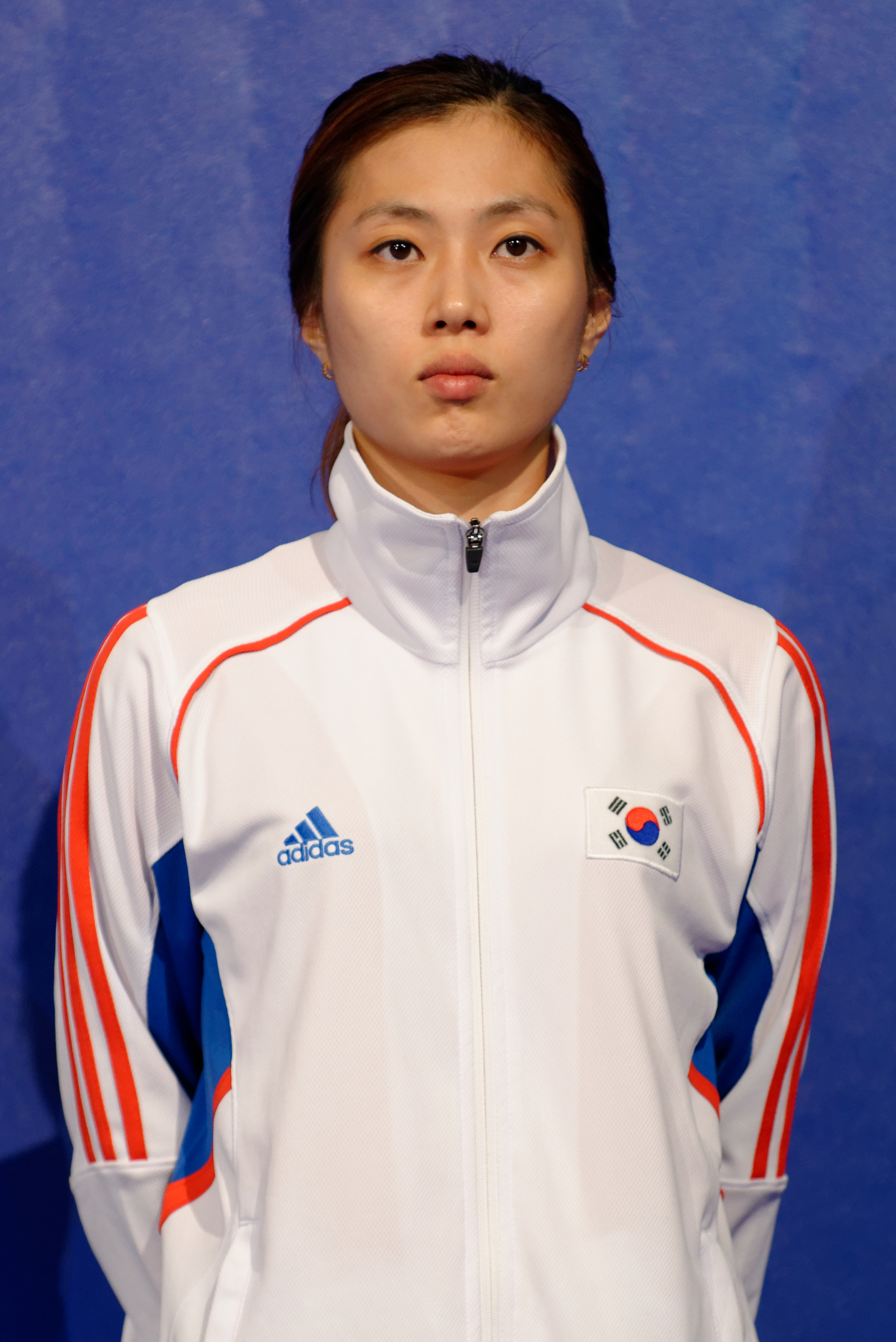
Kim Ji-yeon, Olympiasiegerin 2012
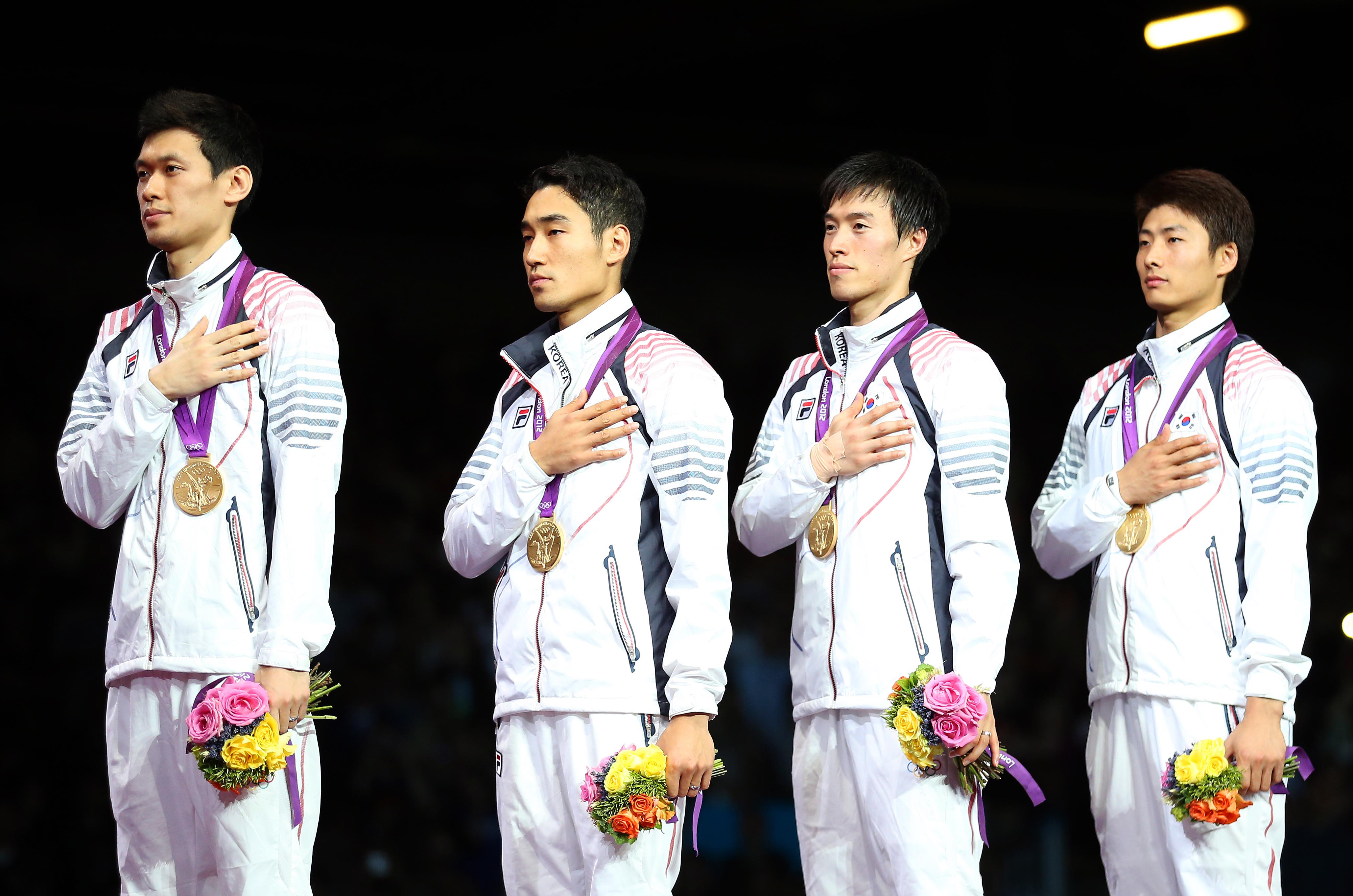
Die Goldmannschaft im Säbelfechten 2012 (v. l. n. r.): Gu Bon-gil, Kim Jung-hwan, Won Woo-young und Oh Eun-seok
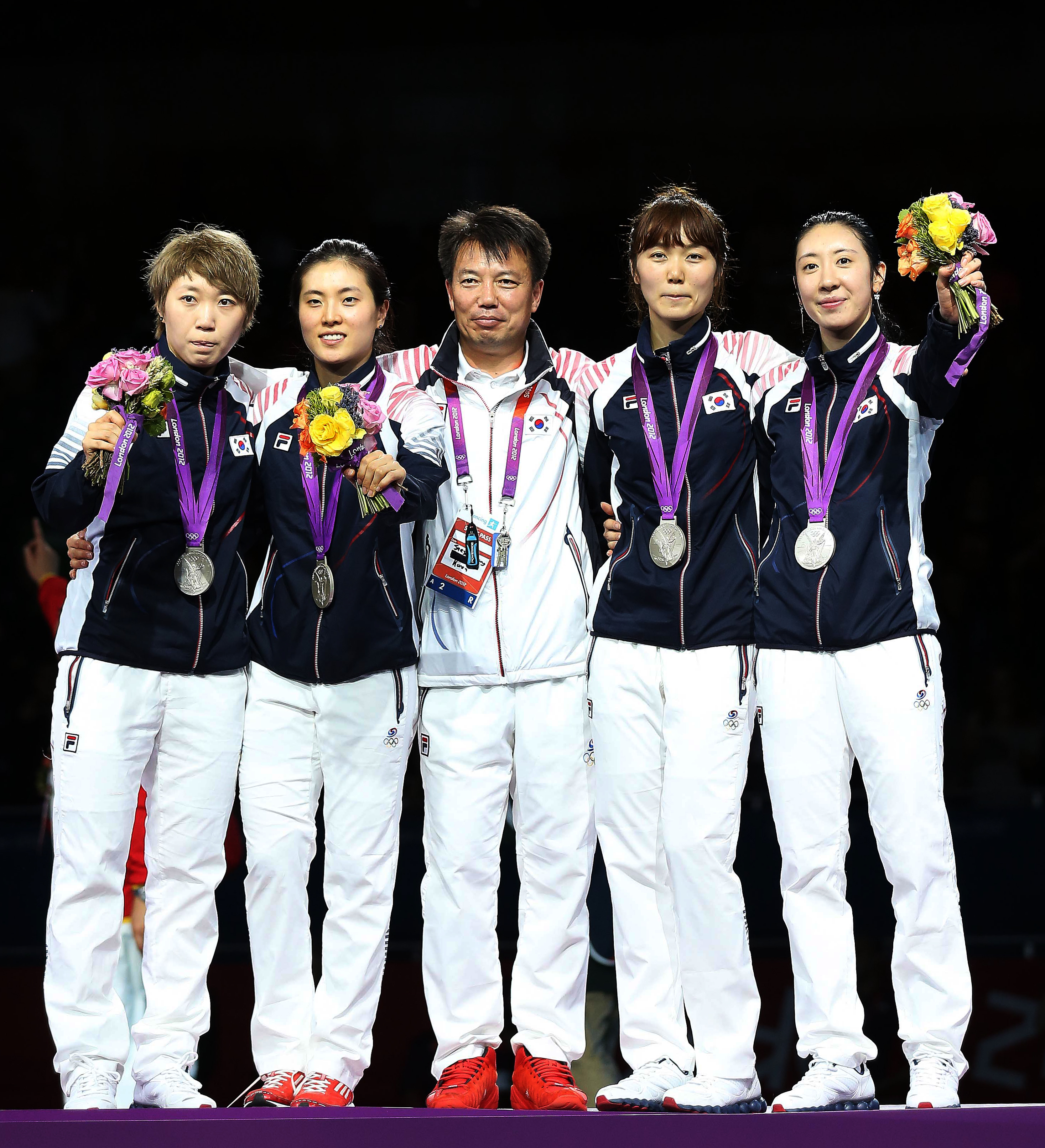
Silber für das Säbelteam der Frauen 2012 (v. l. n. r.): Jung Hyo-jung, Choi Eun-sook, Trainer, Choi In-jeong, Shin A-lam
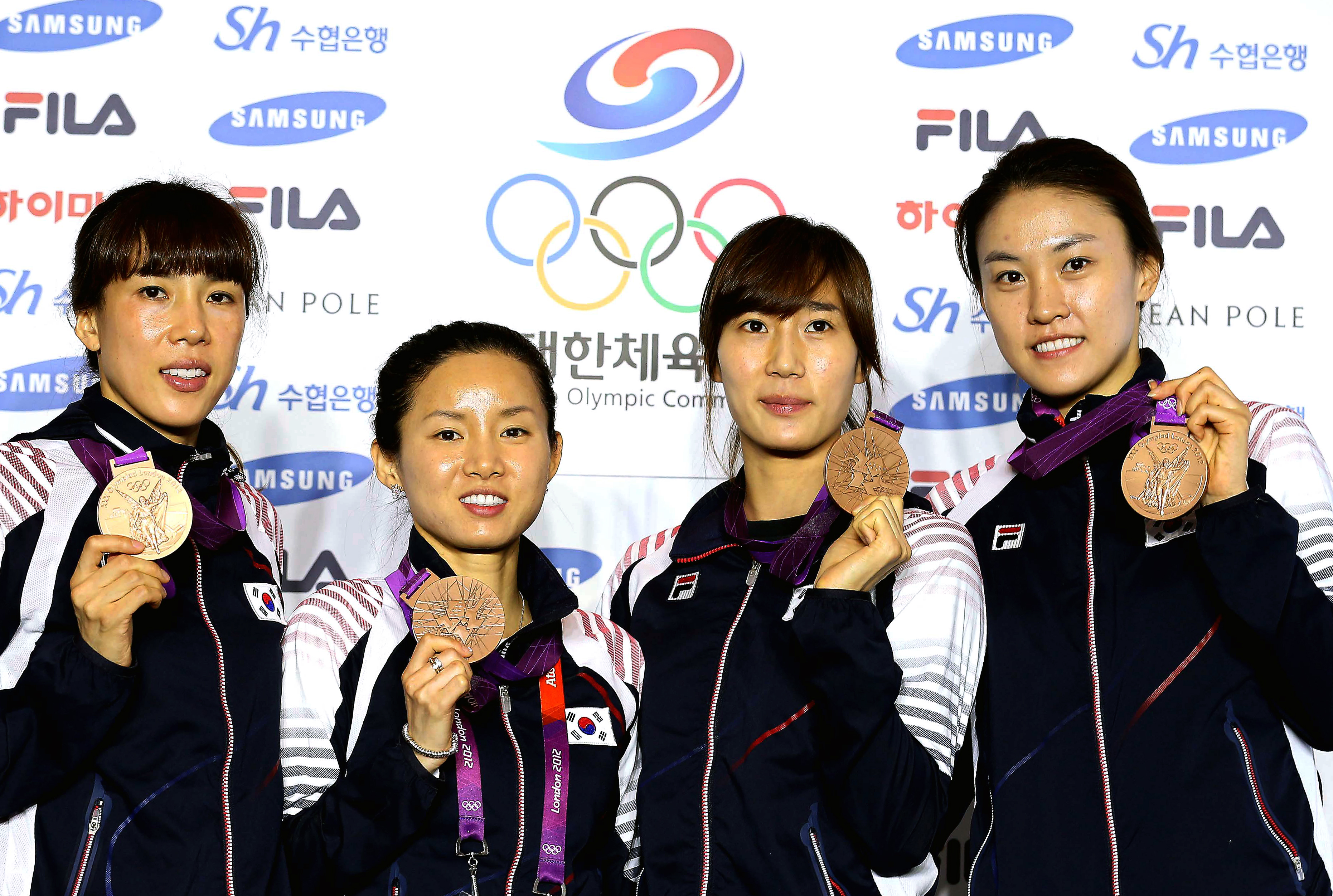
Das Florettteam der Frauen 2012 mit Bronze (v. l. n. r.): Jung Gil-ok, Nam Hyun-hee, Jeon Hee-sook, Oh Ha-na
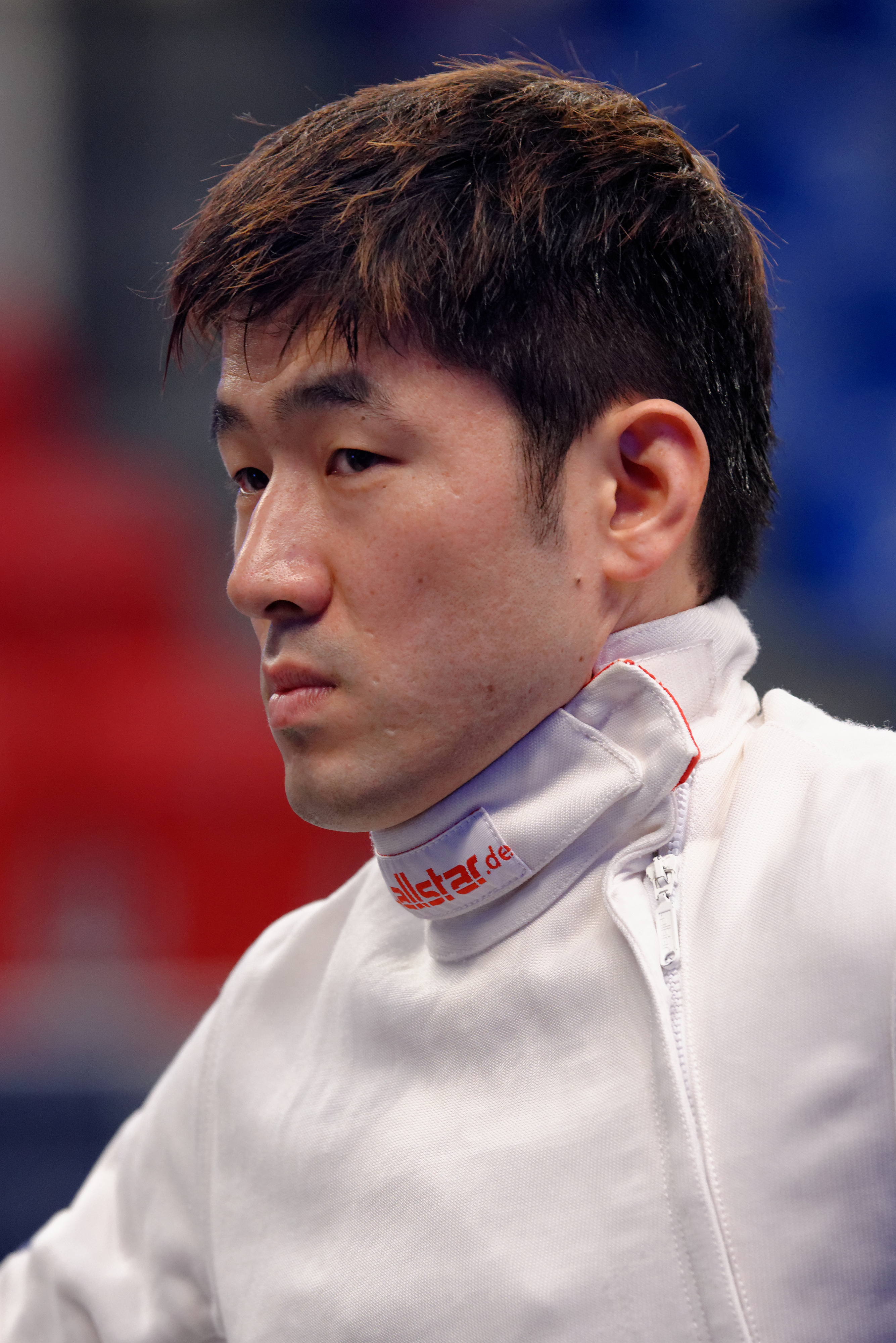
Jung Jin-sun, Bronze 2012
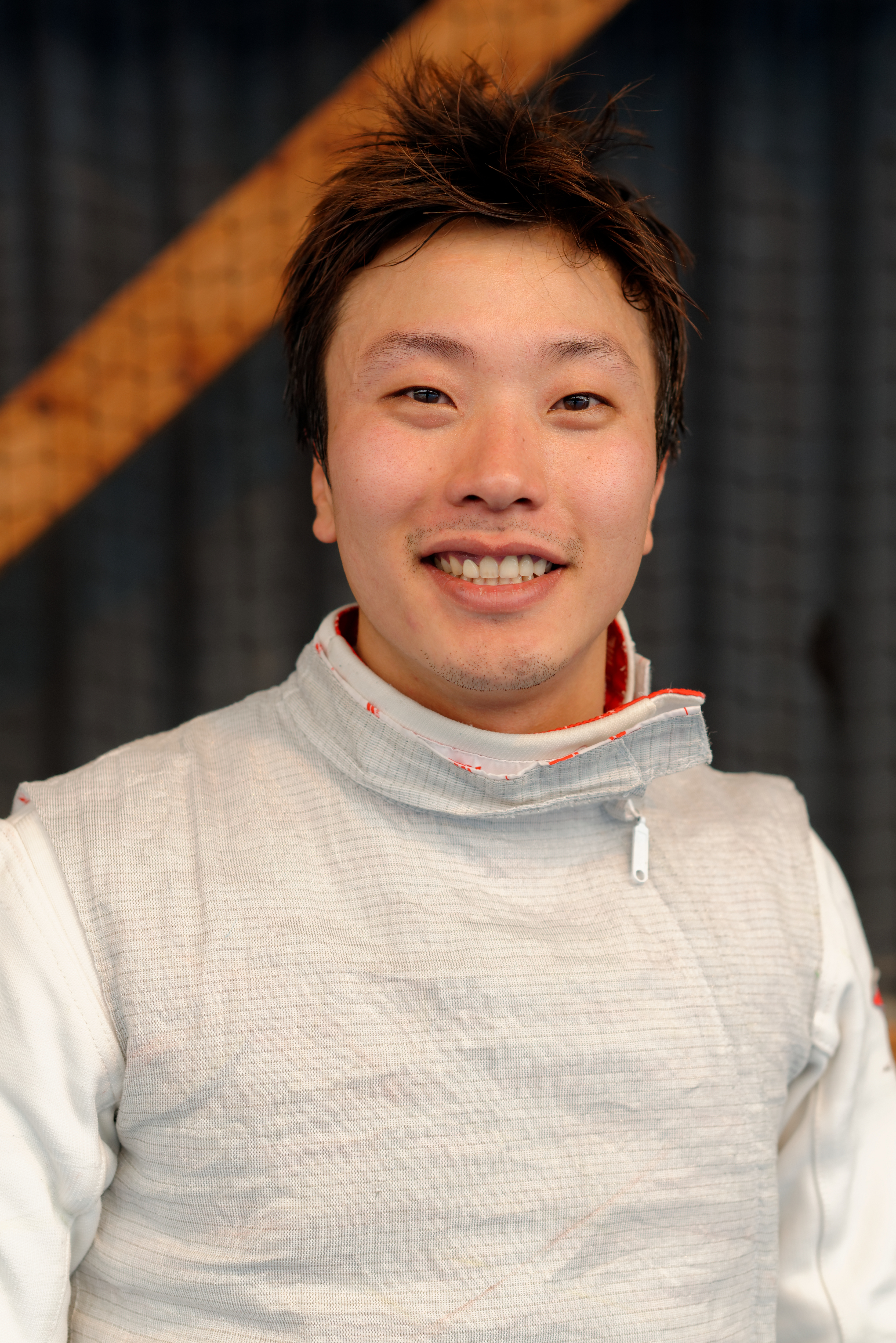
Choi Byung-chul, Bronze 2012

#### Fußball
| Gelbes Symbol für Goldmedaillen mit stilisierten Olympischen Ringen | Graues Symbol für Silbermedaillen mit stilisierten Olympischen Ringen | Braundes Symbol für Bronzemedaillen mit stilisierten Olympischen Ringen |
| ------------------------------------------------------------------- | --------------------------------------------------------------------- | ----------------------------------------------------------------------- |
| —                                                                   | —                                                                     | 1                                                                       |

Gleich bei der ersten Teilnahme Südkoreas an Olympischen Spielen 1948 in London nahm auch eine südkoreanische Fußballauswahl teil. Die Mannschaft erreichte das Viertelfinale, unterlag dort jedoch Schweden mit 0:12, die bislang höchste Niederlage Südkoreas im olympischen Fußball. Erst 1964 konnte sich Südkorea wieder qualifizieren. Nach drei Niederlagen in der Vorrunde schied die Mannschaft früh aus.
Bei den heimischen Sommerspielen 1988 in Seoul schaffte die Mannschaft gegen die Sowjetunion und gegen die USA jeweils ein 0:0-Unentschieden. Das abschließende Spiel gegen Argentinien ging mit 1:2 verloren, Südkorea schied damit aus dem Turnier aus. 1992 wurden drei Unentschieden erreicht, die Qualifikation für das Viertelfinale wurde jedoch wieder verpasst. Auch 1996 scheiterte man in der Vorrunde. Südkorea schied diesmal jedoch nur auf Grund der weniger geschossenen Tore gegenüber Ghana aus. Zuvor erspielten sich die Südkoreaner einen Sieg und ein Unentschieden.
2000 reichten auch zwei Siege nicht für das Erreichen des Viertelfinals. Südkorea schied auf Grund der schlechteren Tordifferenz gegenüber den punktgleichen Teams aus Chile und Spanien aus. 2004 schaffte man dann endlich die Qualifikation für das Viertelfinale. In der Vorrunde siegte die Mannschaft gegen Mexiko und spielte gegen Griechenland und Mali jeweils Unentschieden. Im Viertelfinale scheiterte man mit 2:3 an Paraguay.
2008 erreichte die Mannschaft einen Sieg und ein Unentschieden. Wieder scheiterte man damit in der Vorrunde. Einen Sieg, ein 2:1 über die Schweiz, und zwei Unentschieden reichten 2012 für das Erreichen des Viertelfinals. Hier traf man auf die Gastgebermannschaft des Vereinigten Königreiches. Nach Verlängerung stand es 1:1, das Elfmeterschießen gewann Südkorea mit 4:5. Erstmals zog man damit ins Halbfinale ein, in dem man Brasilien mit 0:3 unterlegen war. Das Spiel um Bronze gegen Japan wurde dafür mit 2:0 und somit erstmals eine olympische Medaille im Fußball gewonnen.
2016 stieß die Mannschaft in der Vorrunde auf Deutschland. Das Spiel endete 3:3. Gegen Fiji erzielte man zuvor einen 8:0-Sieg. Das abschließende Spiel gegen Mexiko wurde 1:0 gewonnen. Im Viertelfinale scheiterte man mit 0:1 an Honduras.
| Name                               | Spiele      | Disziplin     | Anmerkung              |
| ---------------------------------- | ----------- | ------------- | ---------------------- |
| U-23-Nationalmannschaft der Männer | 2012 London | Männerturnier | erster Medaillengewinn |

#### Gewichtheben
| Gelbes Symbol für Goldmedaillen mit stilisierten Olympischen Ringen | Graues Symbol für Silbermedaillen mit stilisierten Olympischen Ringen | Braundes Symbol für Bronzemedaillen mit stilisierten Olympischen Ringen |
| ------------------------------------------------------------------- | --------------------------------------------------------------------- | ----------------------------------------------------------------------- |
| 3                                                                   | 6                                                                     | 6                                                                       |

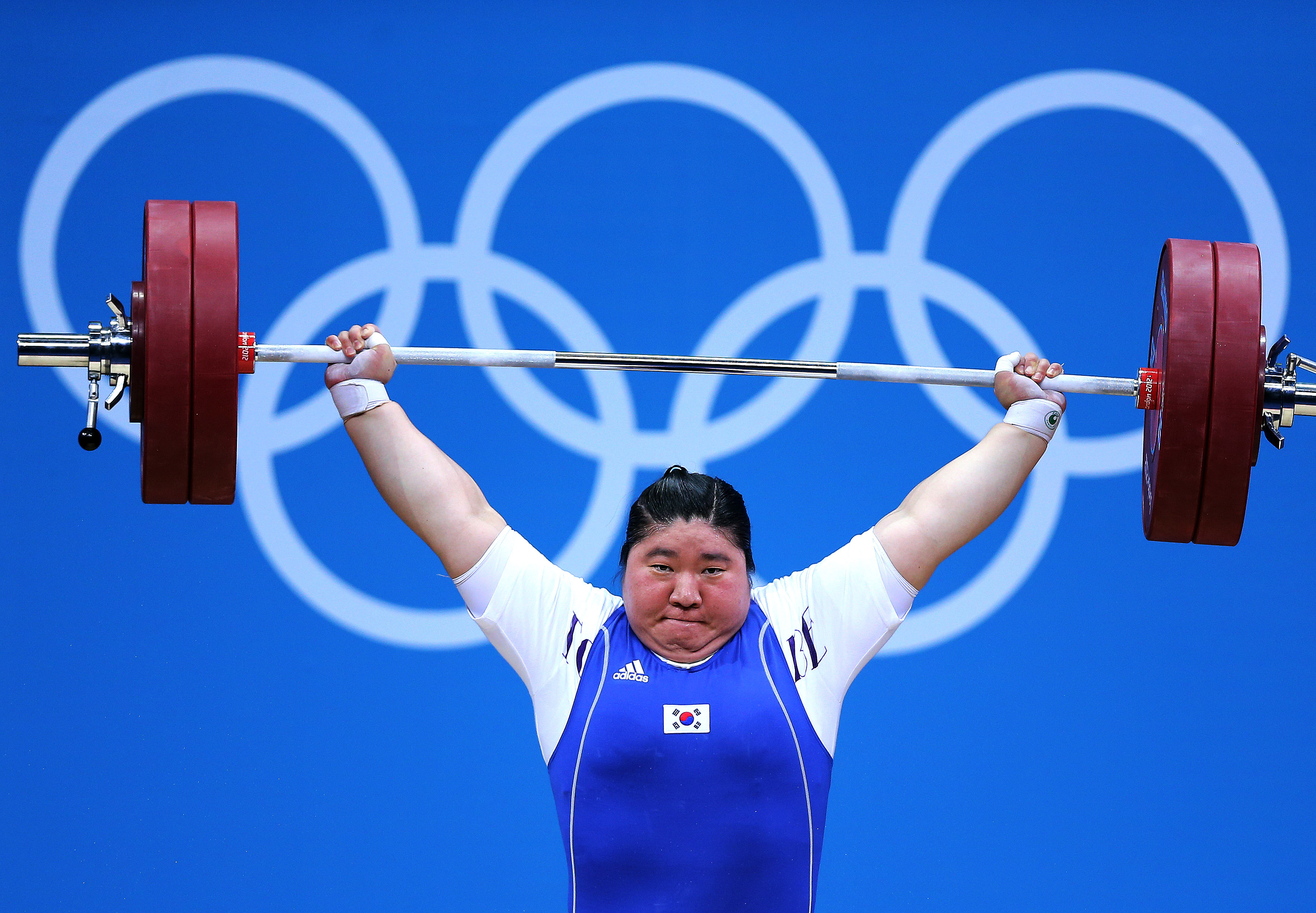
Jang Mi-ran, Olympiasiegerin 2008, Silber 2004, Bronze 2012

Südkoreanische Gewichtheber waren Mitglieder der ersten Olympiamannschaft des Landes bei Sommerspielen 1948 in London. Sie machten gleich auf sich aufmerksam. Lee Gyu-hyeok im Bantamgewicht und Nam Su-il im Federgewicht erreichten jeweils Platz 4. Noch erfolgreicher war Kim Seong-jip, der im Mittelgewicht mit Bronze die erste Gewichthebermedaille Südkoreas gewann. 1952 in Helsinki gelang ihm dieser Medaillengewinn erneut. Kim Hae-nam im Bantamgewicht und Kim Chang-hui im Leichtgewichte wurden jeweils Vierte.
1956 in Melbourne gewann Kim Chang-hui Bronze im Leichtgewicht. Im Bantamgewicht belegten Yu In-ho Platz 4 und Kim Hae-nam Platz 5. 1960 war Kim Hae-nam ins Federgewicht gewechselt. Hier wurde er Vierter. Auch in Tokio 1964 war Platz 4 das beste Resultat. Es wurde durch Lee Jong-seop im Mittelgewicht erreicht.
Erst 24 Jahre später, bei den heimischen Sommerspielen von 1988 in Seoul, waren südkoreanische Gewichtheber wieder erfolgreich. Im Fliegengewicht gewann Chun Byung-kwan Silber, im Leichtschwergewicht Lee Hyung-kun Bronze. Im Federgewicht wurde Min Jun-gi Vierter. 1992 in Barcelona wurde Chun Byung-kwann erster südkoreanischer Olympiasieger im Gewichtheben. Der Silbermedaillist von Seoul gewann seine Goldmedaille diesmal im Bantamgewicht. Im Mittelschwergewicht erreichte Kim Byeong-chan Platz 4.
In Atlanta 1996 konnte Kim Tae-hyeon Platz 4 im Superschwergewicht erreichen. Diese Platzierung belegte 2000 in Sydney Kim Sun-hui im Schwergewicht der Frauen. 2004 in Athen gewann Lee Bae-yeong Silber im Leichtgewicht. Die gleiche Medaille holte sich bei den Frauen Jang Mi-ran im Schwergewicht. 2008 in Peking wurde sie Olympiasiegerin. Yoon Jin-hee gewann Silber im Federgewicht. Im Fliegengewicht beendete Im Young-hwa ihren Wettkampf auf Platz 4. 2016 wurde die Silbermedaillistin Sibel Özkan wegen Dopings nachträglich disqualifiziert, Im rückte somit auf den dritten Platz vor. Im Januar 2017 wurde auch die bisherige Siegerin Chen Xiexia wegen Dopings disqualifiziert. Somit erhielt Im neun Jahre nach dem Wettkampf olympisches Silber. Bei den Männern wurde Sa Jae-hyouk Olympiasieger im Mittelgewicht, Kim Kwang-hoon wurde hier Vierter.
Insgesamt fünf Gewichtheber, die 2012 in London im Mittelschwergewicht antraten, wurden nachträglich wegen Dopings disqualifiziert: der Sieger Ilja Iljin aus Kasachstan, der Silbermedaillist Alexander Iwanow aus Russland, der Moldawier Anatolii Cîrîcu, der Vierte Andrei Demanow aus Russland sowie der sechstplatzierte Aserbaidschaner İntiqam Zairov. Dies brachte Kim Min-jae, der bislang auf Platz 8 gelistet war, auf Platz 2 und damit zur Silbermedaille. Auch die Titelverteidigerin Jang Mi-ran, ursprünglich Vierte im Superschwergewicht, kam durch eine nachträgliche Disqualifikation wegen Dopings noch zu einer Bronzemedaille. Hier wurde die Armenierin Crispime Churschudjan aus der Wertung genommen. Im Superschwergewicht der Männer wurde Jeon Sang-gyun Vierter. Im Federgewicht der Frauen gewann Yoon Jin-hae 2016 in Rio de Janeiro eine Bronzemedaille.
| Name            | Spiele         | Disziplin          | Anmerkung          |
| --------------- | -------------- | ------------------ | ------------------ |
| Chun Byung-kwan | 1992 Barcelona | Bantamgewicht      | erster Olympiasieg |
| Sa Jae-hyouk    | 2008 Peking    | Mittelgewicht      |                    |
| Jang Mi-ran     | 2008 Peking    | Superschwergewicht |                    |

| Name            | Spiele      | Disziplin           | Anmerkung |
| --------------- | ----------- | ------------------- | --------- |
| Chun Byung-kwan | 1988 Seoul  | Fliegengewicht      |           |
| Lee Bae-yeong   | 2004 Athen  | Leichtgewicht       |           |
| Jang Mi-ran     | 2004 Athen  | Superschwergewicht  |           |
| Im Young-hwa    | 2008 Peking | Fliegengewicht      |           |
| Yoon Jin-hee    | 2008 Peking | Federgewicht        |           |
| Kim Min-jae     | 2012 London | Mittelschwergewicht |           |

| Name          | Spiele            | Disziplin           | Anmerkung              |
| ------------- | ----------------- | ------------------- | ---------------------- |
| Kim Seong-jip | 1948 London       | Mittelgewicht       | erster Medaillengewinn |
| Kim Seong-jip | 1952 Helsinki     | Mittelgewicht       |                        |
| Kim Chang-hui | 1956 Melbourne    | Leichtgewicht       |                        |
| Lee Hyung-kun | 1988 Seoul        | Leichtschwergewicht |                        |
| Jang Mi-ran   | 2012 London       | Superschwergewicht  |                        |
| Yoon Jin-hee  | 2016 Yoon Jin-hae | Federgewicht        |                        |

#### Golf
| Gelbes Symbol für Goldmedaillen mit stilisierten Olympischen Ringen | Graues Symbol für Silbermedaillen mit stilisierten Olympischen Ringen | Braundes Symbol für Bronzemedaillen mit stilisierten Olympischen Ringen |
| ------------------------------------------------------------------- | --------------------------------------------------------------------- | ----------------------------------------------------------------------- |
| 1                                                                   | —                                                                     | —                                                                       |

Golf war 1900 und 1904 olympische Sportart. Erst 2016 wurde Golf wieder in das olympische Programm aufgenommen. Brooke Henderson erreichte bei den Frauen Platz 7. Park In-bee wurde Olympiasiegerin im Frauenturnier, Amy Yang belegte Platz 4.
| Name        | Spiele              | Disziplin | Anmerkung                              |
| ----------- | ------------------- | --------- | -------------------------------------- |
| Park In-bee | 2016 Rio de Janeiro | Einzel    | erster Olympiasieg und Medaillengewinn |

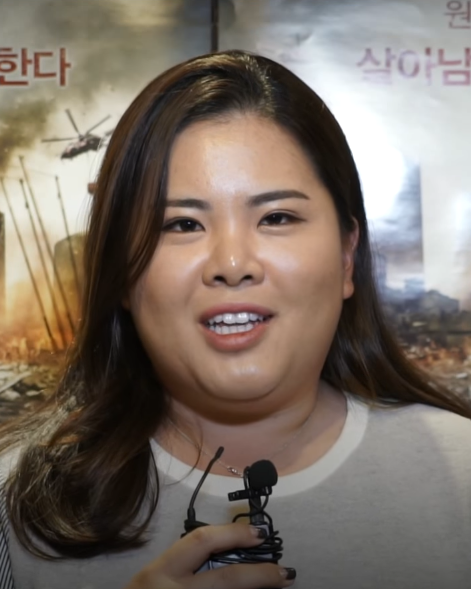
Park In-bee, Olympiasiegerin 2016
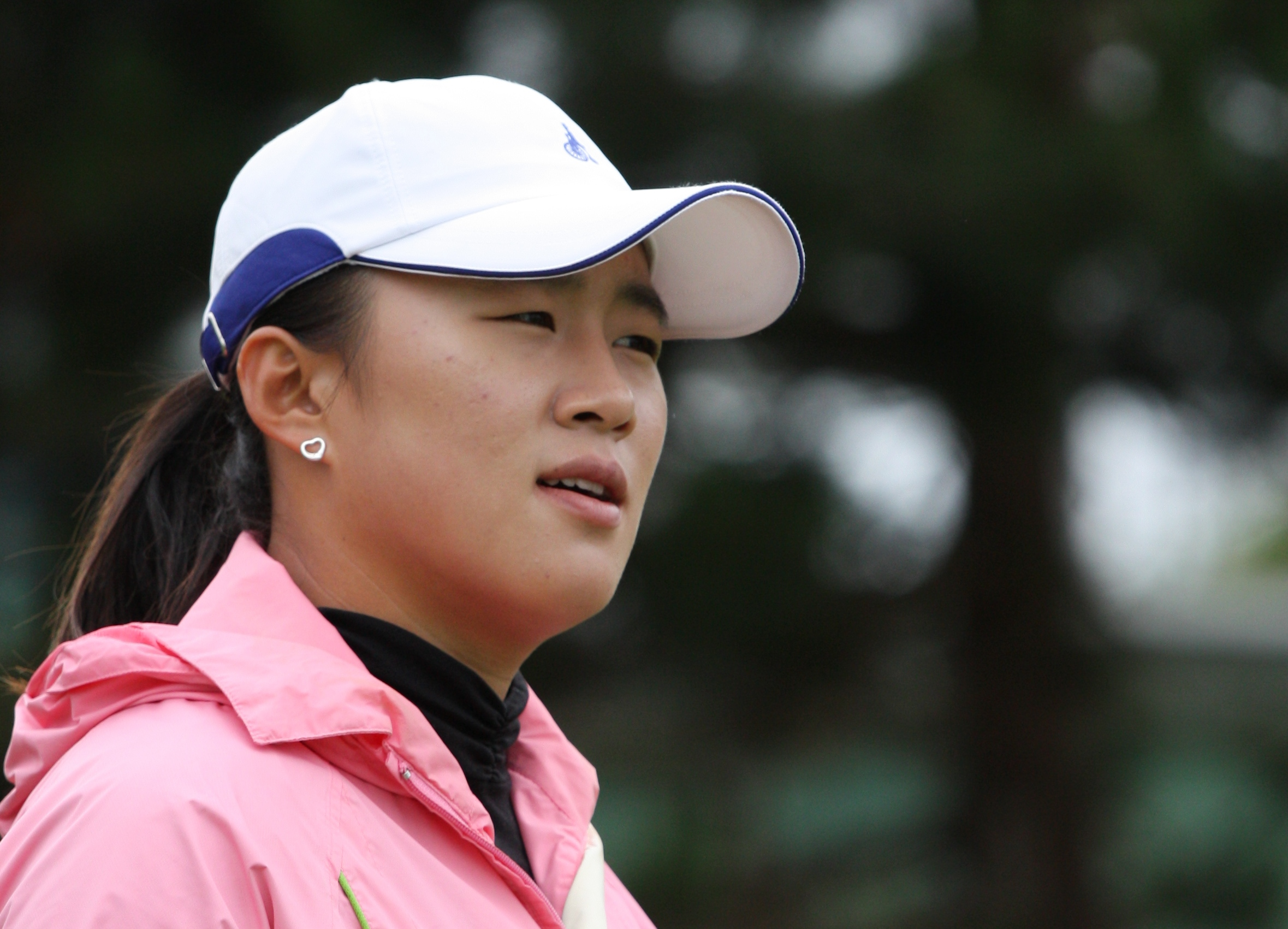
Amy Yang (2009)

#### Handball
| Gelbes Symbol für Goldmedaillen mit stilisierten Olympischen Ringen | Graues Symbol für Silbermedaillen mit stilisierten Olympischen Ringen | Braundes Symbol für Bronzemedaillen mit stilisierten Olympischen Ringen |
| ------------------------------------------------------------------- | --------------------------------------------------------------------- | ----------------------------------------------------------------------- |
| 2                                                                   | 4                                                                     | 1                                                                       |

Erstmals nahmen südkoreanische Handballmannschaften 1984 am Olympiaturnier teil. Die Männermannschaft kassierte in fünf Spielen fünf Niederlagen und belegte den letzten Gruppenplatz. Auch die Frauen verloren alle ihre Spiele und wurden Gruppenletzter. Dies waren die einzigen Olympiaauftritte kanadischer Handballmannschaften. Die Männermannschaft erreichte in ihren Vorrundenspielen nur ein Unentschieden, dieses jedoch gegen den Gastgeber USA. Gegen die Mannschaft der Bundesrepublik Deutschland verlor das Team mit 25:37. Nach der Vorrunde schied die Mannschaft aus. Das Turnier der Frauen wurde in einer einfachen Gruppenrunde ausgetragen, da nur sechs Mannschaften teilnahmen. Die Südkoreanerinnen erzielten drei Siege, u. a. ein 26:17 über die Bundesrepublik Deutschland und ein 23:22 über Österreich, und ein Unentschieden. Damit belegten sie Platz 2 und gewannen Silber.
Bei den heimischen Sommerspielen 1988 konnten die Frauen den ersten südkoreanischen Olympiasieg im Handball feiern. Das Turnier wurde diesmal in zwei Runden, einer Vor- und einer Finalrunde, ausgetragen. Die Südkoreanerinnen gewannen zwei Vorrundenspiele und verloren ein Spiel. Mit der besseren Tordifferenz blieben sie auf Platz 1. Auch in der Finalrunde gewannen sie zwei Spiele und verloren eines, wie schon in der Vorrunde gegen Jugoslawien. Mit einem Punkt Vorsprung blieben sie auf Platz 1, da sich die Sowjetunion und Norwegen im letzten Spiel mit 19:19 trennten. Das Männerteam gewann Silber. Die Mannschaft konnte vier ihrer fünf Vorrundenspiele gewinnen, u. a. mit 23:22 gegen die DDR. Gruppenplatz 1 bedeutete die Qualifikation für das Finale. Gegen die Sowjetunion verlor man mit 25:32.
1992 konnten die Frauen ihren Olympiasieg verteidigen. Mit zwei Siegen und einem Unentschieden schloss man die Vorrunde als Gruppensieger ab. Im Halbfinale wurde Deutschland mit 26:25 ausgeschaltet, das Finale gegen Norwegen mit 28:21 gewonnen. Wegen der schlechteren Tordifferenz erreichten die Männer nach drei Siegen und zwei Niederlagen nur Vorrundenplatz 3. Das Spiel um Platz 5 gegen Spanien wurde mit 21:36 verloren. 1996 waren nur die Frauen qualifiziert. Sie gewannen alle Vorrundenspiele, Deutschland wurde mit 33:20 geschlagen. Im Halbfinale besiegte man Ungarn mit 39:25. Erst im Finale gegen Dänemark kassierte man mit 33:37 eine Niederlage.
2000 waren auch wieder die Männer dabei. Sie belegten jedoch nur Platz 5 der Vorrunde nach nur einem Sieg und einem 19:19-Unentschieden gegen Deutschland. Das Spiel um Platz 9 gegen Tunesien wurde mit 24:19 gewonnen. Das Frauenteam gewann alle vier Vorrundenspiele und auch das Viertelfinale gegen Brasilien (35:24). Im Halbfinale traf die Mannschaft auf Titelverteidiger Dänemark und unterlag mit 29:31. Das Spiel um Bronze ging mit 21:22 gegen Norwegen verloren. 2004 qualifizierten sich die Männer für das Viertelfinale, unterlagen dort jedoch Ungarn mit 25:30. Zwei Niederlagen in der Platzierungsrunde bedeutete Platz 8. Die Frauen qualifizierten sich mit vier Siegen und einem Unentschieden für das Viertelfinale. Hier traf man auf Brasilien und gewann 26:24. Im Halbfinale wurde Frankreich mit 32:31 besiegt. Im Finale traf man wieder auf Dänemark. In der regulären Spielzeit endete das Spiel 25:25, nach der Verlängerung stand es 34:34. Im anschließenden Siebenmeterschießen unterlagen die Südkoreanerinnen mit 2:4, damit war Dänemark zum dritten Mal in Folge Olympiasieger.
2008 scheiterten die Männer wieder im Viertelfinale. Die Vorrunde hatten sie noch als Gruppenerste beendet. Gegen Deutschland unterlag man jedoch im Auftaktspiel mit 23:27. Das Viertelfinale gegen Spanien ging mit 24:29 verloren. Auch das Spiel um Platz 7 gegen Dänemark verlor die Mannschaft (26:37). Die Frauen besiegten in der Vorrunde Deutschland mit 30:20 und belegten im Abschluss Platz 2. Das Viertelfinale gegen Gastgeber China wurde mit 31:23 gewonnen, im Halbfinale unterlag man Norwegen mit 28:29. Das Spiel um Bronze gegen die Ungarinnen endete mit einem 33:28-Sieg.
2012 verloren die Männer alle Vorrundenspiele und blieben Gruppenletzter. In der Endabrechnung wurde die Mannschaft auf Grund der besseren Tordifferenz auf Platz 11 (von 12) gesetzt. Die Frauen qualifizierten sich für das Viertelfinale. Hier schlugen sie Russland mit 24:23. Im Halbfinale unterlag man Norwegen mit 25:31. Auch das Spiel um Bronze gegen Spanien ging verloren. Erst die Verlängerung brachte den Spanierinnen einen 31:29-Erfolg. 2016 konnten sich nur die Frauen qualifizieren. In der Vorrunde schafften die Spielerinnen nur einen Sieg und ein Unentschieden. Das bedeutete Platz 5 der Gruppe. In der Endabrechnung erreichte das Team Platz 10.
| Name                          | Spiele         | Disziplin     | Anmerkung          |
| ----------------------------- | -------------- | ------------- | ------------------ |
| Nationalmannschaft der Frauen | 1988 Seoul     | Frauenturnier | erster Olympiasieg |
| Nationalmannschaft der Frauen | 1992 Barcelona | Frauenturnier |                    |

| Name                          | Spiele           | Disziplin     | Anmerkung              |
| ----------------------------- | ---------------- | ------------- | ---------------------- |
| Nationalmannschaft der Frauen | 1984 Los Angeles | Frauenturnier | erster Medaillengewinn |
| Nationalmannschaft der Männer | 1988 Seoul       | Männerturnier |                        |
| Nationalmannschaft der Frauen | 1996 Atlanta     | Frauenturnier |                        |
| Nationalmannschaft der Frauen | 2004 Athen       | Frauenturnier |                        |

| Name                          | Spiele      | Disziplin     | Anmerkung |
| ----------------------------- | ----------- | ------------- | --------- |
| Nationalmannschaft der Frauen | 2008 Peking | Frauenturnier |           |

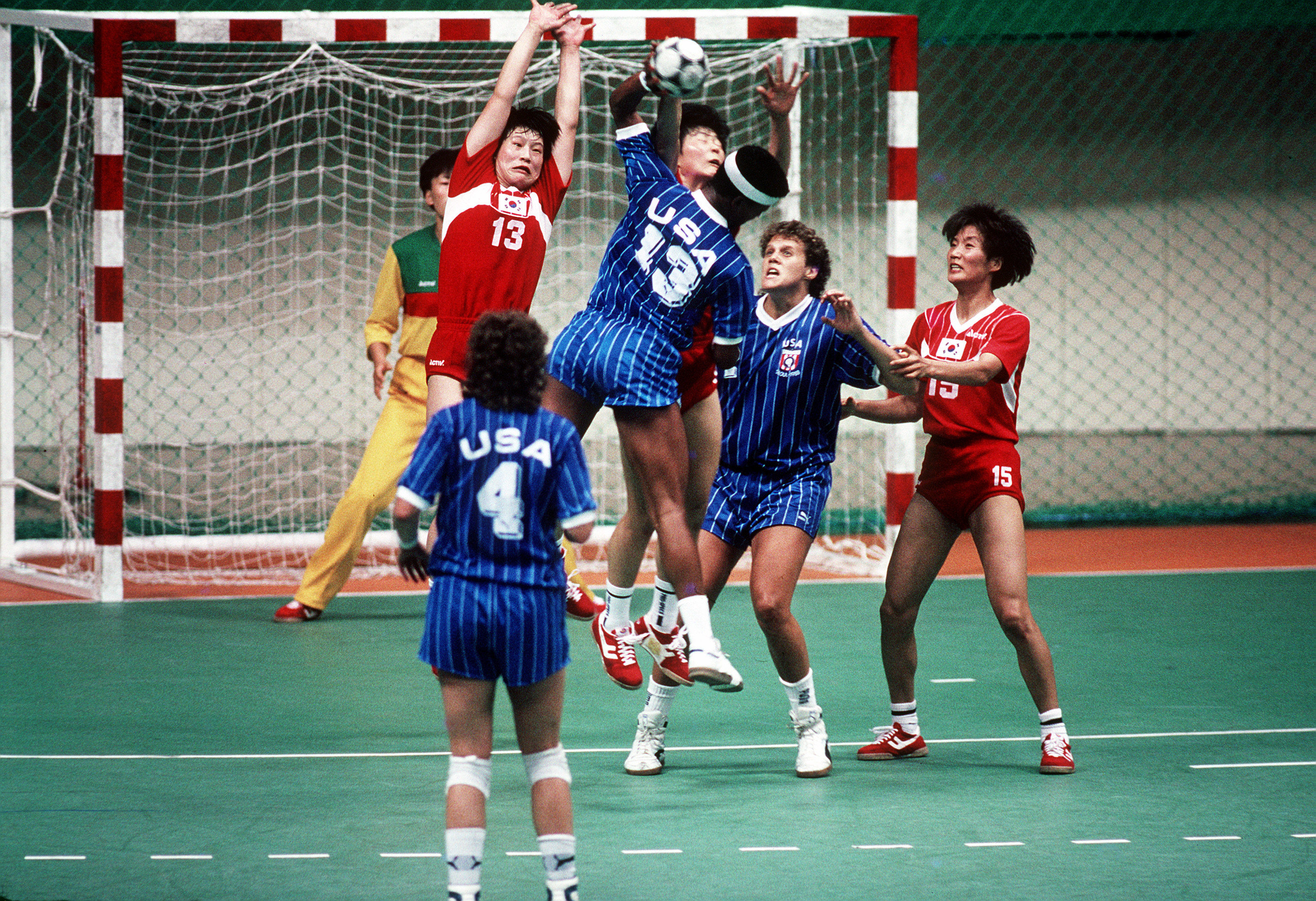
Spielszene aus dem Vorrundenspiel der Männer gegen die USA 1988
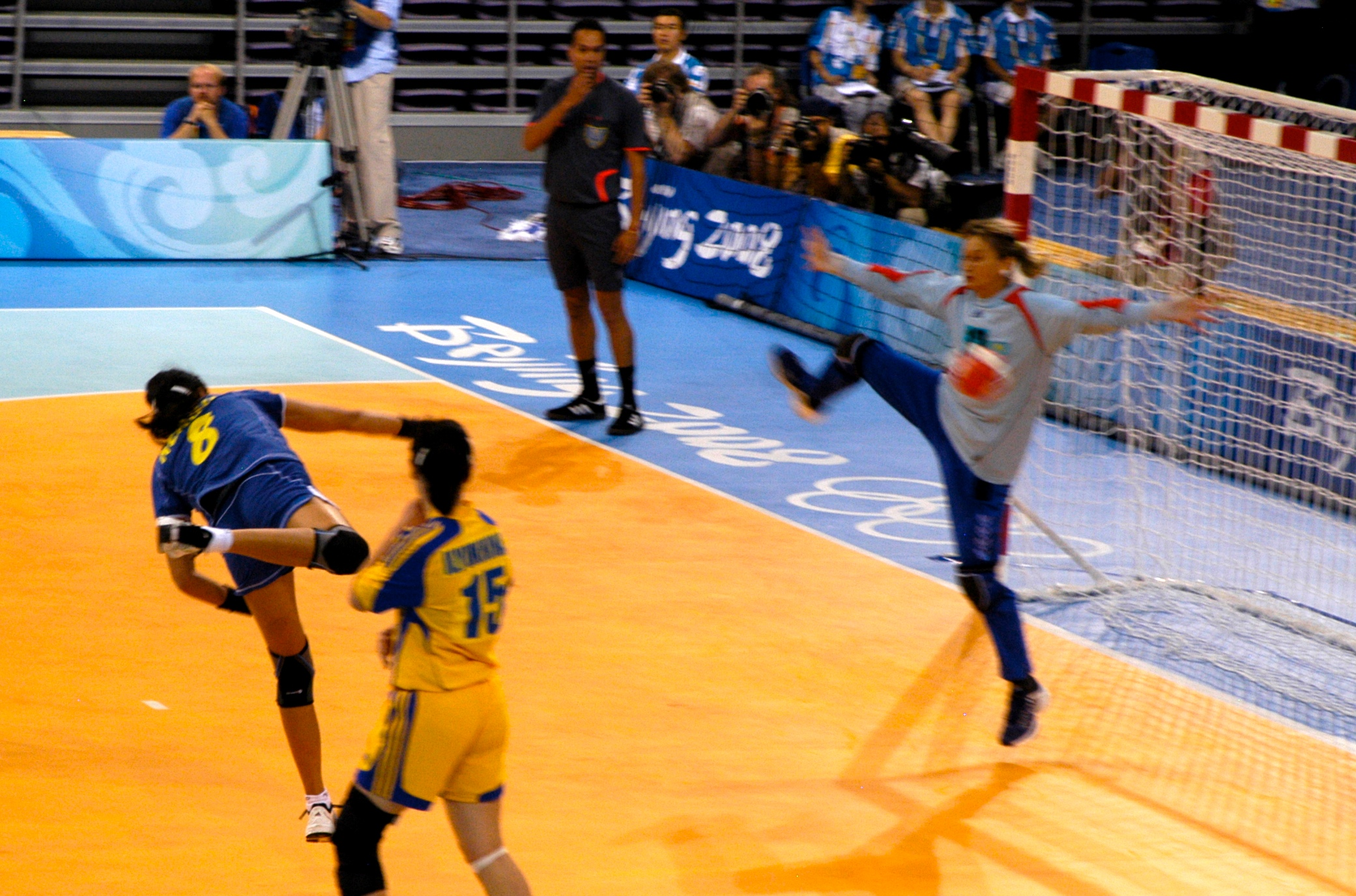
Südkorea (blau) gegen Russland in der Vorrunde der Frauen 2008
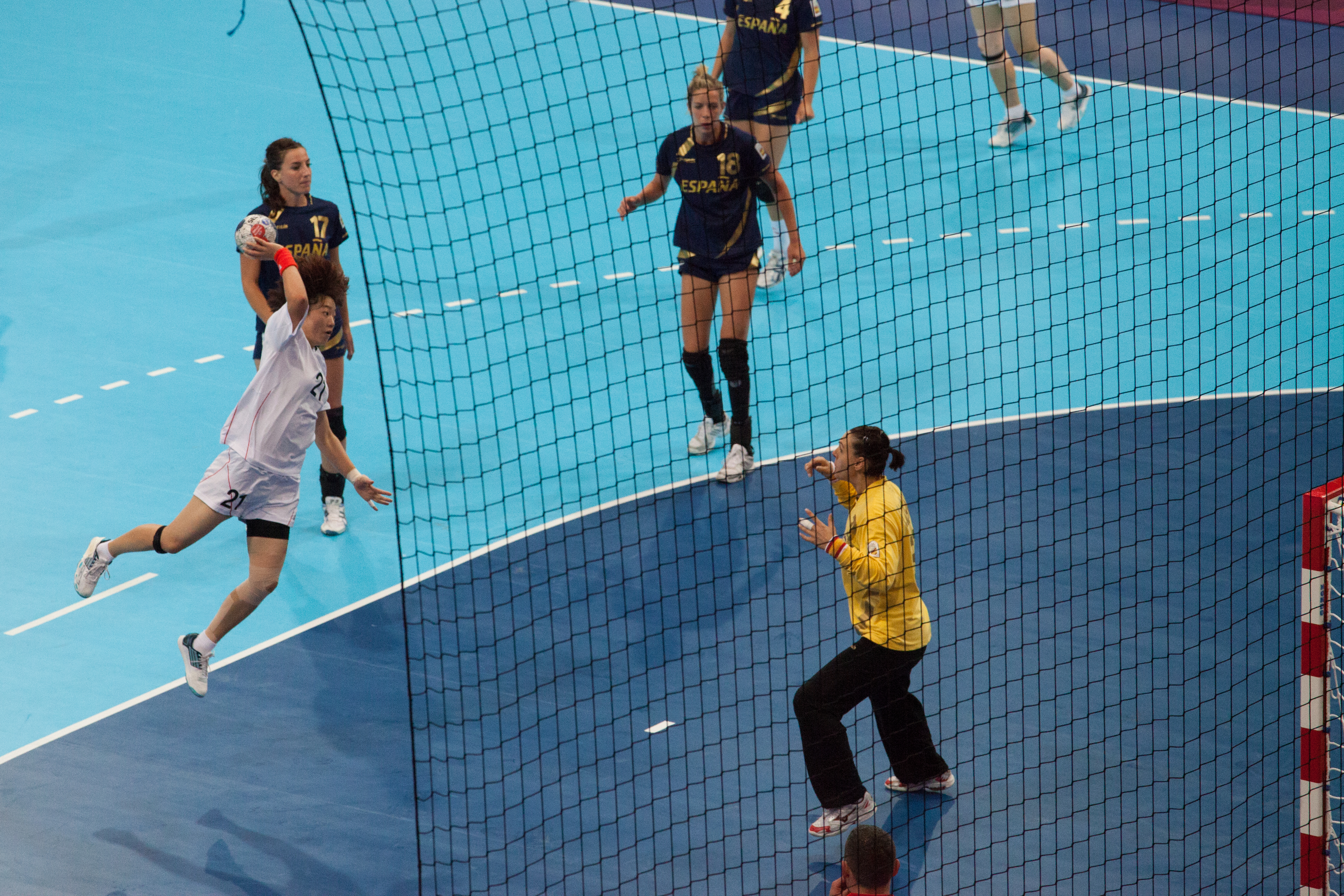
Vorrundenspiel der Frauen 2012 gegen Spanien, Südkorea in weiß
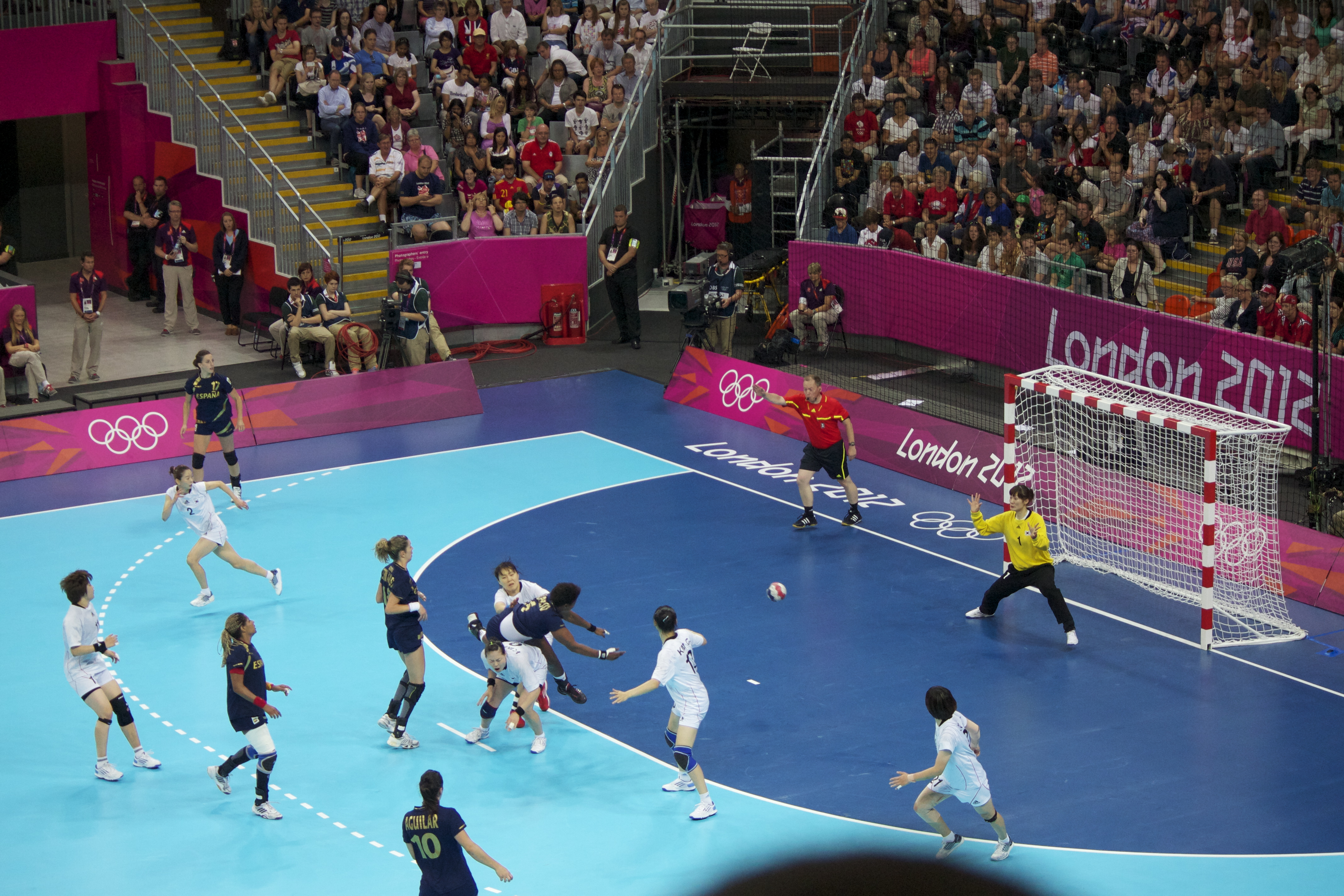
Wieder in weiß gegen Spanien, doch diesmal im Spiel um Bronze 2012
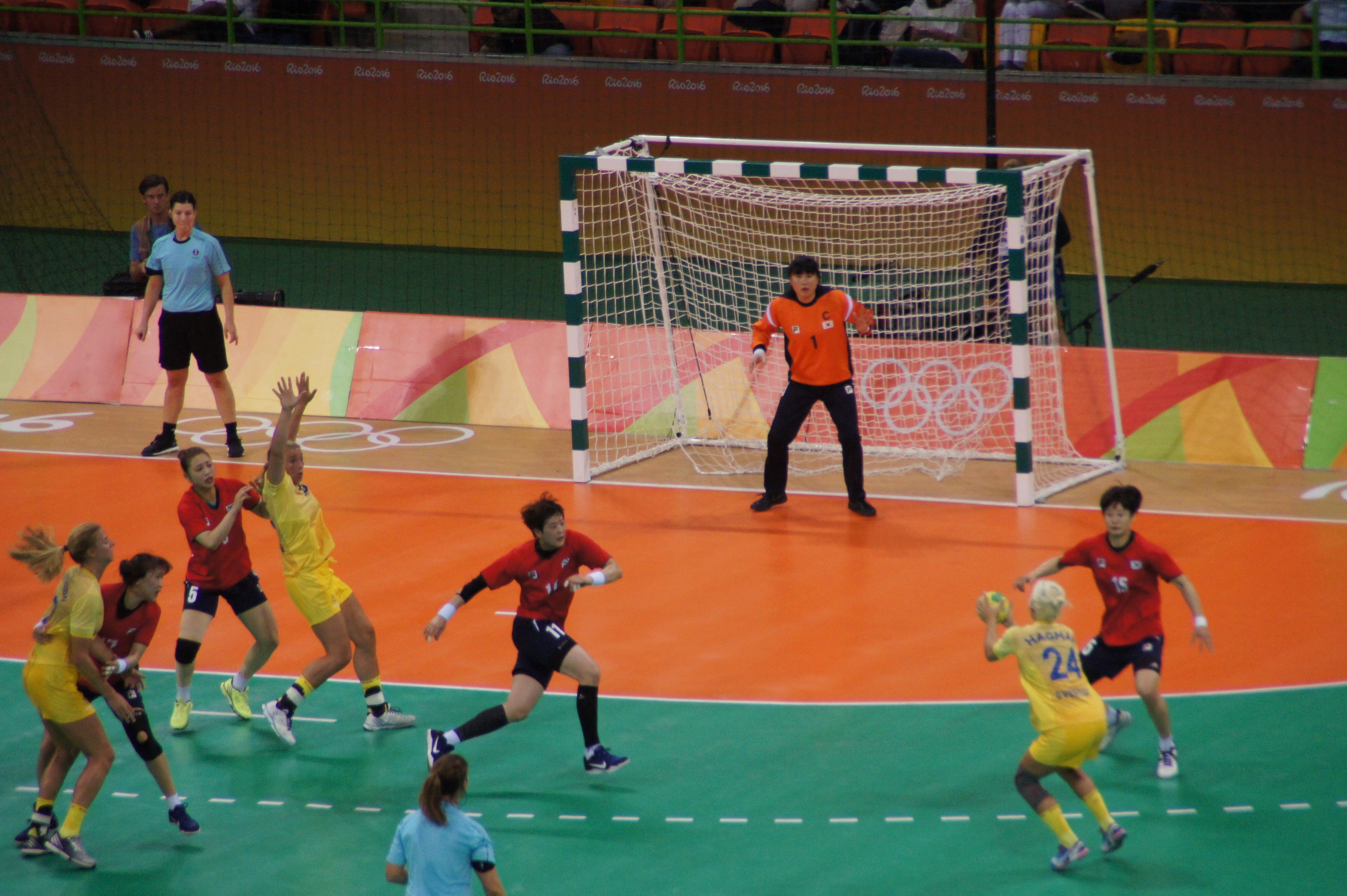
Vorrundenspiel der Frauen 2016 gegen Schweden, Südkorea in rot

#### Hockey
| Gelbes Symbol für Goldmedaillen mit stilisierten Olympischen Ringen | Graues Symbol für Silbermedaillen mit stilisierten Olympischen Ringen | Braundes Symbol für Bronzemedaillen mit stilisierten Olympischen Ringen |
| ------------------------------------------------------------------- | --------------------------------------------------------------------- | ----------------------------------------------------------------------- |
| —                                                                   | 3                                                                     | —                                                                       |

Das erste olympische Hockeyturnier mit Beteiligung einer südkoreanischer Mannschaften fand bei den heimischen Sommerspiele 1988 statt. Die Männer schafften in ihrer Vorrundengruppe nur zwei Unentschieden bei drei Niederlagen, u. a. ein 0:1 gegen die Bundesrepublik Deutschland. Ein Sieg und eine Niederlage in der Platzierungsrunde bedeuteten Platz 10. Die Frauen zogen mit zwei Siegen, u. a. einem 4:1 über die Bundesrepublik Deutschland, und einem Unentschieden ins Halbfinale ein. Gegen das Vereinigte Königreich gelang ein 1:0, das Finale gegen Australien ging mit 0:2 verloren.
1992 waren nur die Frauen dabei, die Platz 1 ihrer Vorrunden erreichten. Das Viertelfinale gegen Spanien wurde 1:2, das Spiel um Bronze gegen das Vereinigte Königreich 3:4 verloren. 1996 waren auch wieder die Männer dabei. Mit Platz 4 der Vorrunde erreichten sie die Platzierungsrunde um die Plätze 5 bis 8. Mit zwei Siegen wurde das Team Fünfter. Die Frauen qualifizierten sich mit Platz 2 in der Vorrunde für das Finale. Gegen Deutschland gewann man mit 1:0. Das Finale, wieder gegen Australien, ging mit 1:3 verloren.
2000 waren es die Männer, die eine Medaille gewinnen konnten. Zwei Siege und zwei Unentschieden reichten der Mannschaft für Platz 2 der Vorrundengruppe. Im Halbfinale wurde Pakistan mit 1:0 geschlagen. Das Finale gegen die Niederlande konnte erst im Penaltyschießen entschieden werden. Nach Verlängerung stand die Partie 3:3. Im entscheidenden Penaltyschießen unterlag Südkorea mit 4:5. Die Frauen schafften nur zwei Unentschieden und belegten den letzten Gruppenplatz. In der Platzierungsrunde verlor man mit 2:3 nach Verlängerung gegen Deutschland. Das Spiel um Platz 9 konnte mit 3:0 gegen Südafrika siegreich gestaltet werden.
2004 verpassten beide Teams den Einzug ins Halbfinale. Die Männer besiegten Ägypten mit 11:0, dem höchsten Sieg einer südkoreanischen Mannschaft bei Olympischen Spielen. Gegen Deutschland erreichten sie ein 2:2-Unentschieden. Ein weiterer Sieg und ein weiteres Unentschieden brachte die Mannschaft auf den vierten Gruppenplatz. Man verlor beide Platzierungsspiele und belegte schließlich Platz 8. Die Frauen verloren zwei Gruppenspiele, u. a. mit 2:3 gegen Deutschland, und wurden Dritter der Gruppe. Eine Niederlage und ein Sieg in der Platzierungsrunde brachte das Team auf Platz 7.
Ein ähnliches Bild bot sich 2008. Die Männer wurden Gruppendritte, sie spielten u. a. 3:3 gegen Deutschland. Damit erreichten sie das Spiel um Platz 5, das sie mit 2:5 gegen das Vereinigte Königreich verloren. Die Frauen wurden Fünfte von sechs Gruppenmannschaften, sie konnten nur eines der fünf Gruppenspiele gewinnen. Im Spiel um Platz 9 wurde Japan mit 2:1 besiegt.
2012 belegten beide Mannschaften den jeweils achten Platz. Die Männer wurde Gruppenvierte, u. a. nach einer 0:1-Niederlage gegen Deutschland. Das Spiel um Platz 7 gegen Pakistan ging mit 2:3 verloren. Auch die Frauen belegten Platz 4 ihrer Gruppe. Sie mussten im Spiel um Platz 7 gegen Deutschland antreten und verloren 1:4.
2016 hatten sich nur die Frauen qualifizieren können. Das Team konnte in fünf Gruppenspielen nur ein Unentschieden erreichen. Gegen Deutschland verlor man 0:2. Als Gruppenletzter war die Mannschaft damit ausgeschieden.
| Name                          | Spiele       | Disziplin     | Anmerkung              |
| ----------------------------- | ------------ | ------------- | ---------------------- |
| Nationalmannschaft der Frauen | 1988 Seoul   | Frauenturnier | erster Medaillengewinn |
| Nationalmannschaft der Frauen | 1996 Atlanta | Frauenturnier |                        |
| Nationalmannschaft der Männer | 2000 Sydney  | Männerturnier |                        |

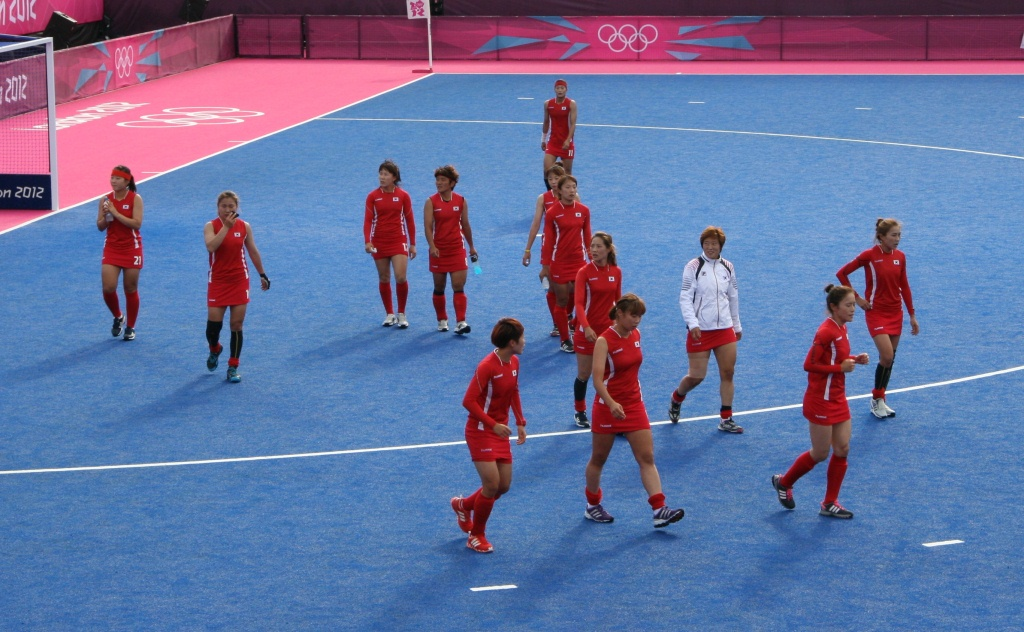
Die Frauenmannschaft 2012 nach ihrer Vorrundenniederlage gegen das Vereinigte Königreich
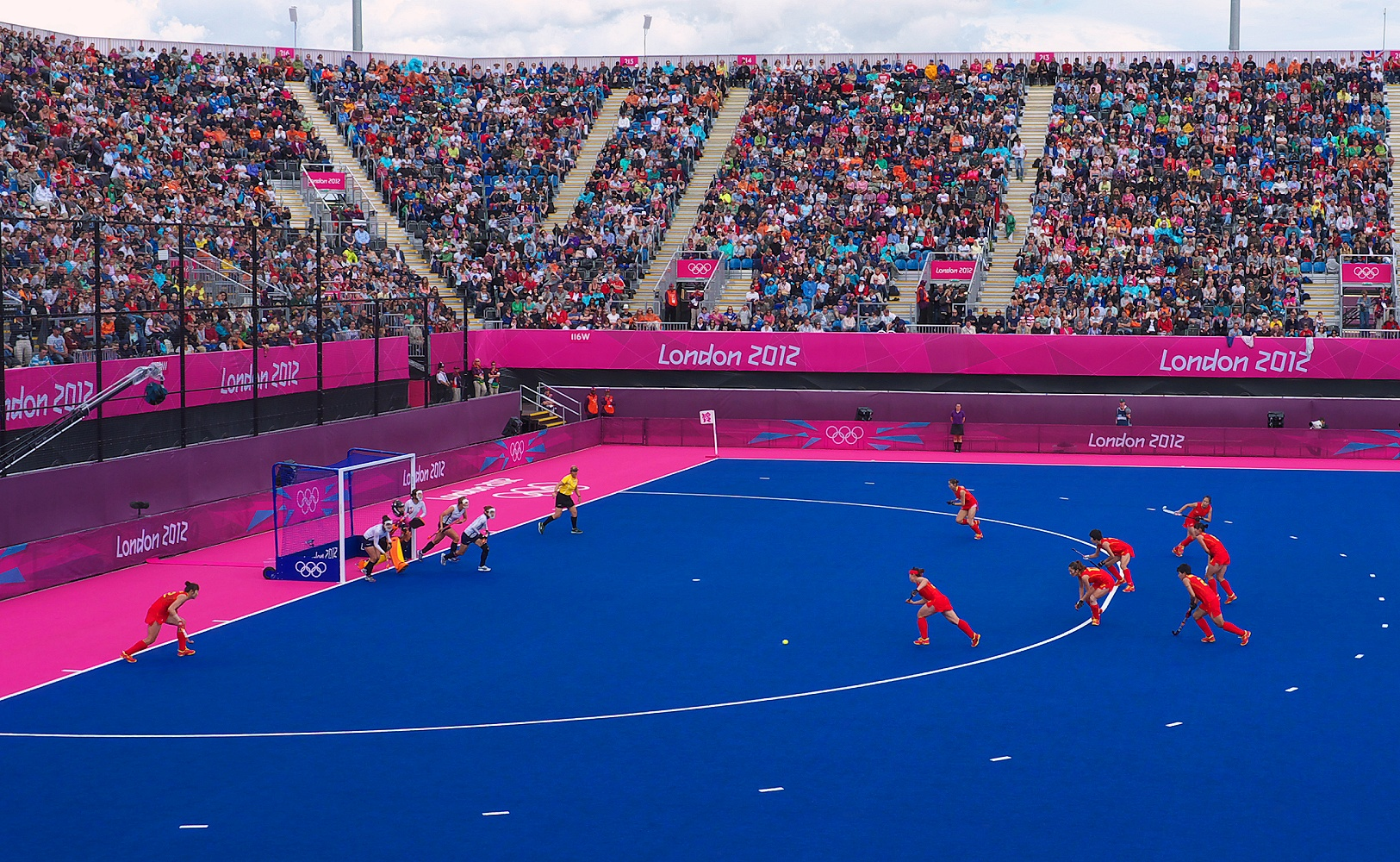
Vorrunde 2012 der Frauen: Südkorea (weiß-blau) erwartet eine Strafecke der Chinesinnen

#### Judo
| Gelbes Symbol für Goldmedaillen mit stilisierten Olympischen Ringen | Graues Symbol für Silbermedaillen mit stilisierten Olympischen Ringen | Braundes Symbol für Bronzemedaillen mit stilisierten Olympischen Ringen |
| ------------------------------------------------------------------- | --------------------------------------------------------------------- | ----------------------------------------------------------------------- |
| 11                                                                  | 16                                                                    | 16                                                                      |

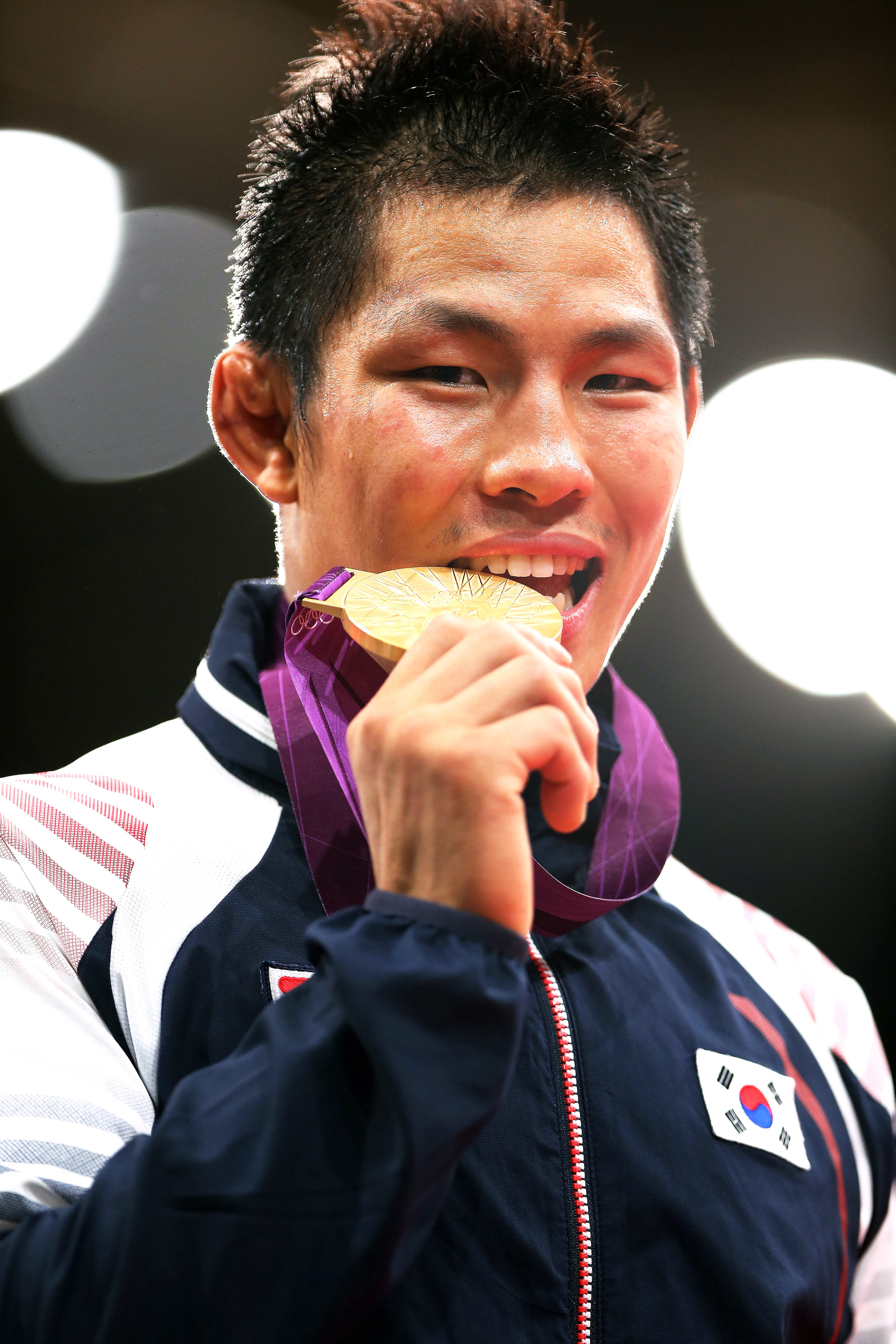
Kim Jae-bum, Olympiasieger 2012, Silber 2008

Gemessen an  der Anzahl der Medaillen ist Judo Südkoreas erfolgreichste Sommersportart. Judoka des Landes konnten insgesamt 43 Medaillen, davon elf goldene, gewinnen. In der Nationenwertung bei Olympischen Spielen liegt Südkorea damit auf Rang 3 hinter Japan (84 Medaillen) und Frankreich (49 Medaillen).
Gleich im ersten Judoturnier der olympischen Spiele 1964 in Tokio konnte die erste südkoreanische Judo-Medaille gewonnen werden. Im Mittelgewicht holte Kim Eui-tae Bronze. In dieser Gewichtsklasse gewann Oh Seung-lip 1972 die Silbermedaille. 1976 wurden drei Medaillen gewonnen. Im Leichtgewicht gewann Chang Eun-kyung Silber. Bronze ging an Park Young-chul im Mittelgewicht und Cho Jea-ki in der offenen Klasse.
Noch erfolgreicher verlief die Teilnahme 1984. Im Leichtgewicht wurde Ahn Byeong-keun erster südkoreanischer Olympiasieger im Judo. Drei Tage später folgte Ha Hyung-joo im Halbschwergewicht. Silber gewannen Kim Jae-yup im Extraleichtgewicht und Hwang Jung-oh im Halbleichtgewicht. Im Schwergewicht erkämpfte sich Cho Yong-chul Bronze. Auch bei den heimischen Sommerspielen 1988 konnten zwei Olympiasiege gefeiert werden. Kim Jae-yup gewann im Extraleichtgewicht, Lee Kyung-keun im Halbleichtgewicht. Cho Yong-chul gewann im Schwergewicht erneut Bronze.
1992 kämpften auch weibliche Judoka um olympisches Edelmetall. Im Halbschwergewicht wurde Kim Mi-jung Olympiasiegerin. Bei den Männern gewann Yoon Hyun Silber im Extraleichtgewicht, Chung Hoon im Leichtgewicht und Kim Byung-joo im Halbmittelgewicht gewannen Bronze. 1996 wurden von den elf angetretenen Judoka acht Medaillen gewonnen. Im Mittelgewicht der Männer wurde Jeon Ki-young, der im Halbfinale den Deutschen Marko Spittka bezwang, Olympiasieger. Die Männer steuerten zwei Silber- und eine Bronzemedaille bei. Silber gewannen Kwak Dae-sung im Leichtgewicht und Kim Min-soo im Schwergewicht. Bronze ging an Cho In-chul im Halbmittelgewicht. Bei den Frauen wurde Cho Min-sun Olympiasiegerin im Mittelgewicht. Hyun Sook-hee im Halbleichtgewicht und Jung Sun-yong im Leichtgewicht gewannen Silber, Jung Sung-sook im Halbmittelgewicht Bronze.
Beim Judoturnier 2000 in Sydney gab es erstmals seit 1976 keinen Olympiasieg. Bei den Männern gewannen Jung Bu-kyung im Extraleichtgewicht und Cho In-chul im Halbmittelgewicht Silber. Die Frauen gewannen drei Bronzemedaillen durch Jung Sung-sook im Halbmittelgewicht, Cho Min-sun im Mittelgewicht und Kim Seon-young im Schwergewicht. 2004 gingen die Frauen leer aus, die Männer gewannen einen kompletten Medaillensatz. Gold gewann Lee Won-hee im Leichtgewicht. Im Halbschwergewicht holte Jang Sung-ho, der im Halbfinale den Deutschen Michael Jurack ausschaltete, Silber. Choi Min-ho gewann Bronze im Extraleichtgewicht.
2008 besiegte Choi Min-ho im Finale den Österreicher Ludwig Paischer und wurde so Olympiasieger im Extraleichtgewicht. Im Leichtgewicht gewann Wang Ki-chun Silber, ebenso Kim Jae-bum im Halbmittelgewicht, der im Finale dem Deutschen Ole Bischof unterlag. Bei den Frauen gewann Jung Gyung-mi Bronze im Halbschwergewicht.
In London 2012 gingen die Frauen wie zuvor schon 2004 leer aus. Die Männer konnten zwei Olympiasieger stellen. Kim Jae-bum gewann das Turnier im Halbmittelgewicht. Sein Gegner war wie vier Jahre zuvor der Deutsche Ole Bischof. Diesmal konnte Kim seinen Gegner besiegen. Ebenfalls Gold gewann Song Dae-nam im Mittelgewicht. Im Halbleichtgewicht gewann Choi Jun-ho Bronze.
Das Turnier von 2016 in Rio de Janeiro brachte zwei Silber- und eine Bronzemedaille für die südkoreanische Medaillenbilanz. Silber gewannen An Ba-ul im Halbleichtgewicht der Männer und Jeong Bo-kyeong im Extraleichtgewicht der Frauen. Bronze ging an den Judoka Gwak Dong-han im Mittelgewicht.
| Name            | Spiele           | Disziplin          | Anmerkung          |
| --------------- | ---------------- | ------------------ | ------------------ |
| Ahn Byeong-keun | 1984 Los Angeles | Leichtgewicht      | erster Olympiasieg |
| Ha Hyung-joo    | 1984 Los Angeles | Halbschwergewicht  |                    |
| Kim Jae-yup     | 1988 Seoul       | Extraleichtgewicht |                    |
| Lee Kyung-keun  | 1988 Seoul       | Halbleichtgewicht  |                    |
| Kim Mi-jung     | 1992 Barcelona   | Halbschwergewicht  |                    |
| Jeon Ki-young   | 1996 Atlanta     | Mittelgewicht      |                    |
| Cho Min-sun     | 1996 Atlanta     | Mittelgewicht      |                    |
| Lee Won-hee     | 2004 Athen       | Leichtgewicht      |                    |
| Choi Min-ho     | 2008 Peking      | Extraleichtgewicht |                    |
| Kim Jae-bum     | 2012 London      | Halbmittelgewicht  |                    |
| Song Dae-nam    | 2012 London      | Mittelgewicht      |                    |

| Name            | Spiele              | Disziplin          | Anmerkung |
| --------------- | ------------------- | ------------------ | --------- |
| Oh Seung-lip    | 1972 München        | Mittelgewicht      |           |
| Chang Eun-kyung | 1976 Montreal       | Leichtgewicht      |           |
| Kim Jae-yup     | 1984 Los Angeles    | Extraleichtgewicht |           |
| Hwang Jung-oh   | 1984 Los Angeles    | Halbleichtgewicht  |           |
| Yoon Hyun       | 1992 Barcelona      | Extraleichtgewicht |           |
| Kwak Dae-sung   | 1996 Atlanta        | Leichtgewicht      |           |
| Kim Min-soo     | 1996 Atlanta        | Halbschwergewicht  |           |
| Hyun Sook-hee   | 1996 Atlanta        | Halbleichtgewicht  |           |
| Jung Sun-yong   | 1996 Atlanta        | Leichtgewicht      |           |
| Jung Bu-kyung   | 2000 Sydney         | Extraleichtgewicht |           |
| Cho In-chul     | 2000 Sydney         | Halbmittelgewicht  |           |
| Jang Sung-ho    | 2004 Athen          | Halbschwergewicht  |           |
| Wang Ki-chun    | 2008 Peking         | Leichtgewicht      |           |
| Kim Jae-bum     | 2008 Peking         | Halbmittelgewicht  |           |
| An Ba-ul        | 2016 Rio de Janeiro | Halbleichtgewicht  |           |
| Jeong Bo-kyeong | 2016 Rio de Janeiro | Extraleichtgewicht |           |

| Name            | Spiele              | Disziplin          | Anmerkung              |
| --------------- | ------------------- | ------------------ | ---------------------- |
| Kim Eui-tae     | 1964 Tokio          | Mittelgewicht      | erster Medaillengewinn |
| Park Young-chul | 1976 Montreal       | Mittelgewicht      |                        |
| Cho Jea-ki      | 1976 Montreal       | offene Klasse      |                        |
| Cho Yong-chul   | 1984 Los Angeles    | Schwergewicht      |                        |
| Cho Yong-chul   | 1988 Seoul          | Schwergewicht      |                        |
| Chung Hoon      | 1992 Barcelona      | Leichtgewicht      |                        |
| Kim Byung-joo   | 1992 Barcelona      | Halbmittelgewicht  |                        |
| Cho In-chul     | 1996 Atlanta        | Halbmittelgewicht  |                        |
| Jung Sung-sook  | 1996 Atlanta        | Halbmittelgewicht  |                        |
| Jung Sung-sook  | 2000 Sydney         | Halbmittelgewicht  |                        |
| Cho Min-sun     | 2000 Sydney         | Mittelgewicht      |                        |
| Kim Seon-young  | 2000 Sydney         | Schwergewicht      |                        |
| Choi Min-ho     | 2004 Athen          | Extraleichtgewicht |                        |
| Jeong Gyeong-mi | 2008 Peking         | Halbschwergewicht  |                        |
| Cho Jun-ho      | 2012 London         | Halbleichtgewicht  |                        |
| Gwak Dong-han   | 2016 Rio de Janeiro | Mittelgewicht      |                        |

#### Kanusport
| Gelbes Symbol für Goldmedaillen mit stilisierten Olympischen Ringen | Graues Symbol für Silbermedaillen mit stilisierten Olympischen Ringen | Braundes Symbol für Bronzemedaillen mit stilisierten Olympischen Ringen |
| ------------------------------------------------------------------- | --------------------------------------------------------------------- | ----------------------------------------------------------------------- |
| —                                                                   | —                                                                     | —                                                                       |

Südkoreanische Kanuten nehmen seit 1984 an olympischen Kanuregatten teil. Bislang blieben die Teilnahmen erfolglos. Kein südkoreanisches Kanu erreichte ein Finale.

#### Leichtathletik
| Gelbes Symbol für Goldmedaillen mit stilisierten Olympischen Ringen | Graues Symbol für Silbermedaillen mit stilisierten Olympischen Ringen | Braundes Symbol für Bronzemedaillen mit stilisierten Olympischen Ringen |
| ------------------------------------------------------------------- | --------------------------------------------------------------------- | ----------------------------------------------------------------------- |
| 1                                                                   | 1                                                                     | —                                                                       |

In der olympischen Leichtathletik nimmt Südkorea seit 1948 teil. Zwar waren zwei Marathonläufer, Sohn Kee-chung und Nam Sung-yong, schon 1936 in Berlin angetreten und hatten Gold und Bronze gewonnen. Korea war zu der Zeit Teil des japanischen Kaiserreiches, somit mussten beide Athleten für Japan starten.
Einen ersten Erfolg gab es 1952 im Marathon zu verzeichnen, als Choi Yun-chul Platz 4 erreichte. Auch 1956 gab es im Marathon einen vierten Platz. Diesmal erreichte Lee Chang-hun diese Platzierung. In den Folgejahren blieben Erfolge aus. Erst 1984 konnte sich der Weitspringer Kim Jong-il in Szene setzen, der im Finale Platz 8 erreichte. Bei den heimischen Sommerspielen 1988 wurde die Hochspringerin Kim Hui-sun Achte.
1992 wurde die erste Medaille gewonnen, die gleichzeitig der erste Leichtathletikolympiasieg eines Südkoreaners bedeutete. Im Marathonlauf gewann Hwang Young-cho die Goldmedaille. Lee Bong-ju gewann 1996 in Atlanta Silber.
| Name            | Spiele         | Disziplin | Anmerkung                              |
| --------------- | -------------- | --------- | -------------------------------------- |
| Hwang Young-cho | 1992 Barcelona | Marathon  | erster Medaillengewinn und Olympiasieg |

| Name        | Spiele       | Disziplin | Anmerkung |
| ----------- | ------------ | --------- | --------- |
| Lee Bong-ju | 1996 Atlanta | Marathon  |           |

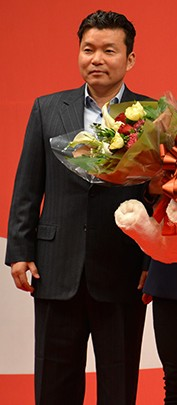
Hwang Young-cho, Olympiasieger 1992, im Jahr 2015
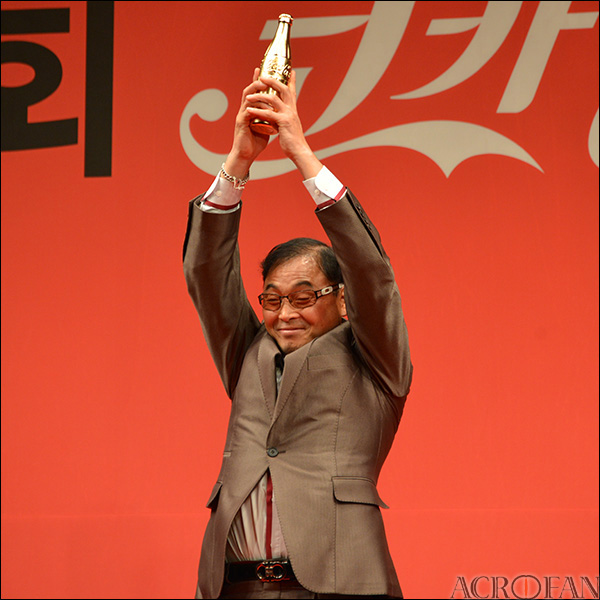
Lee Bong-ju, Silber 1996

#### Moderner Fünfkampf
| Gelbes Symbol für Goldmedaillen mit stilisierten Olympischen Ringen | Graues Symbol für Silbermedaillen mit stilisierten Olympischen Ringen | Braundes Symbol für Bronzemedaillen mit stilisierten Olympischen Ringen |
| ------------------------------------------------------------------- | --------------------------------------------------------------------- | ----------------------------------------------------------------------- |
| —                                                                   | —                                                                     | —                                                                       |

Ein moderner Fünfkämpfer aus Südkorea nahm erstmal 1964 teil. Die beste Platzierung war ein elfter Platz, der 1996 von Kim Mi-sup und 2012 von Jung Jin-hwa erreicht wurde.

#### Radsport
| Gelbes Symbol für Goldmedaillen mit stilisierten Olympischen Ringen | Graues Symbol für Silbermedaillen mit stilisierten Olympischen Ringen | Braundes Symbol für Bronzemedaillen mit stilisierten Olympischen Ringen |
| ------------------------------------------------------------------- | --------------------------------------------------------------------- | ----------------------------------------------------------------------- |
| —                                                                   | —                                                                     | —                                                                       |

Seit 1948 sind südkoreanische Radsportler bei Olympischen Spielen vertreten. Der erfolgreichste Teilnehmer Südkoreas war Jo Ho-sung, der in Sydney 2000 Platz 4 im Punktefahren erreichte.

#### Reiten
| Gelbes Symbol für Goldmedaillen mit stilisierten Olympischen Ringen | Graues Symbol für Silbermedaillen mit stilisierten Olympischen Ringen | Braundes Symbol für Bronzemedaillen mit stilisierten Olympischen Ringen |
| ------------------------------------------------------------------- | --------------------------------------------------------------------- | ----------------------------------------------------------------------- |
| —                                                                   | —                                                                     | —                                                                       |

Die erste südkoreanische Reiter ging 1952 im Springreiten an den Start. Der erfolgreichste Teilnehmer war 1988 der Dressurreiter Seo Jeong-gyun, der Platz 10 der Einzelwertung erreichte.

#### Ringen
| Gelbes Symbol für Goldmedaillen mit stilisierten Olympischen Ringen | Graues Symbol für Silbermedaillen mit stilisierten Olympischen Ringen | Braundes Symbol für Bronzemedaillen mit stilisierten Olympischen Ringen |
| ------------------------------------------------------------------- | --------------------------------------------------------------------- | ----------------------------------------------------------------------- |
| 11                                                                  | 11                                                                    | 14                                                                      |

Ringen gehört zu Südkoreas erfolgreichsten Sportarten. Seit der ersten Teilnahme 1948 konnten elf Olympiasieger gestellt werden. Insgesamt wurden 36 gewonnen, das macht das Ringen zu Südkoreas dritterfolgreichsten Sportart bei Sommerspielen.
Den ersten Erfolg erzielte 1956 der Freistilringer Lee Sang-gyun mit einem vierten Platz im Bantamgewicht. Ebenfalls Vierter wurde 1960 der Leichtgewichtler Bong Ug-won. 1964 nahmen Südkoreaner erstmals am Ringen im griechisch-römischen Stil teil. In Tokio wurde die erste Medaille gewonnen. Der Freistilringer Chang Chang-sun gewann Silber im Fliegengewicht. Erst 1976 gab es wieder Medaillengewinne, wieder waren die Freistilringer erfolgreich. Im Federgewicht wurde Yang Jung-mo der erste südkoreanische Olympiasieger im Ringen. Im Fliegengewicht gewann Jeon Hae-sup Bronze.
1984 waren auch Ringer im griechisch-römischen Stil erfolgreich. Im Federgewicht wurde Kim Weon-kee Olympiasieger, im Finale der Vorrunde um den Gruppensieg hatte er den Schweizer Hugo Dietsche besiegt. Bang Dae-du gewann im Fliegengewicht Bronze. Noch erfolgreicher waren die Freistilringer. You In-tak wurde Olympiasieger im Leichtgewicht. Kim Jong-kyu gewann Silber im Fliegengewicht. Bronze holten Son Gab-do im Halbfliegengewicht, Kim Eui-kon im Bantamgewicht und Lee Jung-keon im Federgewicht.
Bei den heimischen Sommerspielen 1988 erkämpften sich die südkoreanischen Ringer neun Medaillen. Im griechisch-römischen Stil wurde Kim Young-nam Olympiasieger im Weltergewicht. Kim Sung-moon gewann im Leichtgewicht Silber sowie Lee Jae-suk im Fliegengewicht, An Dae-hyun im Federgewicht und Kim Sang-kyu im Mittelgewicht jeweils Bronze. Im Freistil wurde Han Myung-woo Olympiasieger im Mittelgewicht. Im Leichtgewicht holte Park Jang-soon Silber. Bronze gewannen Noh Kyung-sun im Bantamgewicht und Kim Tae-woo im Halbschwergewicht.
Vier Medaillen gewann südkoreanische Ringer 1992 in Barcelona. Im griechisch-römischen Stil wurde An Hang-bon Olympiasieger im Bantamgewicht, im Finale besiegte er den Deutschen Rıfat Yıldız. Bronze gewann im Fliegengewicht Min Kyung-kap. Im Freistil wurde Park Jang-soon Olympiasieger im Weltergewicht. Kim Jong-shin gewann im Halbfliegengewicht Silber. Im Finale verlor er gegen den Nordkoreaner Kim Il-ong.
Ein Olympiasieg im griechisch-römischen Stil durch Sim Gwon-ho im Halbfliegengewicht wurde 1996 erreicht. Im Freistil wurden drei Silbermedaillen durch Jang Jae-sung im Federgewicht, Park Jang-soon im Weltergewicht und Yang Hyun-mo im Mittelgewicht erkämpft. In Sydney 2000 konnte Sim Gwon-ho seinen Olympiasieg wiederholen, allerdings war er nun ins Bantamgewicht aufgestiegen. Kim In-sub gewann im Federgewicht Silber. Im Freistil gewann Moon Eui-jae Silber im Mittelgewicht. Im Leichtgewicht gewann Jang Jae-sung Bronze.
2004 nahm erstmals eine südkoreanische Ringerin teil. Die Männer gewannen zwei Medaillen. Im griechisch-römischen Stil wurde Jung Ji-hyun Olympiasieger im Leichtgewicht. Silber gewann Moon Eui-jae im Halbschwergewicht. In Peking 2008 konnte nur eine Medaille gewonnen werden. Diese Medaille, eine Bronzemedaille, gewann Park Eun-chul im Federgewicht des griechisch-römischen Stils.
Auch 2012 in London konnte nur eine Medaille erkämpft werden. Diese bedeutete jedoch den Olympiasieg für Kim Hyeon-woo im Weltergewicht des griechisch-römischen Stils. 2016 wechselte er ins Mittelgewicht und gewann Bronze.
| Name           | Spiele           | Disziplin                              | Anmerkung          |
| -------------- | ---------------- | -------------------------------------- | ------------------ |
| Yang Jung-mo   | 1976 Montreal    | Federgewicht, Freistil                 | erster Olympiasieg |
| Kim Weon-kee   | 1984 Los Angeles | Federgewicht, griechisch-römisch       |                    |
| You In-tak     | 1984 Los Angeles | Leichtgewicht, Freistil                |                    |
| Kim Young-nam  | 1988 Seoul       | Weltergewicht, griechisch-römisch      |                    |
| Han Myung-woo  | 1988 Seoul       | Mittelgewicht, Freistil                |                    |
| An Hang-bon    | 1992 Barcelona   | Bantamgewicht, griechisch-römisch      |                    |
| Park Jang-soon | 1992 Barcelona   | Weltergewicht, Freistil                |                    |
| Sim Gwon-ho    | 1996 Atlanta     | Halbfliegengewicht, griechisch-römisch |                    |
| Sim Gwon-ho    | 2000 Sydney      | Bantamgewicht, griechisch-römisch      |                    |
| Jung Ji-hyun   | 2004 Athen       | Leichtgewicht, griechisch-römisch      |                    |
| Kim Hyeon-woo  | 2012 London      | Weltergewicht, griechisch-römisch      |                    |

| Name            | Spiele           | Disziplin                         | Anmerkung              |
| --------------- | ---------------- | --------------------------------- | ---------------------- |
| Chang Chang-sun | 1964 Tokio       | Fliegengewicht, Freistil          | erster Medaillengewinn |
| Kim Jong-kyu    | 1984 Los Angeles | Fliegengewicht, Freistil          |                        |
| Kim Sung-moon   | 1988 Seoul       | Leichtgewicht, griechisch-römisch |                        |
| Park Jang-soon  | 1988 Seoul       | Leichtgewicht, Freistil           |                        |
| Kim Jong-shin   | 1992 Barcelona   | Halbfliegengewicht, Freistil      |                        |
| Jang Jae-sung   | 1996 Atlanta     | Federgewicht, Freistil            |                        |
| Park Jang-soon  | 1996 Atlanta     | Weltergewicht, Freistil           |                        |
| Yang Hyun-mo    | 1996 Atlanta     | Mittelgewicht, Freistil           |                        |
| Kim In-sub      | 2000 Sydney      | Federgewicht, griechisch-römisch  |                        |
| Moon Eui-jae    | 2000 Sydney      | Mittelgewicht, Freistil           |                        |
| Moon Eui-jae    | 2004 Athen       | Halbschwergewicht, Freistil       |                        |

| Name          | Spiele              | Disziplin                          | Anmerkung |
| ------------- | ------------------- | ---------------------------------- | --------- |
| Jeon Hae-sup  | 1976 Montreal       | Fliegengewicht, Freistil           |           |
| Bang Dae-du   | 1984 Los Angeles    | Bantamgewicht, griechisch-römisch  |           |
| Son Gap-do    | 1984 Los Angeles    | Halbfliegengewicht, Freistil       |           |
| Kim Eui-kon   | 1984 Los Angeles    | Bantamgewicht, Freistil            |           |
| Lee Jung-keun | 1984 Los Angeles    | Federgewicht, Freistil             |           |
| Lee Jae-suk   | 1988 Seoul          | Fliegengewicht, griechisch-römisch |           |
| An Dae-hyun   | 1988 Seoul          | Federgewicht, griechisch-römisch   |           |
| Kim Sang-kyu  | 1988 Seoul          | Mittelgewicht, griechisch-römisch  |           |
| Noh Kyung-sun | 1988 Seoul          | Bantamgewicht, Freistil            |           |
| Kim Tae-woo   | 1988 Seoul          | Halbschwergewicht, Freistil        |           |
| Min Kyung-kap | 1992 Barcelona      | Fliegengewicht, griechisch-römisch |           |
| Jang Jae-sung | 2000 Sydney         | Leichtgewicht, Freistil            |           |
| Park Eun-chul | 2008 Peking         | Federgewicht, griechisch-römisch   |           |
| Kim Hyeon-woo | 2016 Rio de Janeiro | Mittelgewicht, griechisch-römisch  |           |

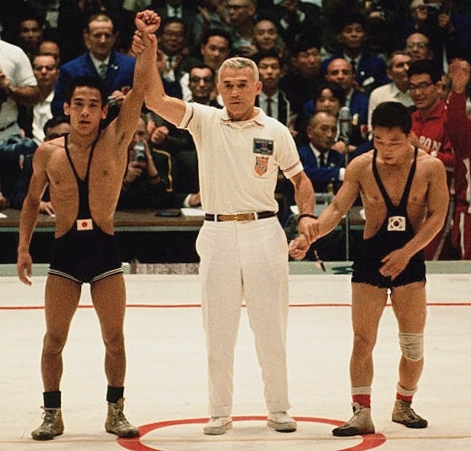
Freistilfinale 1964 im Fliegengewicht: rechts Chang Chang-sun
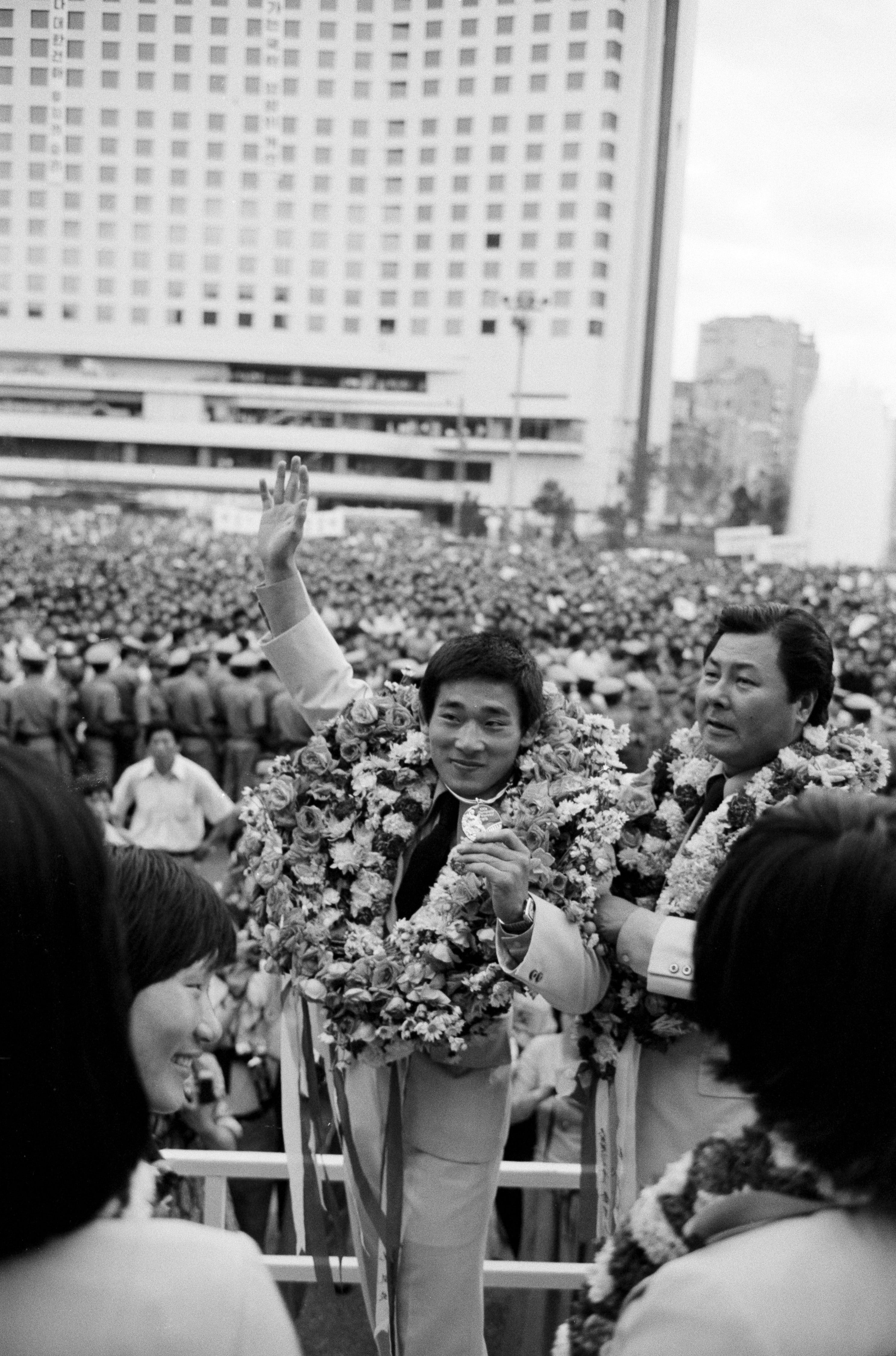
Yang Jung-mo, Olympiasieger 1976, winkt der Menge bei seiner Heimkehr zu
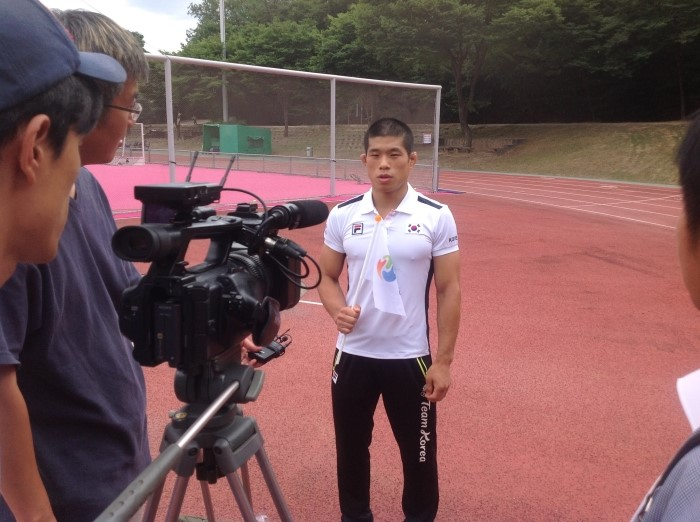
Jung Ji-hyun, Olympiasieger 2004, bei einem Interview 2014
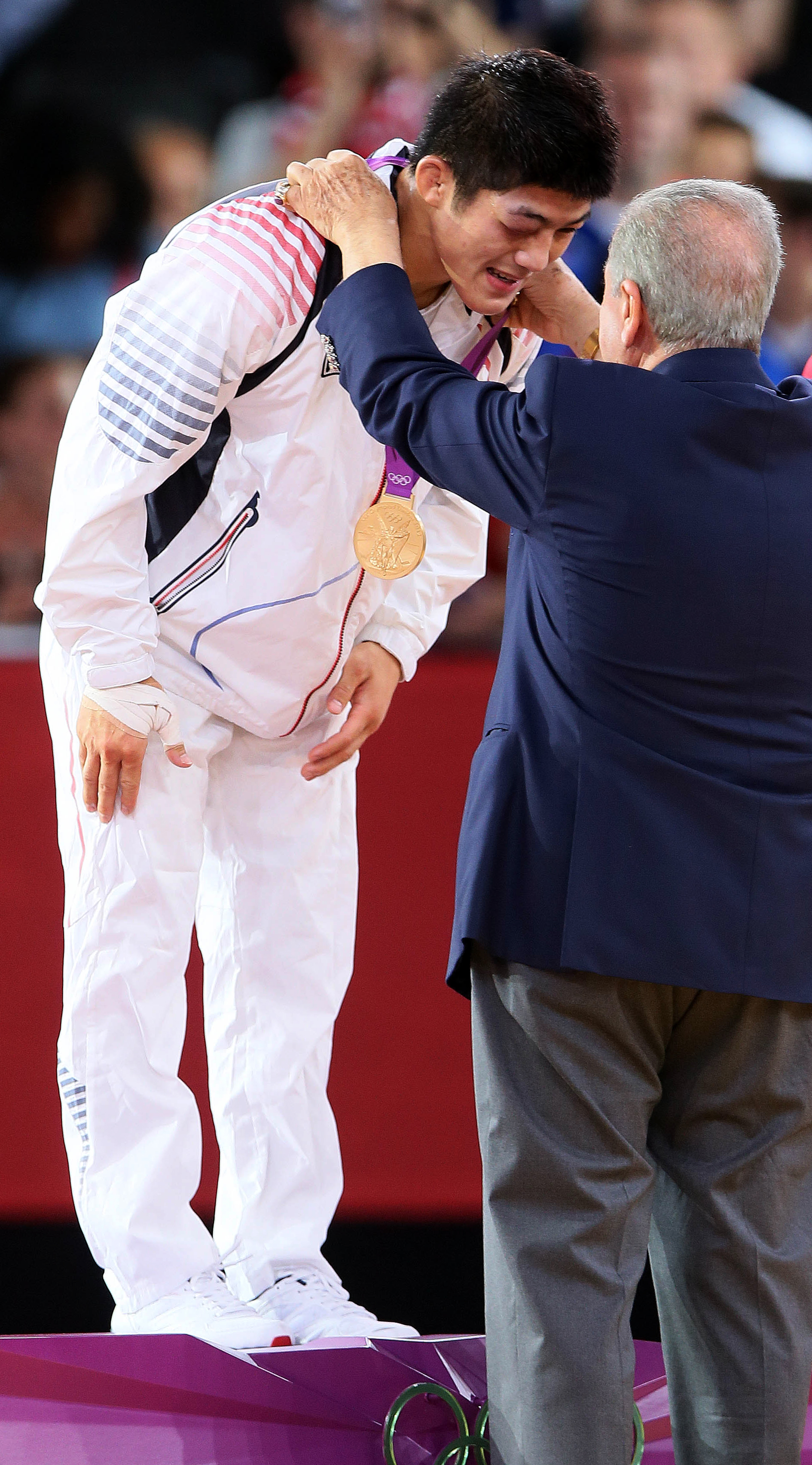
Olympiasieger Kim Hyeon-woo bei der Siegerehrung 2012

#### Rudern
| Gelbes Symbol für Goldmedaillen mit stilisierten Olympischen Ringen | Graues Symbol für Silbermedaillen mit stilisierten Olympischen Ringen | Braundes Symbol für Bronzemedaillen mit stilisierten Olympischen Ringen |
| ------------------------------------------------------------------- | --------------------------------------------------------------------- | ----------------------------------------------------------------------- |
| —                                                                   | —                                                                     | —                                                                       |

1964 ging mit dem Achter erstmals ein südkoreanisches Ruderboot an den Start. Der nächste Start erfolgte erst 1984, hier nahmen erstmals Ruderinnen des Landes teil. Bei den Regatten blieben die südkoreanischen Boote erfolglos.

#### Schießen
| Gelbes Symbol für Goldmedaillen mit stilisierten Olympischen Ringen | Graues Symbol für Silbermedaillen mit stilisierten Olympischen Ringen | Braundes Symbol für Bronzemedaillen mit stilisierten Olympischen Ringen |
| ------------------------------------------------------------------- | --------------------------------------------------------------------- | ----------------------------------------------------------------------- |
| 7                                                                   | 8                                                                     | 1                                                                       |

Die ersten Sportschützen Südkoreas gingen 1956 an den Start. Die ersten vorderen Platzierungen kamen 1984 zu Stande. Mit der Schnellfeuerpistole belegten Yang Chung-yeol Platz 5 und Park Jong-gil Platz 7. Der erste Medaillengewinn erfolgte 1988 bei den heimischen Sommerspielen. Cha Young-chul gewann mit dem Kleinkalibergewehr im Liegendanschlag Silber. Den ersten Olympiasieg Südkoreas im Schießen schaffte 1992 eine Frau. Yeo Gap-sun gewann den Wettbewerb mit dem Luftgewehr. Lee Eun-ju wurde Sechste. Drei Tage später gewann mit Lee Eun-chul auch der erste Mann aus Südkorea eine Goldmedaille mit dem Kleinkalibergewehr im Liegendanschlag.
1996 wurde Park Chul-sung Vierter im Doppeltrapschießen der Männer. Ebenfalls Platz 4 belegte Boo Soon-hee mit der Sportpistole bei den Frauen. Kong Hyun-ah wurde Sechste im Dreistellungskampf mit dem Kleinkalibergewehr. 2000 gewann Kang Cho-hyun Silber mit dem Luftgewehr, Choi Dae-young wurde Sechste. Jin Jong-oh gewann 2004 in Athen Silber mit der freien Pistole. Mit der Luftpistole wurde er Fünfter. Mit dem Luftgewehr belegten Cheon Min-ho Platz 4 und Je Sung-tae Platz 6. Bei den Frauen gewann Lee Bo-na zwei Medaillen. Im Doppeltrap gewann sie Silber, im Trap Bronze. Im Dreistellungskampf mit dem Kleinkalibergewehr wurde Lee Hye-jin Fünfte.
2008 in Peking wurde Jin Jong-oh Olympiasieger mit der freien Pistole. Mit der Luftpistole gewann er Silber. In London 2012 wurde er Doppelolympiasieger. Er siegte mit der Luftpistole, mit der freien Pistole gab es durch die Silbermedaille von Choi Young-rae einen südkoreanischen Doppelsieg. Eine weitere Silbermedaille gewann Kim Jong-hyun mit dem Kleinkalibergewehr im Dreistellungskampf. Bei den Frauen wurde Kim Jang-mi Olympiasiegerin mit der Sportpistole. 2016 wurde Jin Jong-oh zum dritten Mal in Folge Olympiasieger mit der freien Pistole. Mit vier Gold- und zwei Silbermedaillen ist er damit der erfolgreichste Südkoreaner bei Olympischen Spielen überhaupt. Mit der Luftpistole belegte er Platz 5. Han Seung-woo belegte mit der freien Pistole Platz 4. Im Liegendanschlag mit dem Kleinkalibergewehr gewann Kim Jong-hyun Silber.
| Name         | Spiele              | Disziplin                  | Anmerkung          |
| ------------ | ------------------- | -------------------------- | ------------------ |
| Yeo Gap-sun  | 1992 Barcelona      | Luftgewehr                 | erster Olympiasieg |
| Lee Eun-chul | 1992 Barcelona      | Kleinkalibergewehr liegend |                    |
| Jin Jong-oh  | 2008 Peking         | freie Pistole              |                    |
| Jin Jong-oh  | 2012 London         | freie Pistole              |                    |
| Jin Jong-oh  | 2012 London         | Luftpistole                |                    |
| Kim Jang-mi  | 2012 London         | Sportpistole               |                    |
| Jin Jong-oh  | 2016 Rio de Janeiro | freie Pistole              |                    |

| Name           | Spiele              | Disziplin                             | Anmerkung              |
| -------------- | ------------------- | ------------------------------------- | ---------------------- |
| Cha Young-chul | 1988 Seoul          | Kleinkalibergewehr liegend            | erster Medaillengewinn |
| Kang Cho-hyun  | 2000 Sydney         | Luftgewehr                            |                        |
| Jin Jong-oh    | 2004 Athen          | freie Pistole                         |                        |
| Lee Bo-na      | 2004 Athen          | Doppeltrap                            |                        |
| Jin Jong-oh    | 2008 Peking         | Luftpistole                           |                        |
| Choi Young-rae | 2012 London         | freie Pistole                         |                        |
| Kim Jong-hyun  | 2012 London         | Kleinkalibergewehr Dreistellungskampf |                        |
| Kim Jong-hyun  | 2016 Rio de Janeiro | Kleinkalibergewehr liegend            |                        |

| Name      | Spiele     | Disziplin | Anmerkung |
| --------- | ---------- | --------- | --------- |
| Lee Bo-na | 2004 Athen | Trap      |           |

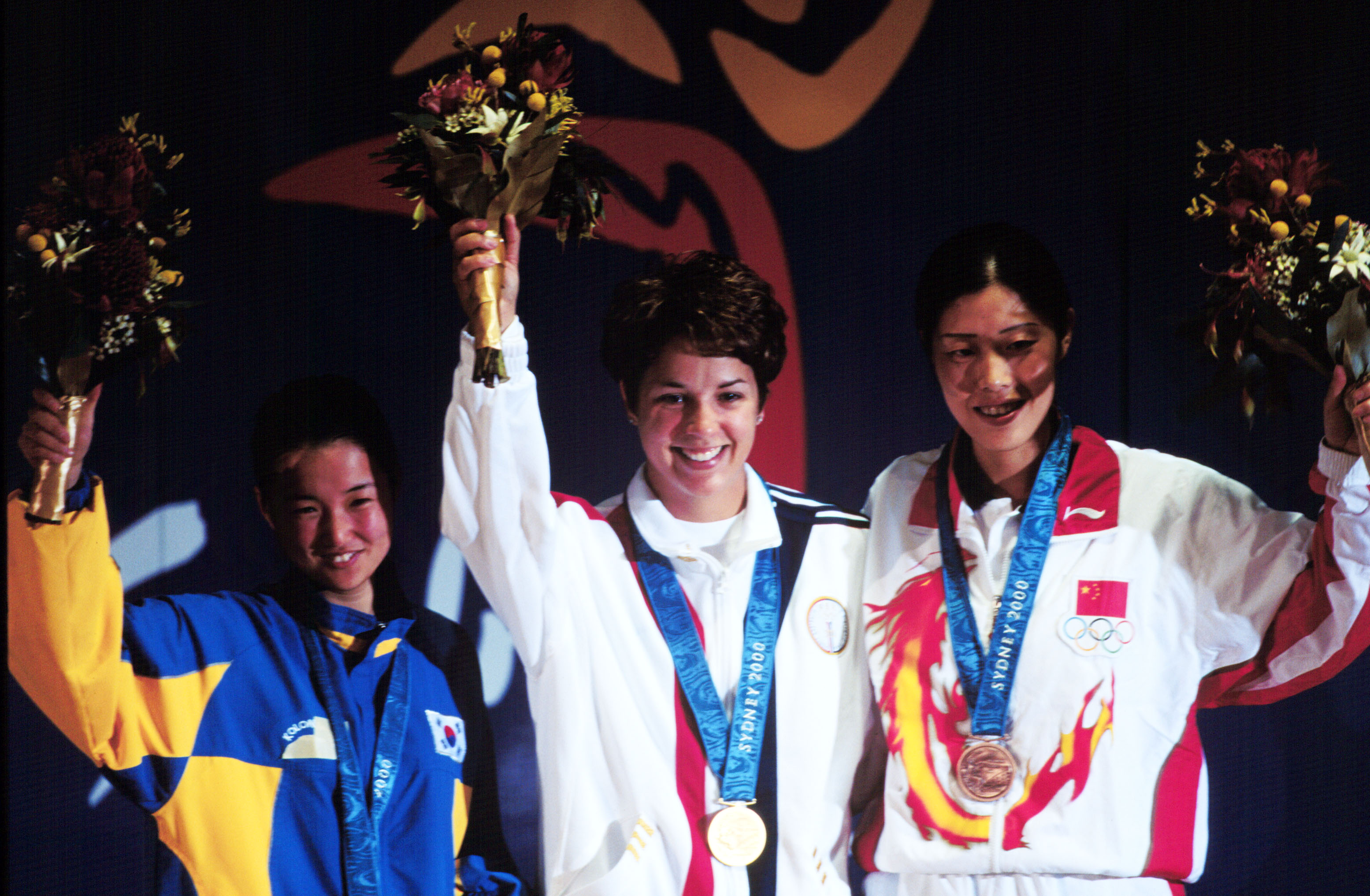
Siegerehrung 2000: links mit Silber Kang Cho-hyun
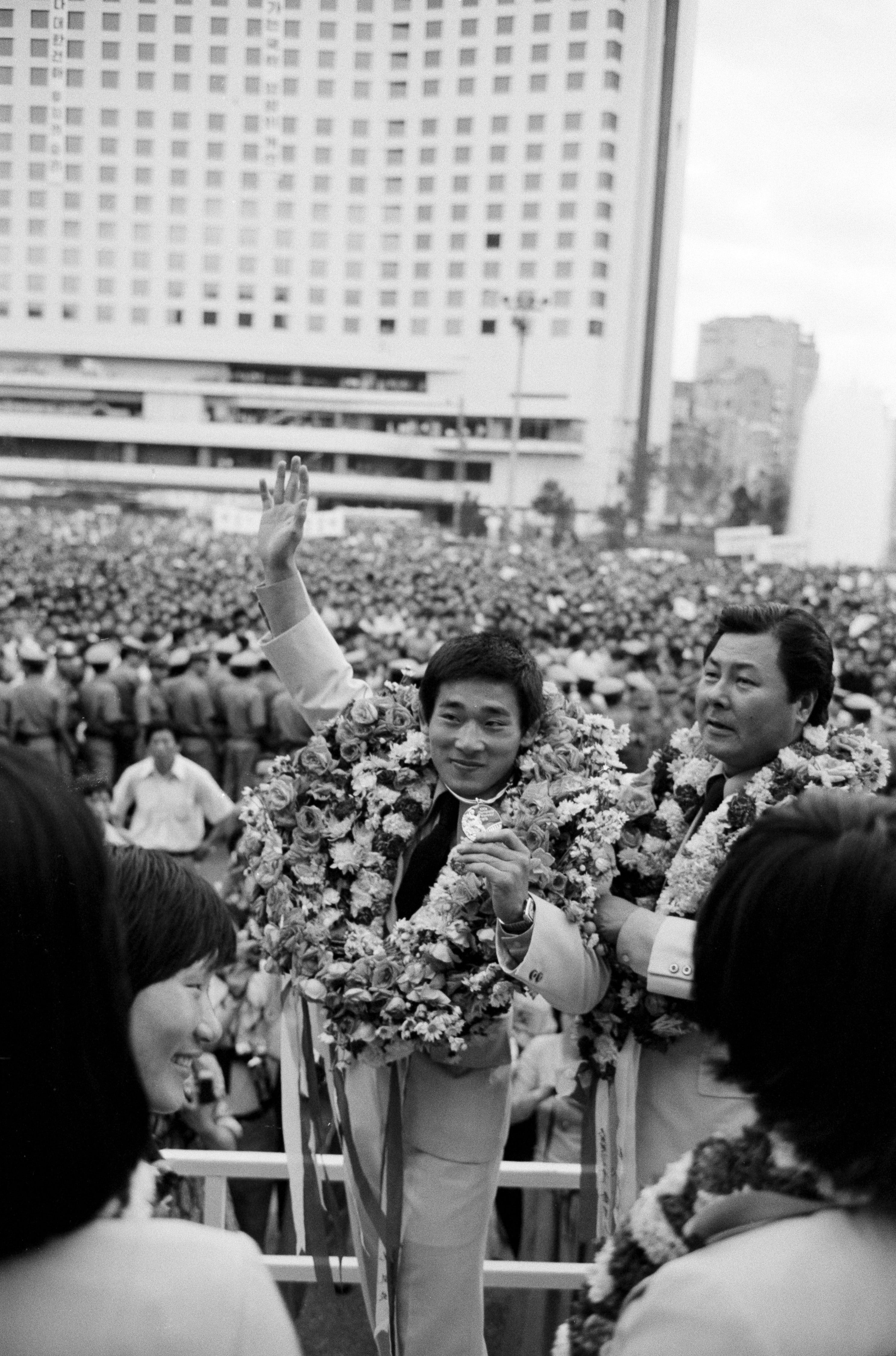
Yang Jung-mo, Olympiasieger 1976, winkt der Menge bei seiner Heimkehr zu
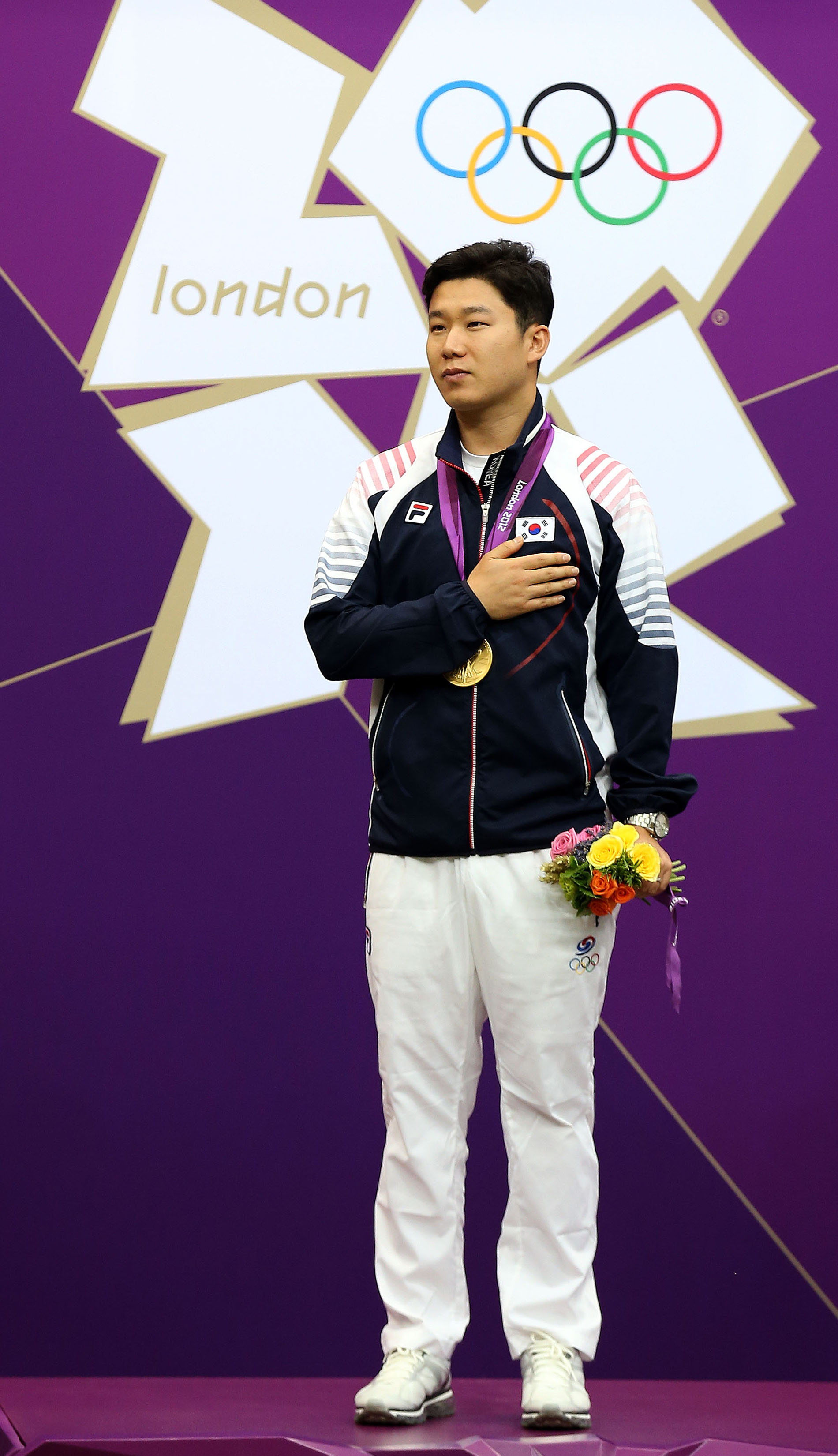
Jin Jong-oh, der erfolgreichste Olympionike Südkoreas mit vier Olympiasiegen und zwei Silbermedaillen

#### Schwimmen
| Gelbes Symbol für Goldmedaillen mit stilisierten Olympischen Ringen | Graues Symbol für Silbermedaillen mit stilisierten Olympischen Ringen | Braundes Symbol für Bronzemedaillen mit stilisierten Olympischen Ringen |
| ------------------------------------------------------------------- | --------------------------------------------------------------------- | ----------------------------------------------------------------------- |
| 1                                                                   | 3                                                                     | —                                                                       |

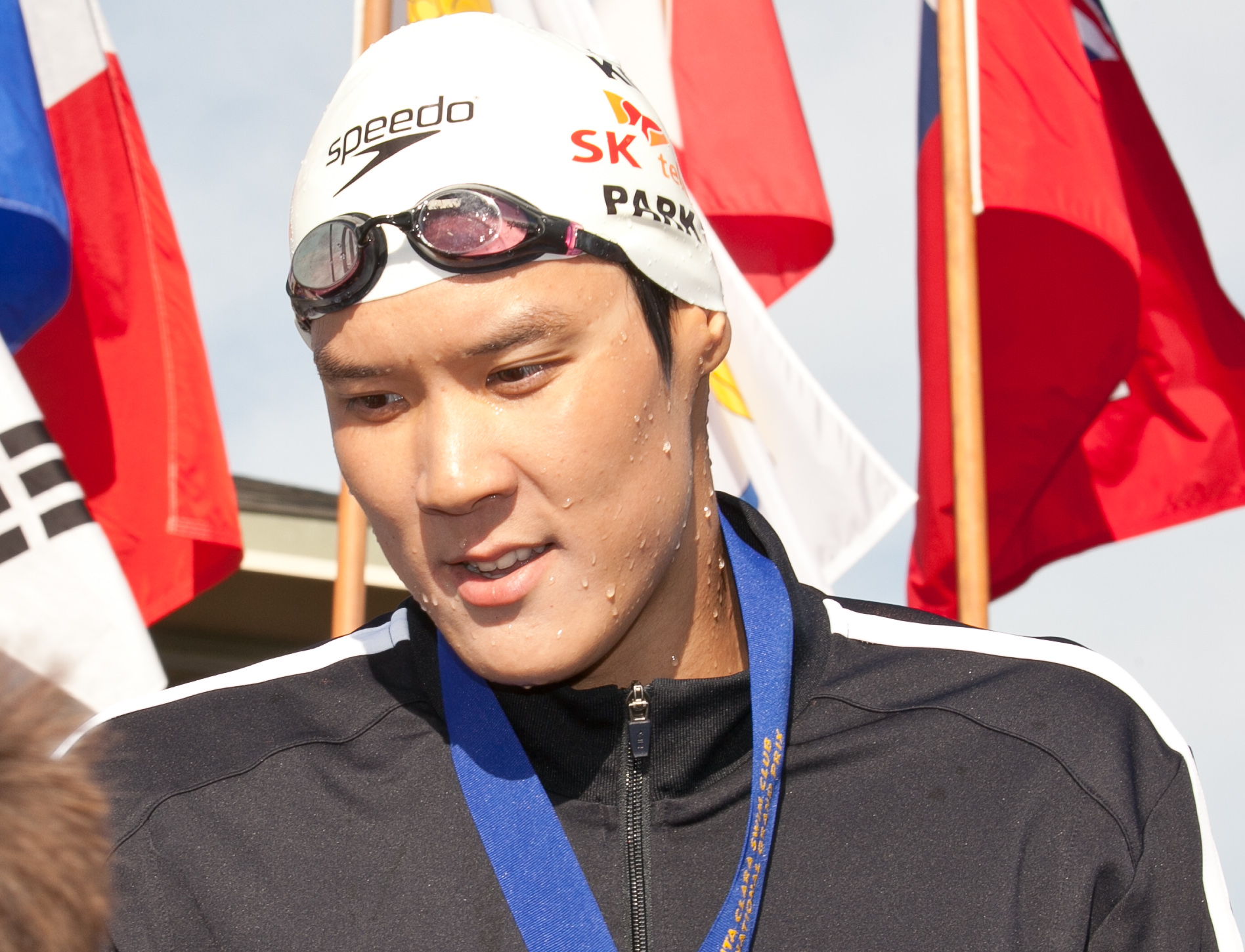
Park Tae-hwan, einziger Schwimmer Südkoreas mit Medaillen

Seit 1964 gehen südkoreanische Schwimmer und Schwimmerinnen an den Start bei Olympischen Spielen. Erst 2004 in Athen schaffte Nam Yoo-sun über 400 Meter Lagen der Frauen die erste südkoreanischen Finalteilnahme. Sie belegte im Finale Platz 7. 2008 in Peking wurden die ersten Medaillen gewonnen. Park Tae-hwan wurde über 400 Meter Freistil Olympiasieger. Dies war die erste Schwimm-Medaille Südkoreas. Zwei Tage später gewann er über 200 Meter Freistil Silber. 2012 in London kamen Silber über 200 und 400 Meter Freistil hinzu. Über 1500 Meter Freistil wurde er Vierter.
| Name          | Spiele      | Disziplin          | Anmerkung                              |
| ------------- | ----------- | ------------------ | -------------------------------------- |
| Park Tae-hwan | 2008 Peking | 400 Meter Freistil | erster Medaillengewinn und Olympiasieg |

| Name          | Spiele      | Disziplin          | Anmerkung |
| ------------- | ----------- | ------------------ | --------- |
| Park Tae-hwan | 2008 Peking | 200 Meter Freistil |           |
| Park Tae-hwan | 2012 London | 200 Meter Freistil |           |
| Park Tae-hwan | 2012 London | 400 Meter Freistil |           |

#### Segeln
| Gelbes Symbol für Goldmedaillen mit stilisierten Olympischen Ringen | Graues Symbol für Silbermedaillen mit stilisierten Olympischen Ringen | Braundes Symbol für Bronzemedaillen mit stilisierten Olympischen Ringen |
| ------------------------------------------------------------------- | --------------------------------------------------------------------- | ----------------------------------------------------------------------- |
| —                                                                   | —                                                                     | —                                                                       |

Die erste Segelregatta mit südkoreanischer Beteiligung fand 1984 statt. Die beste Platzierung war Rang 13, der zwei Mal erreicht wurde: 2000 von der Windsurferin Ju Sun-an und 2016 durch Ha Jee-min im Laser.

#### Taekwondo
| Gelbes Symbol für Goldmedaillen mit stilisierten Olympischen Ringen | Graues Symbol für Silbermedaillen mit stilisierten Olympischen Ringen | Braundes Symbol für Bronzemedaillen mit stilisierten Olympischen Ringen |
| ------------------------------------------------------------------- | --------------------------------------------------------------------- | ----------------------------------------------------------------------- |
| 12                                                                  | 2                                                                     | 5                                                                       |

Im Taekwondo, seit 2000 olympische Sportart, ist Südkorea sowohl in der Anzahl der Olympiasiege (12) als auch in der Gesamtzahl der Medaillen (19) die führende Nation bei Olympischen Spielen. Bei der ersten Teilnahme in Sydney gewannen alle vier südkoreanische Starter Medaillen. Den ersten Medaillengewinn, gleichzeitig den ersten Olympiasieg, schaffte Jung Jae-eun im Federgewicht der Frauen. Im Mittelgewicht wurde Lee Sun-hee ebenfalls Olympiasiegerin. Bei den Männern wurde Kim Kyong-hun Olympiasieger im Schwergewicht. Im Federgewicht gewann Sin Joon-sik Silber.
Zwei Olympiasiege und zwei Bronzemedaillen standen 2004 in Athen zu Buche, womit wieder alle vier angetretenen Taekwondoin mit Medaillen heimkehrten. Bei den Männern wurde Moon Dae-sung Olympiasieger im Schwergewicht. Im Leichtgewicht gewann Song Myeong-seob Bronze. Bei den Frauen siegte Jang Ji-won im Leichtgewicht. Im Mittelgewicht gewann Hwang Kyung-seon Bronze.
2008 in Peking wurden alle angetretenen Taekwondoin Olympiasieger. Bei den Männern gewannen Son Tae-jin im Leichtgewicht und Cha Dong-min im Schwergewicht. Bei den Frauen siegten Lim Su-jeong im Leichtgewicht und Hwang Kyung-seon im Mittelgewicht. 2012 verteidigte Hwang Kyung-seon ihren Olympiasieg im Mittelgewicht erfolgreich. Im Viertelfinale besiegte sie die Deutsche Helena Fromm. Bei den Männern gewann Lee Dae-hoon Silber im Fliegengewicht.
2016 kamen alle fünf angetretenen Taekwondoin zu olympischen Ehren. Bei den Frauen wurden Kim So-hui im Fliegengewicht und Oh Hye-ri im Weltergewicht Olympiasiegerinnen. Die drei gestarteten Männer gewannen alle Bronze: Kim Tae-hun im Fliegengewicht, Lee Dae-hoon im Federgewicht und Cha Dong-min im Schwergewicht.
| Name             | Spiele              | Disziplin      | Anmerkung                              |
| ---------------- | ------------------- | -------------- | -------------------------------------- |
| Jung Jae-eun     | 2000 Sydney         | Weltergewicht  | erster Medaillengewinn und Olympiasieg |
| Lee Sun-hee      | 2000 Sydney         | Mittelgewicht  |                                        |
| Kim Kyong-hun    | 2000 Sydney         | Schwergewicht  |                                        |
| Moon Dae-sung    | 2004 Athen          | Schwergewicht  |                                        |
| Jang Ji-won      | 2004 Athen          | Leichtgewicht  |                                        |
| Son Tae-jin      | 2008 Peking         | Leichtgewicht  |                                        |
| Cha Dong-min     | 2008 Peking         | Schwergewicht  |                                        |
| Lim Su-jeong     | 2008 Peking         | Leichtgewicht  |                                        |
| Hwang Kyung-seon | 2008 Peking         | Mittelgewicht  |                                        |
| Hwang Kyung-seon | 2012 London         | Mittelgewicht  |                                        |
| Kim So-hui       | 2016 Rio de Janeiro | Fliegengewicht |                                        |
| Oh Hye-ri        | 2016 Rio de Janeiro | Weltergewicht  |                                        |

| Name         | Spiele      | Disziplin      | Anmerkung |
| ------------ | ----------- | -------------- | --------- |
| Sin Joon-sik | 2000 Sydney | Leichtgewicht  |           |
| Lee Dae-hoon | 2012 London | Fliegengewicht |           |

| Name             | Spiele              | Disziplin      | Anmerkung |
| ---------------- | ------------------- | -------------- | --------- |
| Song Myeong-seob | 2004 Athen          | Leichtgewicht  |           |
| Hwang Kyung-sun  | 2004 Athen          | Mittelgewicht  |           |
| Kim Tae-hun      | 2016 Rio de Janeiro | Fliegengewicht |           |
| Lee Dae-hoon     | 2016 Rio de Janeiro | Federgewicht   |           |
| Cha Dong-min     | 2016 Rio de Janeiro | Schwergewicht  |           |

Hwang Kyung-sun, Olympiasieg 2008 und 2012, Bronze 2004
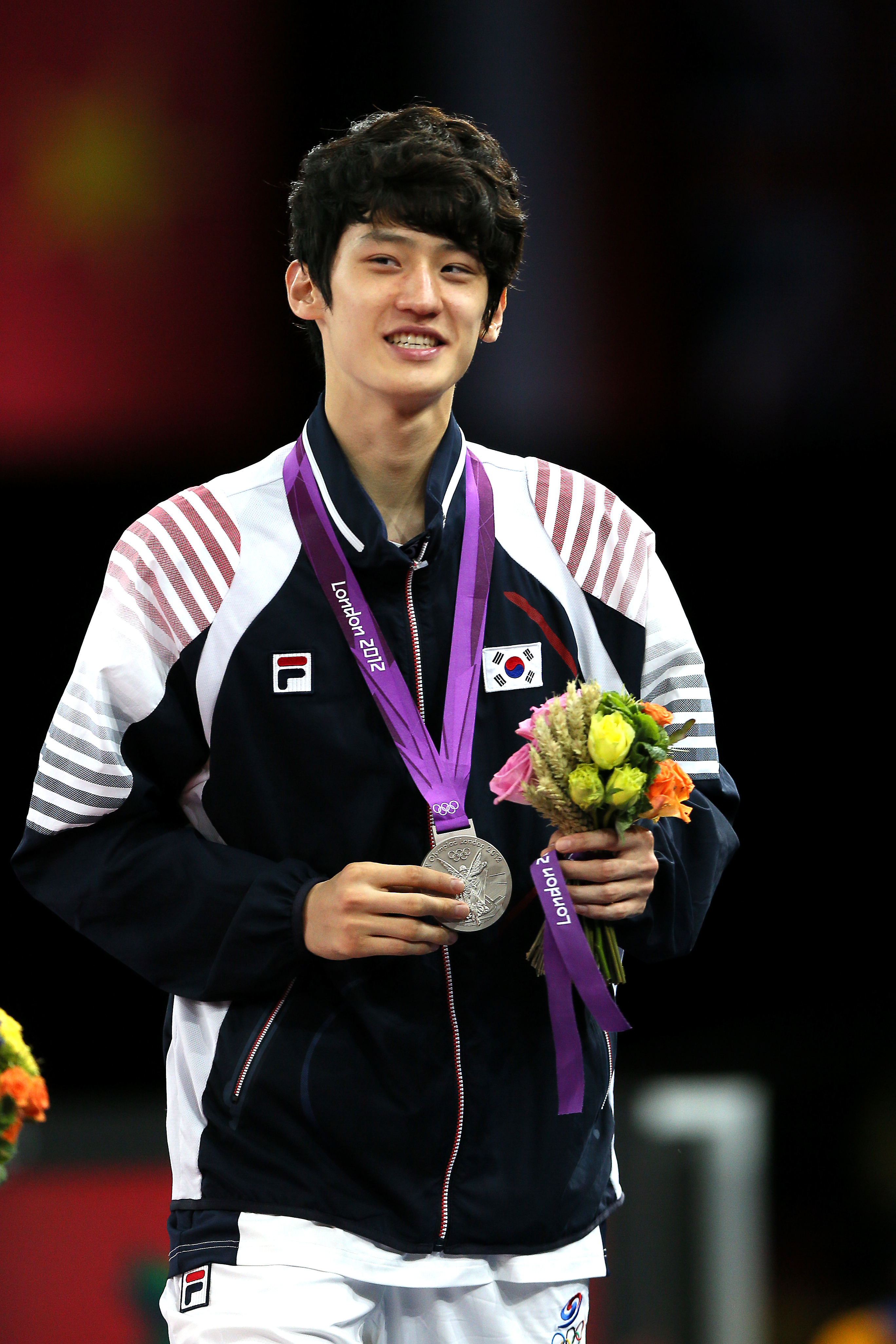
Lee Dae-hoon, Silber 2012, Bronze 2016
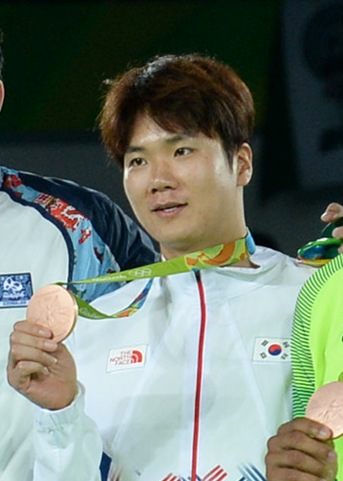
Cha Dong-min, Olympiasieg 2008, Bronze 2016
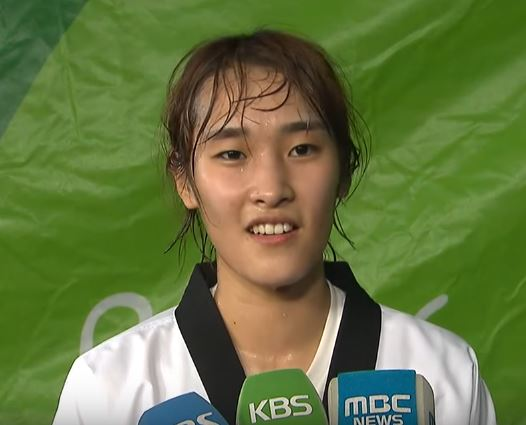
Kim So-hui, Olympiasiegerin 2016
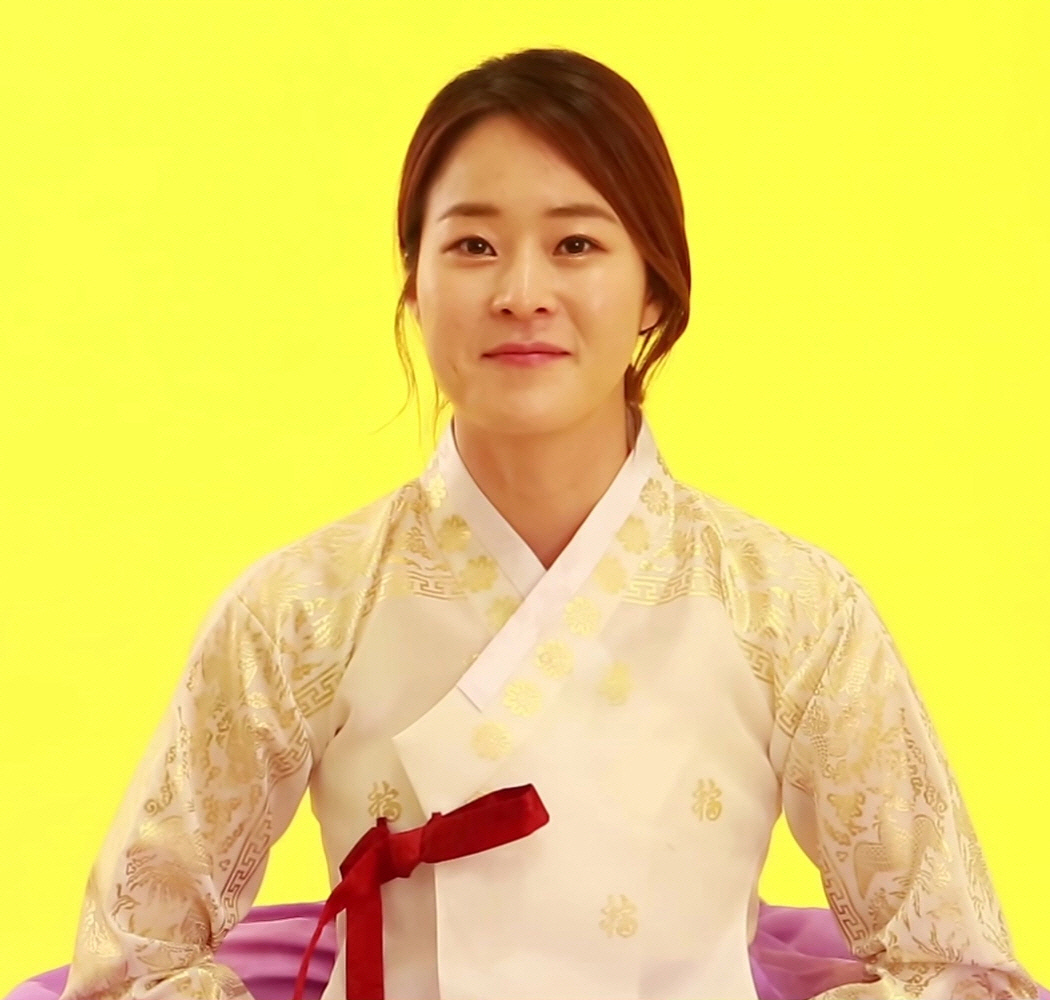
Oh Hye-ri, Olympiasiegerin 2016

#### Tennis
| Gelbes Symbol für Goldmedaillen mit stilisierten Olympischen Ringen | Graues Symbol für Silbermedaillen mit stilisierten Olympischen Ringen | Braundes Symbol für Bronzemedaillen mit stilisierten Olympischen Ringen |
| ------------------------------------------------------------------- | --------------------------------------------------------------------- | ----------------------------------------------------------------------- |
| —                                                                   | —                                                                     | —                                                                       |

Seit den heimischen Sommerspielen 1988 nehmen südkoreanische Tennisspieler an olympischen Turnieren teil. Bei Tennisturnier von Sydney 2000 schied das Herrendoppel Lee Hyung-taik und Yoon Yong-il gegen das deutsche Duo Tommy Haas und David Prinosil in der zweiten Runde aus.

#### Tischtennis
| Gelbes Symbol für Goldmedaillen mit stilisierten Olympischen Ringen | Graues Symbol für Silbermedaillen mit stilisierten Olympischen Ringen | Braundes Symbol für Bronzemedaillen mit stilisierten Olympischen Ringen |
| ------------------------------------------------------------------- | --------------------------------------------------------------------- | ----------------------------------------------------------------------- |
| 3                                                                   | 3                                                                     | 12                                                                      |

Im 1988 erstmals bei Olympischen Spielen ausgetragenen Tischtennis konnten südkoreanische Athleten die ersten Medaillen gewinnen. Das Damendoppel Hyun Jung-hwa und Yang Young-ja gewann mit Gold die erste südkoreanische Tischtennismedaille und wurden gleichzeitig erste Olympiasieger des Landes in dieser Sportart. Im Herreneinzel konnte Yoo Nam-kyu seinen Teamkameraden Kim Ki-taik mit 3:1 schlagen. Das Herrendoppel Ahn Jae-hyung und Yoo Nam-kyu gewann Bronze. Im Spiel um Bronze schlugen sie ihre Landsleute Kim Ki-taik und Kim Wan in drei Sätzen. Zuvor hatten Kim/Kim in der Gruppenphase das deutsche Doppel Georg Böhm/Jürgen Rebel in drei Sätzen und das österreichische Duo Ding Yi/Gottfried Bär in zwei Sätzen besiegt. Ahn/Yoo gewannen in ihrer Gruppe in drei Sätzen gegen das deutsche Doppel Jörg Roßkopf/Steffen Fetzner.
1992 wurden fünf Bronzemedaillen gewonnen, im Herreneinzel durch Kim Taek-soo und im Herrendoppel durch Kang Hee-chan/Lee Chul-seung und Kim Taek-soo/Yoo Nam-kyu. Kang/Lee besiegten in der Gruppenphase die Österreicher Ding Yi/Erich Amplatz in zwei Sätzen. Im Halbfinale unterlagen sie dem deutschen Duo Jörg Roßkopf/Steffen Fetzner in drei Sätzen. Bei den Frauen holte Hyung Jung-hwa Bronze im Einzel und mit ihrer Partnerin Hong Cha-ok im Doppel. Im Einzel konnte Hong Soon-hwa die Deutsche Olga Nemes in der Gruppenphase in zwei Sätzen besiegen. Im Doppel verloren Hong Soon-hwa und Lee Jung-im im Viertelfinale gegen das nordkoreanische Doppel Li Bun-hui und Yu Sun-bok in vier Sätzen.
1996 holten Yoo Nam-kyu und Lee Cheol-seung Bronze im Herrendoppel. Im Spiel um Bronze besiegten sie das deutsche Doppel Jörg Roßkopf/Steffen Fetzner in drei Sätzen. Im Herreneinzel konnte Kim Taek-soo den Österreicher Ding Yi in der Gruppenphase in zwei Sätzen schlagen. Sein Teamkamerad Yoo Nam-kyu besiegte den Nordkoreaner Li Gun-sang in zwei Sätzen. Während Yoo schon im Achtelfinale ausschied, scheiterte Kim im Viertelfinale in fünf Sätzen an Jörg Roßkopf. Ebenfalls Bronze gewann das Damendoppel Park Hae-jung und Ryu Ji-hae. Sie schlugen im Spiel um Bronze ihre Teamkameradinnen Kim Moo-kyo und Park Kyung-ae in vier Sätzen. Im Einzel besiegte Park Hae-jung in der Gruppenphase die Deutsche Olga Nemes in zwei Sätzen. Ryu Ji-hae verlor in der Gruppenphase gegen die Nordkoreanerin Tu Song-sil in zwei Sätzen und schied aus.
2000 gewann Ryu Ji-hae mit Kim Moo-kyo Bronze im Damendoppel. Im Einzel schied Suk Eun-mi im Viertelfinale gegen die Deutsche Qianhong Gotsch aus. Bei den Männern erreichte das Doppel Lee Chul-seung/Ryu Seung-min das Halbfinale, verloren es in vier Sätzen und scheiterten, wiederum in vier Sätzen, im Spiel um Bronze am französischen Doppel Patrick Chila/Jean-Philippe Gatien. Im Einzel scheiterte Kim Taek-soo im Achtelfinale an Timo Boll.
In Athen 2004 wurde Ryu Seung-min Olympiasieger im Herreneinzel. In Runde 3 konnte Oh Sang-eun den für Österreich startenden Chinesen Chen Weixing in sieben Sätzen schlagen. Im Doppel besiegten Oh Sang-eun und Joo Se-hyuk das deutsche Doppel Jörg Roßkopf/Lars Hielscher in fünf Sätzen. Im Damendoppel gewannen Lee Eun-sil und Suk Eun-mi Silber. Im Viertelfinale besiegten sie das nordkoreanische Doppel Kim Hyang-mi und Kim Hyom-hui. Im Einzel scheiterte Lee Eun-sil in der dritten Runde an der Nordkoreanerin Kim Hyang-mi. Kim Kyung-ah gewann die Bronzemedaille.
2008 wurden die Doppel gestrichen, dafür wurden Teamwettbewerbe durchgeführt. Beide Teams gewannen Bronze. Das Herrenteam schlug dabei im Spiel um Bronze Österreich mit 3:1. Im Herreneinzel konnte Oh Sang-eun in der dritten Runde seinen nordkoreanischen Gegner Kim Hyok-bong in fünf Sätzen schlagen. Im Achtelfinale besiegte er Timo Boll in fünf Sätzen. Auch im Dameneinzel kam es in der dritten Runde zu einem Duell zwischen Süd- und Nordkorea. Park Mi-young besiegte ihre nordkoreanische Kontrahentin Kim Jong in vier Sätzen.
2012 in London gewann das Herrenteam Silber. In der ersten Runde wurde Nordkorea mit 3:1 besiegt. Es folgten Siege über Portugal und Hongkong, ehe man im Finale China mit 0:3 unterlag. Das Damenteam unterlag im Spiel um Bronze Singapur mit 0:3. Im Herreneinzel unterlag Joo Se-hyuk dem Nordkoreaner Kim Hyok-bong in der dritten Runde in sechs Sätzen. Bei den Damen besiegte Kim Kyung-ah die für Österreich spielende Chinesin Liu Jia in der dritten Runde in fünf Sätzen.
2016 konnte erstmals keine Medaille gewonnen werden. Das Herrenteam verlor das Spiel um Bronze gegen Deutschland mit 1:3.
| Name                        | Spiele     | Disziplin    | Anmerkung                              |
| --------------------------- | ---------- | ------------ | -------------------------------------- |
| Hyun Jung-hwa Yang Young-ja | 1988 Seoul | Damendoppel  | erster Medaillengewinn und Olympiasieg |
| Yoo Nam-kyu                 | 1988 Seoul | Herreneinzel |                                        |
| Ryu Seung-min               | 2004 Athen | Herreneinzel |                                        |

| Name                                  | Spiele      | Disziplin    | Anmerkung |
| ------------------------------------- | ----------- | ------------ | --------- |
| Kim Ki-taik                           | 1988 Seoul  | Herreneinzel |           |
| Lee Eun-sil Seok Eun-mi               | 2004 Athen  | Damendoppel  |           |
| Oh Sang-eun Joo Se-hyuk Ryu Seung-min | 2012 London | Herrenteam   |           |

| Name                                     | Spiele         | Disziplin    | Anmerkung |
| ---------------------------------------- | -------------- | ------------ | --------- |
| Ahn Jae-hyung Yoo Nam-kyu                | 1988 Seoul     | Herrendoppel |           |
| Kim Taek-soo                             | 1992 Barcelona | Herreneinzel |           |
| Kang Hee-chan Lee Chul-seung             | 1992 Barcelona | Herrendoppel |           |
| Kim Taek-soo Yoo Nam-kyu                 | 1992 Barcelona | Herrendoppel |           |
| Hyun Jung-hwa                            | 1992 Barcelona | Dameneinzel  |           |
| Hyun Jung-hwa Hong Cha-ok                | 1992 Barcelona | Damendoppel  |           |
| Lee Chul-seung Yoo Nam-kyu               | 1996 Atlanta   | Herrendoppel |           |
| Park Hae-jung Ryu Ji-hae                 | 1996 Atlanta   | Damendoppel  |           |
| Ryu Ji-hae Kim Moo-kyo                   | 2000 Sydney    | Damendoppel  |           |
| Kim Kyung-ah                             | 2004 Athen     | Dameneinzel  |           |
| Oh Sang-eun Ryu Seung-min Yoon Jae-young | 2008 Peking    | Herrenteam   |           |
| Dang Ye-seo Kim Kyung-ah Park Mi-young   | 2008 Peking    | Damenteam    |           |

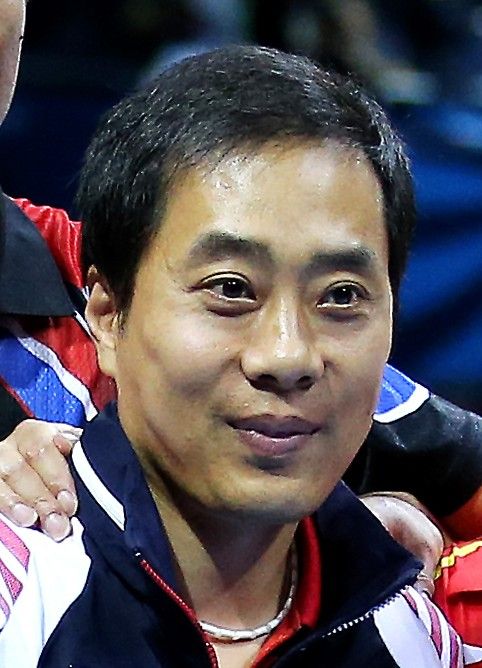
Yoo Nam-kyu, Gold und Bronze 1988, als Trainer der Olympiamannschaft 2012
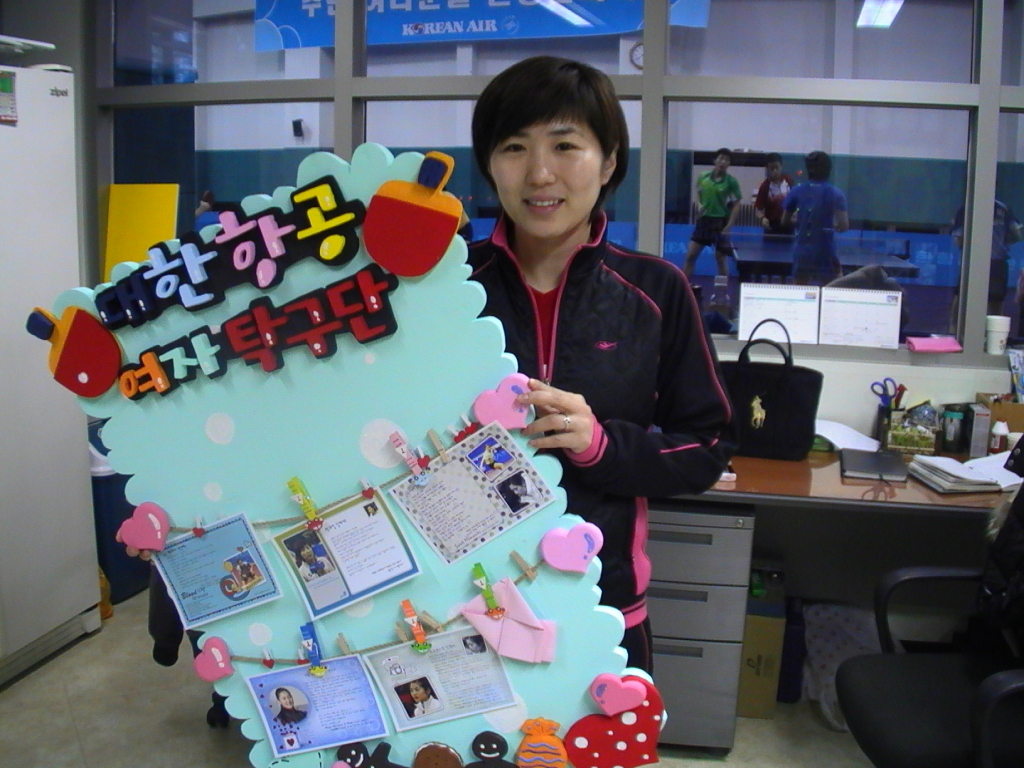
Dang Ye-seo, Bronze mit der Mannschaft 2008
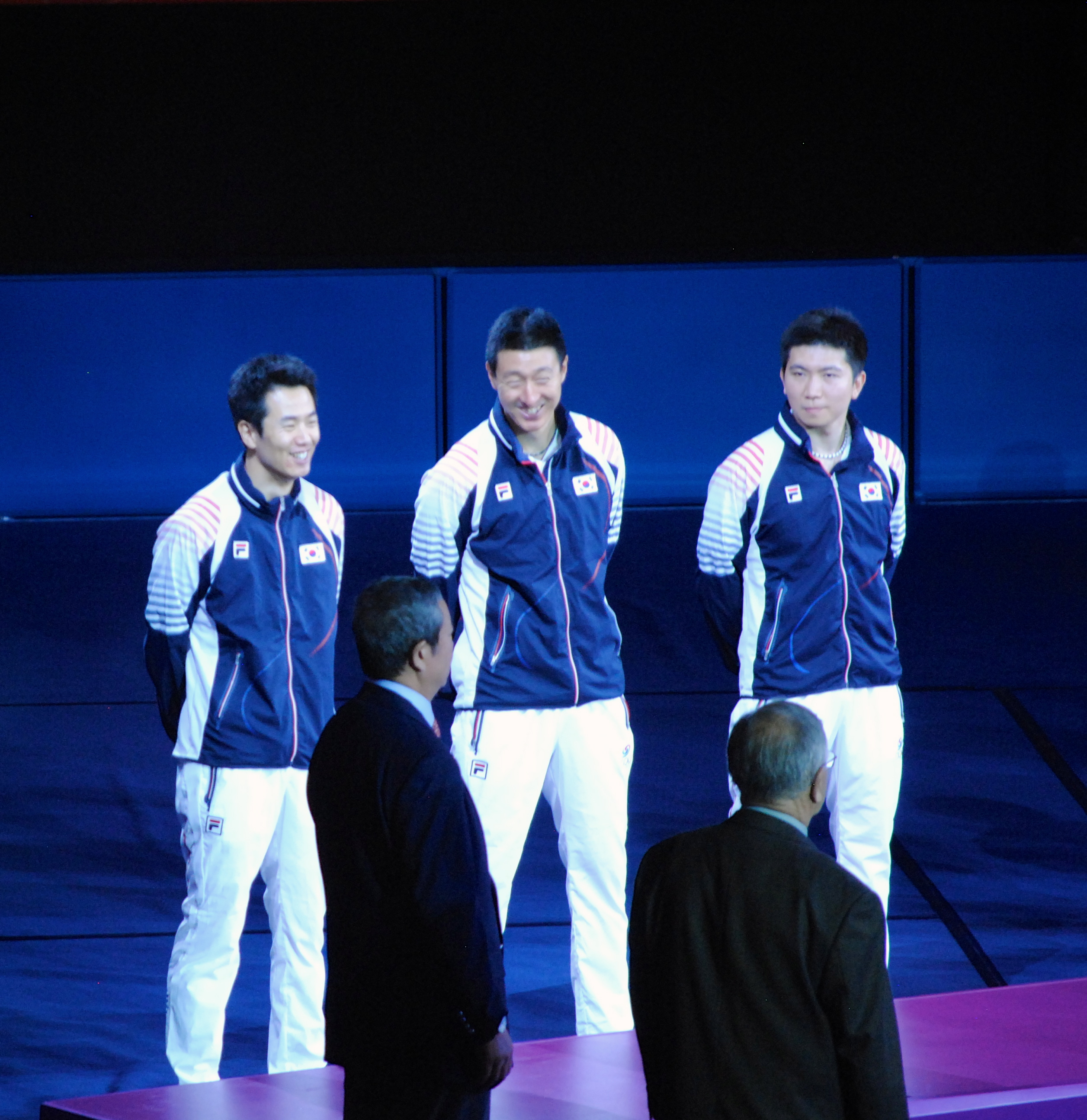
Das Herrenteam bei der Siegerehrung 2012 (v. l. n. r.): Joo Se-hyuk, Oh Sang-eun, Ryu Seung-min

#### Triathlon
| Gelbes Symbol für Goldmedaillen mit stilisierten Olympischen Ringen | Graues Symbol für Silbermedaillen mit stilisierten Olympischen Ringen | Braundes Symbol für Bronzemedaillen mit stilisierten Olympischen Ringen |
| ------------------------------------------------------------------- | --------------------------------------------------------------------- | ----------------------------------------------------------------------- |
| —                                                                   | —                                                                     | —                                                                       |

2012 in London nahm zum ersten und bisher einzigen Mal ein südkoreanischer Triathlet teil.

#### Turnen
| Gelbes Symbol für Goldmedaillen mit stilisierten Olympischen Ringen | Graues Symbol für Silbermedaillen mit stilisierten Olympischen Ringen | Braundes Symbol für Bronzemedaillen mit stilisierten Olympischen Ringen |
| ------------------------------------------------------------------- | --------------------------------------------------------------------- | ----------------------------------------------------------------------- |
| 2                                                                   | 4                                                                     | 5                                                                       |

1960 in Rom gingen erstmals Turner aus Südkorea an den Start. Die erste Medaille wurde bei den heimischen Sommerspielen 1988 gewonnen. Im Pferdsprung der Frauen gewann Park Jong-hoon Bronze. 1992 gewann Yoo Ok-ryul ebenfalls Bronze im Pferdsprung. Auch am Boden erreichte er das Finale und wurde Vierter.
1996 gewann Yeo Hong-chul Silber im Pferdsprung. Lee Joo-hyung hatte sich für die Gerätefinals am Barren und am Reck qualifiziert. Am Barren wurde er Siebter, am Reck Achter. 2000 qualifizierte er sich für die Finals am Barren, Reck und am Pauschenpferd. Am Barren gewann er Silber, am Reck Bronze. Am Pauschenpferd belegte er Platz 4. Jung Jin-soo wurde am Barren Vierter.
2004 gewannen Kim Dae-eun Silber und Yang Tae-young Bronze im Einzelmehrkampf. Mit der Mehrkampfmannschaft wurden sie Vierter. In Peking 2008 belegte die Mannschaft Platz 5. Yoo Won-chul gewann am Barren die Silbermedaille. Yang Tae-young wurde Siebter. Kim Ji-hoon erreichte das Finale am Pauschenpferd und wurde Sechster.
In London 2012 wurde Yang Hak-seon mit seinem Sieg im Pferdsprung erster südkoreanischer Olympiasieger im Geräteturnen. In der Rhythmischen Sportgymnastik wurde Son Yeon-jae Fünfte. 2016 verbesserte sie sich auf Platz 4.
| Name          | Spiele      | Disziplin   | Anmerkung          |
| ------------- | ----------- | ----------- | ------------------ |
| Yang Hak-seon | 2012 London | Pferdsprung | erster Olympiasieg |
| Shin Jea-hwan | 2020 Tokio  | Pferdsprung |                    |

| Name          | Spiele       | Disziplin        | Anmerkung |
| ------------- | ------------ | ---------------- | --------- |
| Yeo Hong-chul | 1996 Atlanta | Pferdsprung      |           |
| Lee Joo-hyung | 2000 Sydney  | Barren           |           |
| Kim Dae-eun   | 2004 Athen   | Mehrkampf Einzel |           |
| Yoo Won-chul  | 2008 Peking  | Barren           |           |

| Name           | Spiele         | Disziplin        | Anmerkung              |
| -------------- | -------------- | ---------------- | ---------------------- |
| Park Jong-hoon | 1988 Seoul     | Pferdsprung      | erster Medaillengewinn |
| Yoo Ok-ryul    | 1992 Barcelona | Pferdsprung      |                        |
| Lee Joo-hyung  | 2000 Sydney    | Reck             |                        |
| Yang Tae-young | 2004 Athen     | Mehrkampf Einzel |                        |
| Yeo Seo-jeong  | 2020 Tokio     | Pferdsprung      |                        |

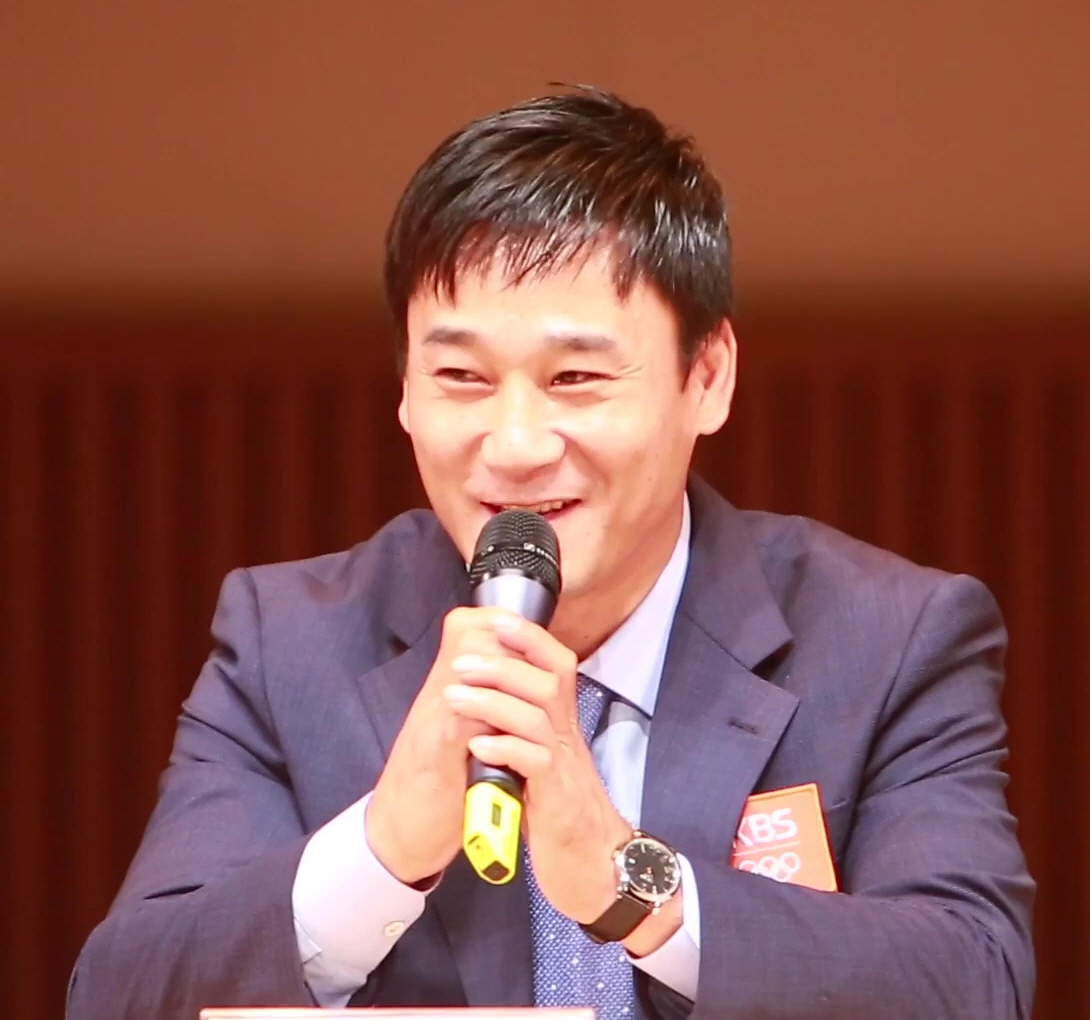
Yeo Hong-chul, Bronze 1996, im Jahr 2016
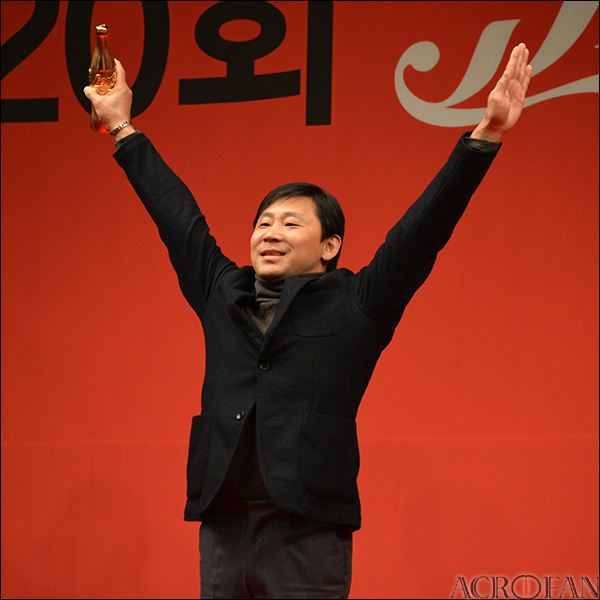
Lee Joo-hyung, Silber und Bronze 2000, im Jahr 2015
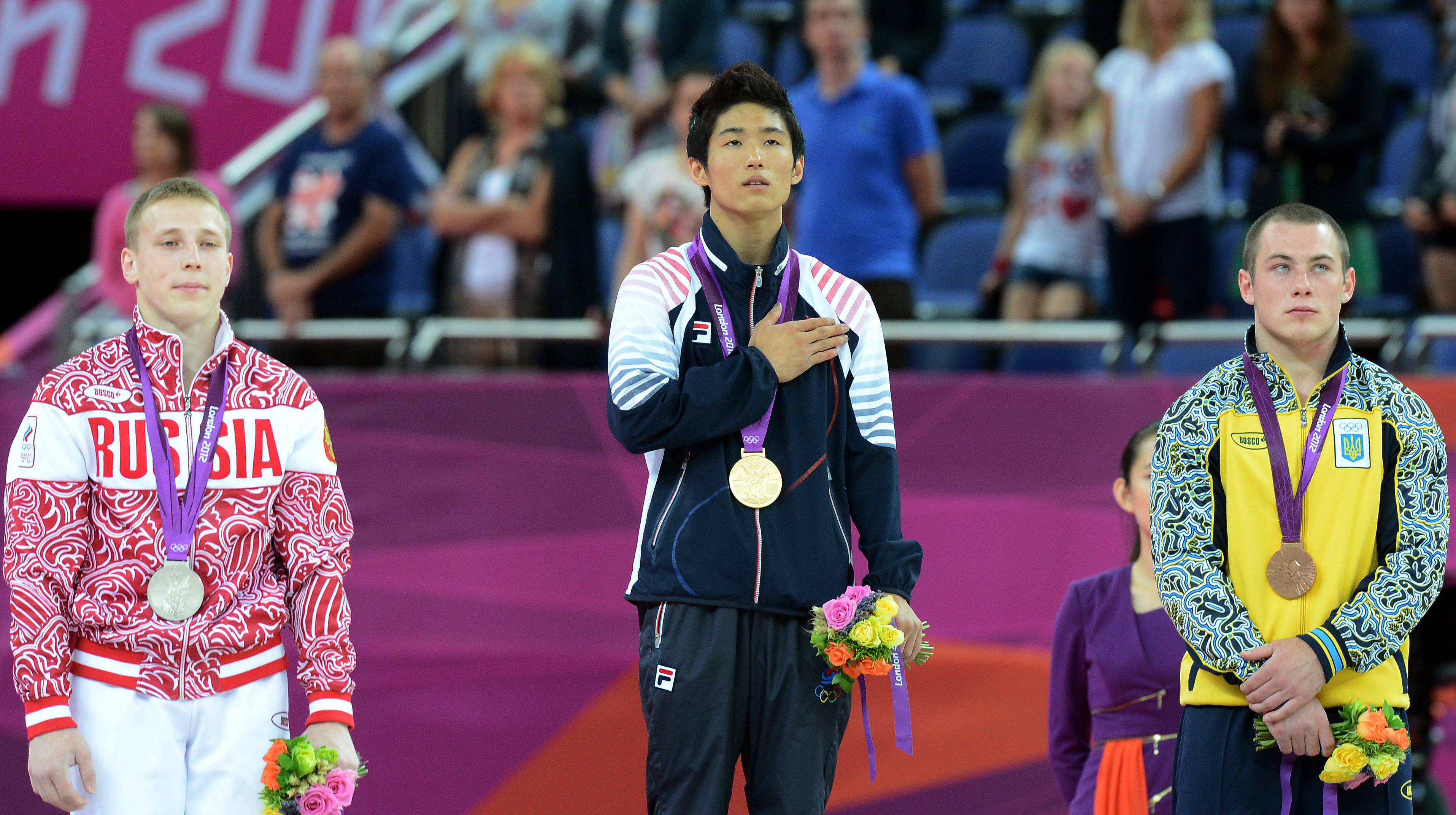
Siegerehrung im Pferdsprung 2012: in der Mitte Olympiasieger Yang Hak-seon
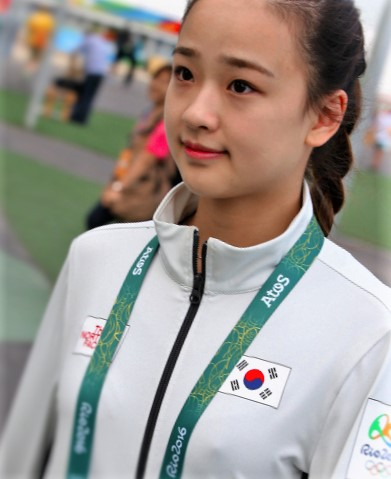
Die Sportgymnastin Son Yeon-jae

#### Volleyball
| Gelbes Symbol für Goldmedaillen mit stilisierten Olympischen Ringen | Graues Symbol für Silbermedaillen mit stilisierten Olympischen Ringen | Braundes Symbol für Bronzemedaillen mit stilisierten Olympischen Ringen |
| ------------------------------------------------------------------- | --------------------------------------------------------------------- | ----------------------------------------------------------------------- |
| —                                                                   | —                                                                     | 1                                                                       |

Südkoreanische Volleyballteams nehmen seit 1964 an olympischen Turnieren teil. Die Männer verloren in Tokio alle ihre Spiele und wurden damit Zehnte und Letzte. Auch die Frauen verloren alle Spiele und belegten den sechsten und letzten Platz. 1968 waren nur die Frauen dabei. Diesmal gelangen in sieben Spielen drei Siege, der erste ein 3:1 über die USA. Damit erreichte die Mannschaft Platz 5 von acht Mannschaften.
1972 nahmen auch wieder die Männer teil. In ihrer Vorrundengruppe wurden sie Vierte. Damit waren sie für die Platzierungsrunde qualifiziert. Das erste Spiel gegen Rumänien wurde verloren, das Spiel um Platz 7 gegen Brasilien dann gewonnen. Das Frauenteam qualifizierte sich, u. a. mit einem 3:0 über die Bundesrepublik Deutschland, für das Halbfinale. Hier unterlag man Japan, auch das Spiel um Bronze gegen Nordkorea ging verloren.
1976 kamen die Männer wieder in die Platzierungsrunde. Das erste Spiel gegen Brasilien wurde gewonnen, das Spiel um Platz 5 gegen die Tschechoslowakei jedoch verloren. Die Frauen waren wesentlich erfolgreicher. Wieder erreichten sie das Halbfinale, in der Vorrunde hatten sie die DDR-Mannschaft mit 3:2 besiegt. Im Halbfinale verlor man wieder gegen Japan, diesmal konnte jedoch das Spiel um Bronze gegen Ungarn mit 3:1 gewonnen werden. Dies war der erste Medaillengewinn einer südkoreanischen Volleyballmannschaft bei Olympischen Spielen.
1984 verliefen beide Turniere nahezu identisch. Die Männer verpassten nur auf Grund des schlechteren Satzverhältnisses das Halbfinale. In der Platzierungsrunde wurden China und Argentinien besiegt, dies bedeutete Platz 5. Auch die Frauen verpassten das Halbfinale. Auch sie gewannen beide Platzierungsspiele gegen Brasilien und die Bundesrepublik Deutschland und wurden Fünfte.
Enttäuschend verliefen die Turniere bei den heimischen Sommerspielen 1988. Die Männer konnten nur eines ihrer fünf Vorrundenspiele gewinnen und lagen damit auf dem letzten Gruppenplatz. Auch das erste Platzierungsspiel gegen Japan wurde verloren. Der Sieg im Spiel um Platz 11 gegen Tunesien verhinderte, dass das Team den letzten Platz im Klassement einnehmen musste. Auch den Frauen gelang nur ein Sieg, ein 3:1 über die DDR. In der Platzierungsrunde verlora man gegen Brasilien. Auch das Spiel um Platz 7 gegen die USA wurde verloren, damit lag das Frauenteam auf dem letzten Platz des Klassements.
1992 nahmen nur die Männer teil. Mit einem Vorrundensieg kam die Mannschaft ins Spiel um Platz 9, das gegen Kanada mit 3:1 gewonnen wurde. 1996 waren wieder beide Mannschaften dabei. Die Männer schafften wieder nur einen Sieg, schieden diesmal als Fünfte der Gruppe direkt aus. Die Frauen erreichten das Viertelfinale und unterlagen dort Brasilien. In der Platzierungsrunde siegte man über die Gastgebermannschaft aus den USA. Das Spiel um Platz 5 gegen die Niederlande wurde mit 0:3 verloren.
Das Turnier von 2000 verlief nahezu identisch. Wieder schafften die Männer nur einen Sieg in der Vorrunde und schieden damit direkt aus. Die Frauen erreichten das Viertelfinale. Sie hatten drei Vorrundenspiele, u. a. mit 3:0 gegen Deutschland, gewonnen. Im Viertelfinale unterlag man der USA, auch beide Platzierungsspiele, gegen China und Kroatien, wurden verloren, was Platz 8 im Klassement bedeutete.
2004 nahm nur die Frauenmannschaft teil. Mit drei Siegen war das Team für das Viertelfinale qualifiziert. Hier unterlag man Russland und schied aus, da keine Platzierungsspiele mehr durchgeführt wurden. 2008 konnte sich keine Mannschaft qualifizieren, 2012 waren wieder die Frauen dabei. Mit zwei Siegen qualifizierte sich das Team für das Viertelfinale. Hier konnte man Italien mit 3:1 besiegen. Das Halbfinale gegen die USA ging mit 0:3 verloren, ebenso das Spiel um Bronze gegen Japan. Auch 2016 kam das Team ins Viertelfinale, in der Vorrunde erreichten die Frauen drei Siege. Im Viertelfinale unterlag man den Niederlanden mit 1:3.
| Name                          | Spiele        | Disziplin     | Anmerkung              |
| ----------------------------- | ------------- | ------------- | ---------------------- |
| Nationalmannschaft der Frauen | 1976 Montreal | Frauenturnier | erster Medaillengewinn |

#### Wasserball
| Gelbes Symbol für Goldmedaillen mit stilisierten Olympischen Ringen | Graues Symbol für Silbermedaillen mit stilisierten Olympischen Ringen | Braundes Symbol für Bronzemedaillen mit stilisierten Olympischen Ringen |
| ------------------------------------------------------------------- | --------------------------------------------------------------------- | ----------------------------------------------------------------------- |
| —                                                                   | —                                                                     | —                                                                       |

Südkoreas einzige Teilnahme an einem olympischen Wasserballturnier fand bei den heimischen Sommerspielen 1988 statt. Das Team verlor alle fünf Vorrundenspiele, so auch mit 2:18 gegen die Bundesrepublik Deutschland. In der Platzierungsgruppe gab es weitere drei Niederlagen, das Team beendete das Turnier als Letzter.

#### Wasserspringen
| Gelbes Symbol für Goldmedaillen mit stilisierten Olympischen Ringen | Graues Symbol für Silbermedaillen mit stilisierten Olympischen Ringen | Braundes Symbol für Bronzemedaillen mit stilisierten Olympischen Ringen |
| ------------------------------------------------------------------- | --------------------------------------------------------------------- | ----------------------------------------------------------------------- |
| —                                                                   | —                                                                     | —                                                                       |

Der erste südkoreanische Wasserspringer nahm 1960 in Rom teil. Das beste Ergebnis konnte Woo Ha-ram 2016 erzielten, als er Elfter im Turmspringen wurde.

### Winterspiele

#### Biathlon
| Gelbes Symbol für Goldmedaillen mit stilisierten Olympischen Ringen | Graues Symbol für Silbermedaillen mit stilisierten Olympischen Ringen | Braundes Symbol für Bronzemedaillen mit stilisierten Olympischen Ringen |
| ------------------------------------------------------------------- | --------------------------------------------------------------------- | ----------------------------------------------------------------------- |
| —                                                                   | —                                                                     | —                                                                       |

Der erste südkoreanische Biathlet nahm 1984 in Sarajevo teil. Die besten Platzierungen waren zwei Mal Platz 16. Diese Platzierung erreichten 2018 bei den heimischen Winterspielen in Pyeongchang die beiden eingebürgerten Russen Timofei Lapschin im Sprint der Männer und Jekaterina Awwakumowa im 15-Kilometer-Rennen der Frauen.

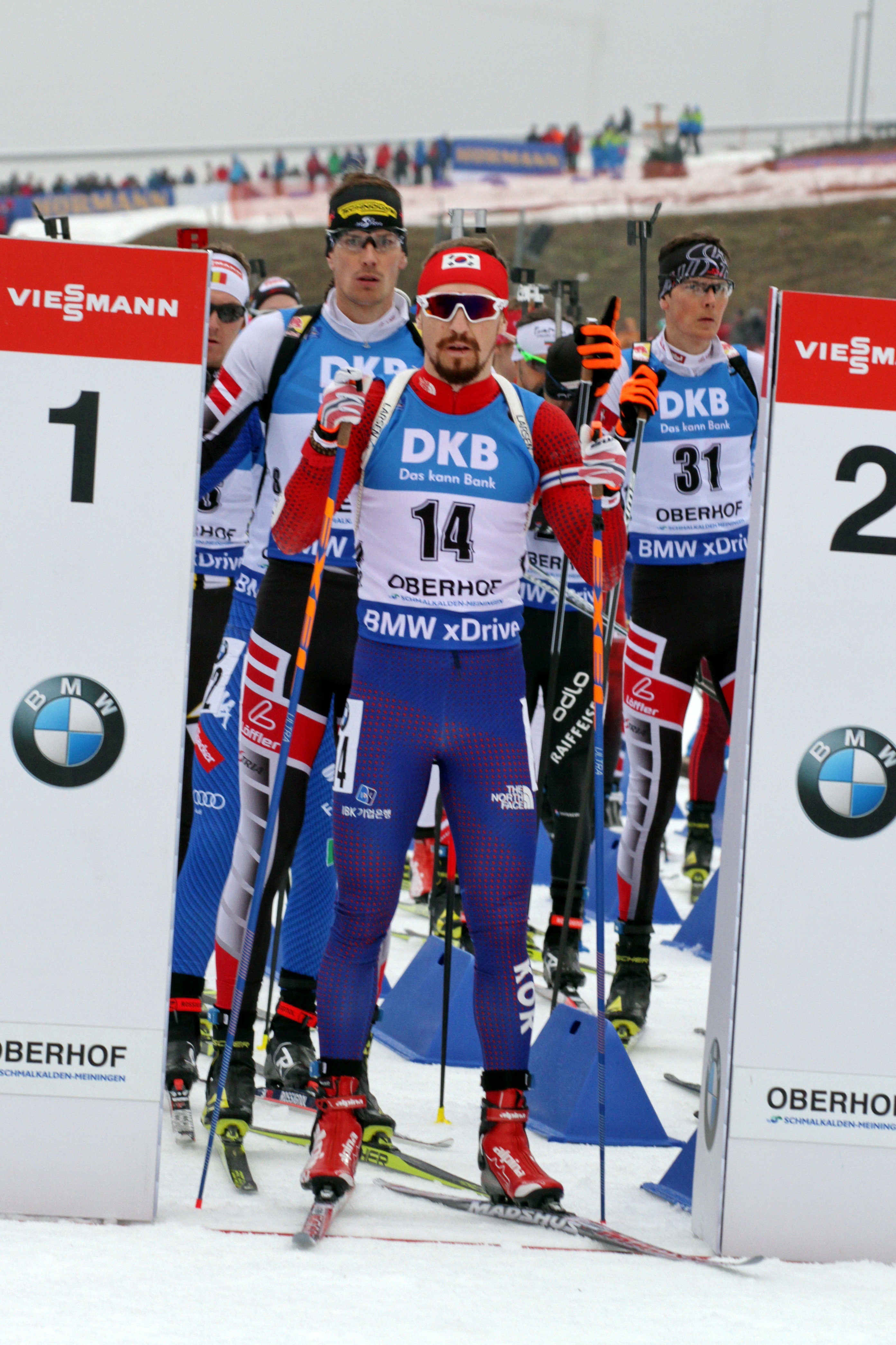
Der eingebürgerte Russe Timofei Lapschin

#### Bobsport
| Gelbes Symbol für Goldmedaillen mit stilisierten Olympischen Ringen | Graues Symbol für Silbermedaillen mit stilisierten Olympischen Ringen | Braundes Symbol für Bronzemedaillen mit stilisierten Olympischen Ringen |
| ------------------------------------------------------------------- | --------------------------------------------------------------------- | ----------------------------------------------------------------------- |
| —                                                                   | 1                                                                     | —                                                                       |

Seit 2010 nehmen südkoreanische Bobfahrer an Olympischen Winterspielen teil. Nach schwachen Ergebnissen 2010 und 2014 gewann der Viererbob bei den heimischen Winterspielen 2018 in Pyeongchang mit Silber die erste Medaille Südkoreas im Bobsport.
| Name                                                  | Spiele           | Disziplin | Anmerkung              |
| ----------------------------------------------------- | ---------------- | --------- | ---------------------- |
| Won Yun-jong Jun Jung-lin Seo Young-woo Kim Dong-hyun | 2018 Pyeongchang | Viererbob | erster Medaillengewinn |

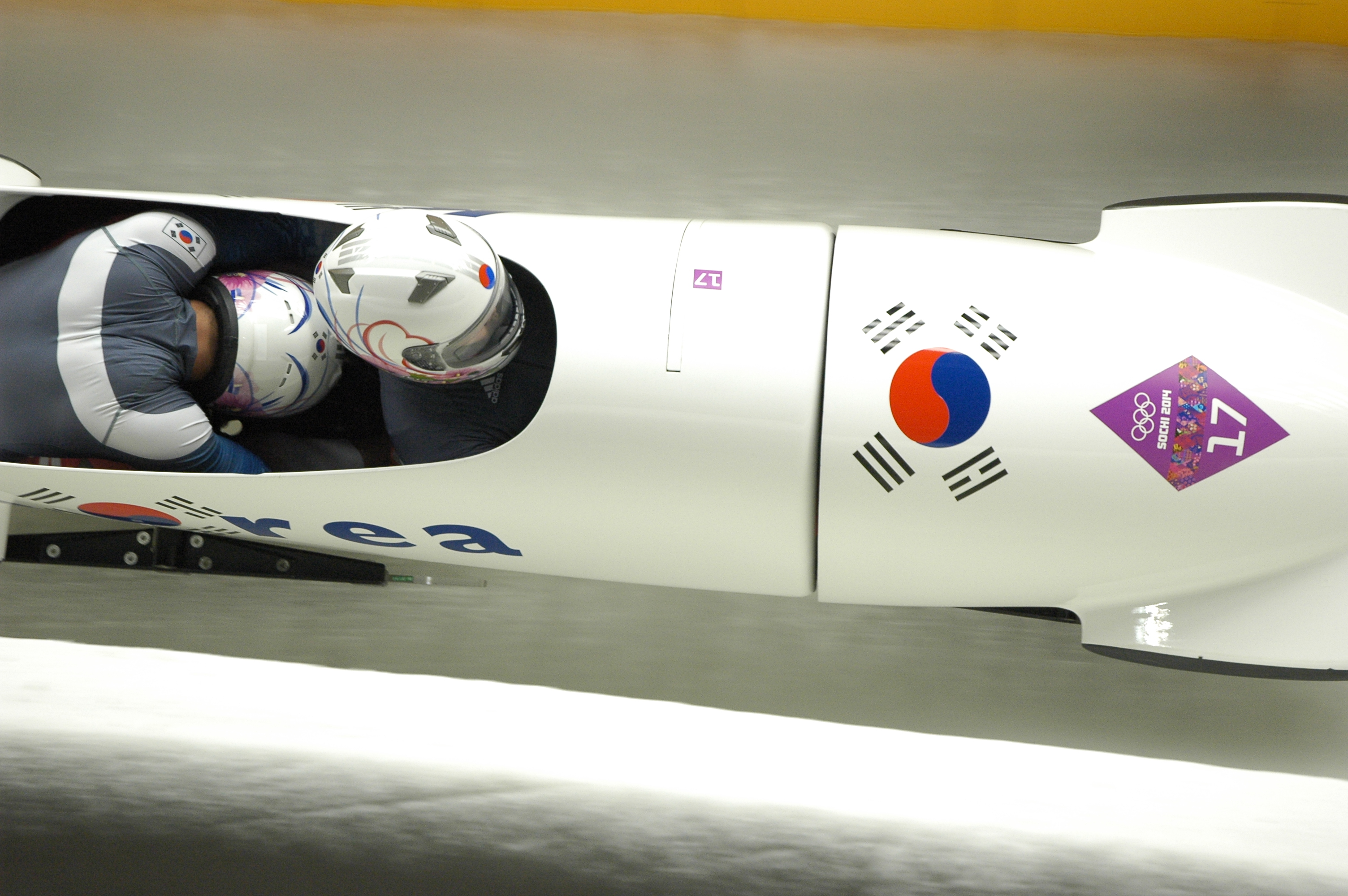
Der Zweierbob in Sotschi 2014, gesteuert von Won Yun-jong (vorne), der 2018 Silber gewann. Hinter ihm Bremser Seo Young-woo, ebenfalls Silber 2018

#### Curling
| Gelbes Symbol für Goldmedaillen mit stilisierten Olympischen Ringen | Graues Symbol für Silbermedaillen mit stilisierten Olympischen Ringen | Braundes Symbol für Bronzemedaillen mit stilisierten Olympischen Ringen |
| ------------------------------------------------------------------- | --------------------------------------------------------------------- | ----------------------------------------------------------------------- |
| —                                                                   | 1                                                                     | —                                                                       |

Das erste Curlingturnier mit südkoreanischer Beteiligung fand 2014 in Sotschi statt. Die Frauenmannschaft vom Gyeonggi-do CC gewann drei ihrer sechs Spiele und belegte Platz 8. Gegen die Schweizerinnen unterlag man 6:8.
Bei den heimischen Winterspielen 2018 in Pyeongchang nahmen eine Frauen- und eine Männermannschaft sowie ein gemischtes Doppel teil. Die Männermannschaft vom GyeongBuk Uiseong CC belegte nach vier Siegen in neun Spielen Platz 7. Das Spiel gegen die Schweiz konnte mit 8:7 gewonnen werden. Das Team der Frauen kam vom gleichen Verein. Acht von neun Vorrundenspielen wurden gewonnen, so auch gegen die Schweiz mit 7:5. Damit war die Mannschaft für das Halbfinale gegen Japan qualifiziert, dass mit 8:7 gewonnen wurde. Das Finale gegen Schweden ging mit 3:8 verloren. Das gemischte Doppel belegte nach zwei Siegen in sieben Spielen Platz 7 und schied damit aus. Gegen das Schweizer Duo verlor man mit 4:6.
| Name                          | Spiele           | Disziplin     | Anmerkung              |
| ----------------------------- | ---------------- | ------------- | ---------------------- |
| Nationalmannschaft der Frauen | 2018 Pyeongchang | Frauenturnier | erster Medaillengewinn |

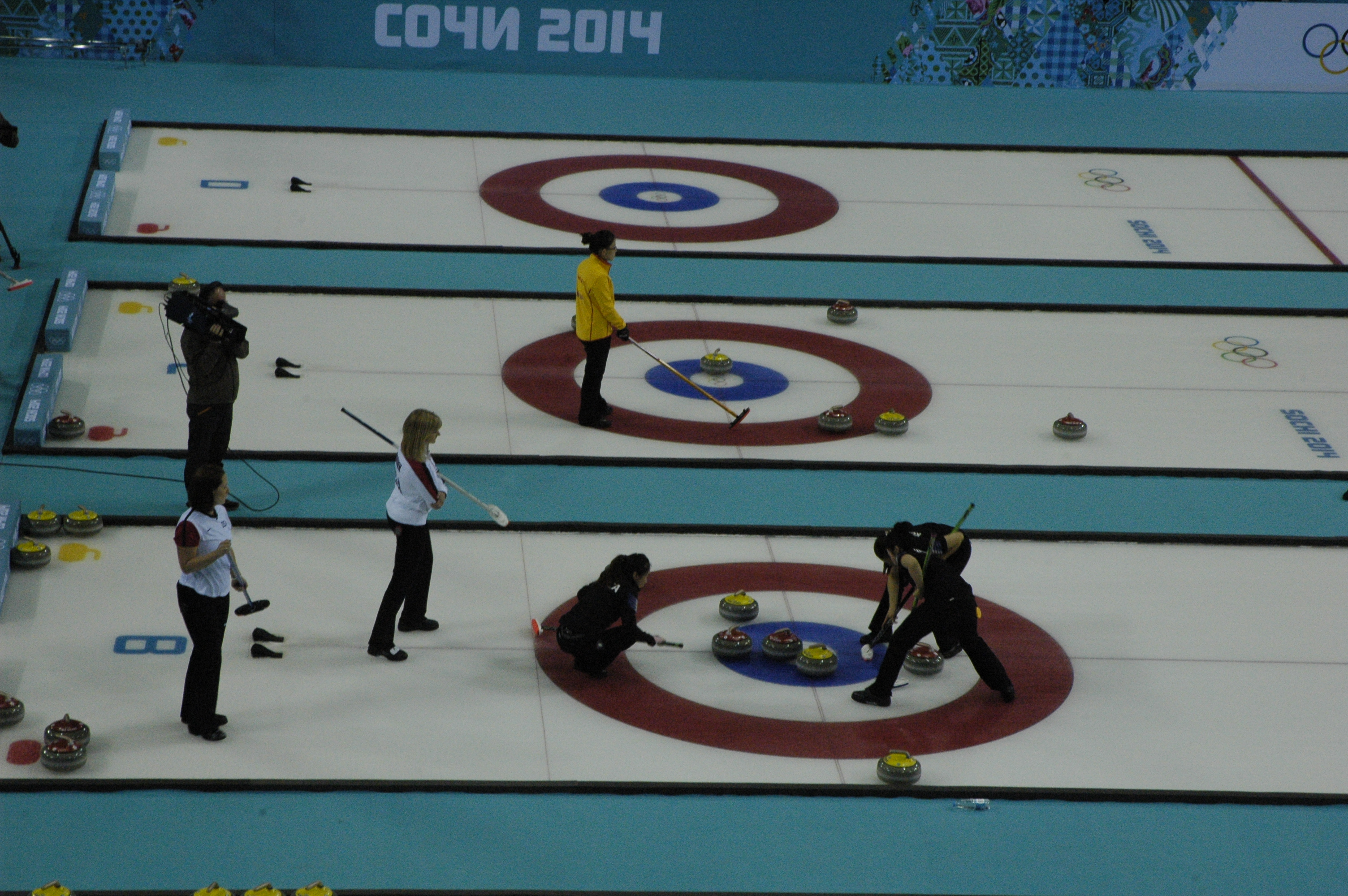
Szene vom vorletzten Spieltag 2014: Südkorea (schwarz) gegen USA
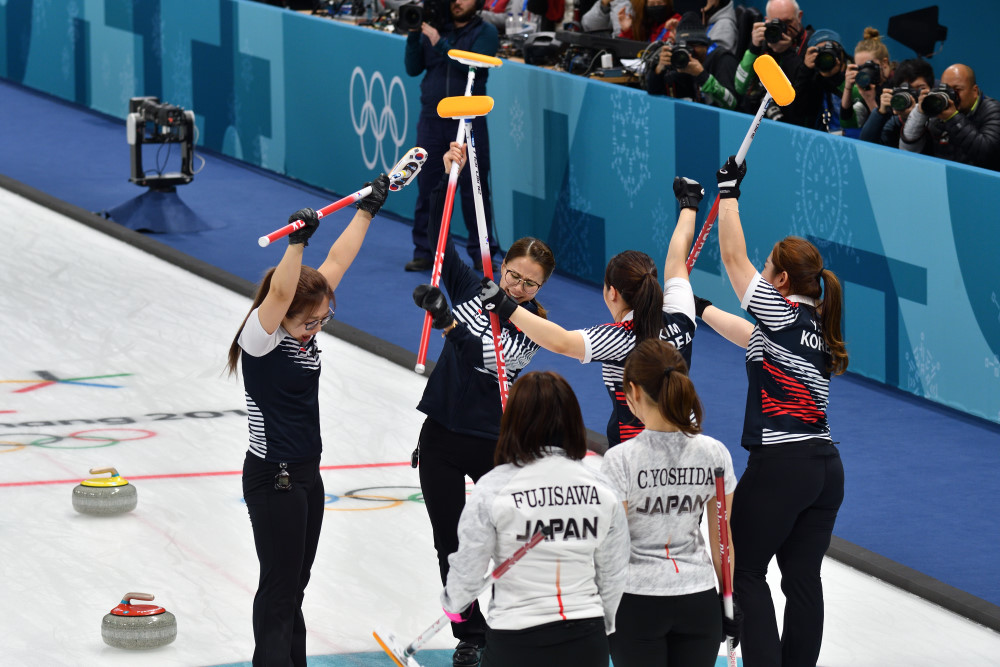
Halbfinale 2018: Die Südkoreanerinnen bejubeln ihren Sieg über Japan (weiß)

#### Eishockey
| Gelbes Symbol für Goldmedaillen mit stilisierten Olympischen Ringen | Graues Symbol für Silbermedaillen mit stilisierten Olympischen Ringen | Braundes Symbol für Bronzemedaillen mit stilisierten Olympischen Ringen |
| ------------------------------------------------------------------- | --------------------------------------------------------------------- | ----------------------------------------------------------------------- |
| —                                                                   | —                                                                     | —                                                                       |

Bis 2018 hatte Südkorea noch nie an einem olympischen Eishockeyturnier teilgenommen. In Pyeongchang trat neben einer Männermannschaft auch eine Frauenmannschaft an, die ein vereinigtes Team aus Süd- und Nordkorea bildete. Die Mannschaft trat zudem unter einem anderen Mannschaftskürzel (COR) an, zudem wurde die Koreanische Vereinigungsflagge genutzt. Anstelle der Nationalhymnen wurde das Volkslied Arirang gespielt. Das Team bestand aus 35 Spielerinnen, 23 aus Südkorea, 12 aus Nordkorea. Die Mannschaft konnte keines ihrer insgesamt fünf Spiele gewinnen. Gegen die Schweiz wurde in der Vorrunde mit 0:8 verloren. In der Platzierungsrunde traf man erneut auf die Schweiz und verlor mit 0:2. Auch das Spiel um Platz 7 gegen Schweden ging mit 1:6 verloren. Auch die Männer verloren alle Spiele. Auch sie verloren gegen die Schweiz in der Vorrunde mit 0:8.

#### Eiskunstlauf
| Gelbes Symbol für Goldmedaillen mit stilisierten Olympischen Ringen | Graues Symbol für Silbermedaillen mit stilisierten Olympischen Ringen | Braundes Symbol für Bronzemedaillen mit stilisierten Olympischen Ringen |
| ------------------------------------------------------------------- | --------------------------------------------------------------------- | ----------------------------------------------------------------------- |
| 1                                                                   | 1                                                                     | —                                                                       |

1968 gingen erstmals südkoreanische Eiskunstläufer an den Start. 2010 wurde Kim Yuna Olympiasiegerin im Einzel. 2014 gewann sie Silber. Bei den heimischen Winterspielen 2018 in Pyeongchang lief Choi Da-bin auf Platz 7 in der Einzelkonkurrenz.
| Name     | Spiele         | Disziplin | Anmerkung                              |
| -------- | -------------- | --------- | -------------------------------------- |
| Kim Yuna | 2010 Vancouver | Einzel    | erster Medaillengewinn und Olympiasieg |

| Name     | Spiele       | Disziplin | Anmerkung |
| -------- | ------------ | --------- | --------- |
| Kim Yuna | 2014 Sotschi | Einzel    |           |

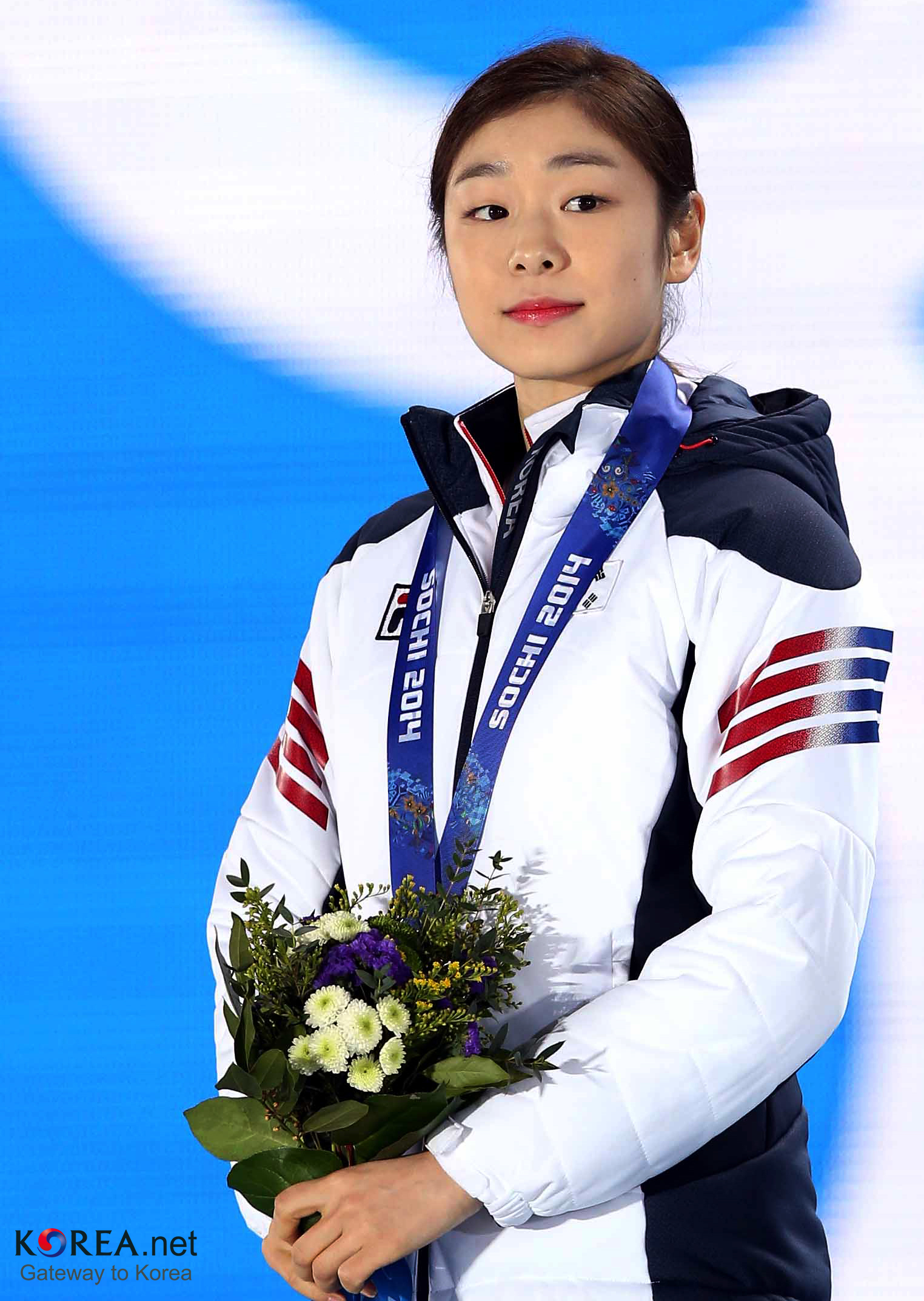
Kim Yuna, Olympiasiegerin 2010 und Silbermedaillistin 2014, bei der Siegerehrung in Sotschi 2014
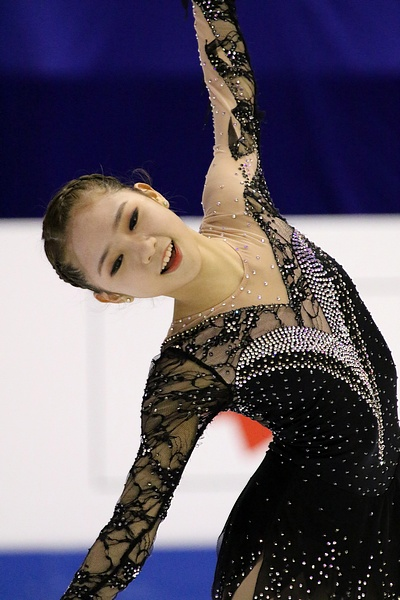
Choi Da-bin

#### Eisschnelllauf
| Gelbes Symbol für Goldmedaillen mit stilisierten Olympischen Ringen | Graues Symbol für Silbermedaillen mit stilisierten Olympischen Ringen | Braundes Symbol für Bronzemedaillen mit stilisierten Olympischen Ringen |
| ------------------------------------------------------------------- | --------------------------------------------------------------------- | ----------------------------------------------------------------------- |
| 5                                                                   | 8                                                                     | 3                                                                       |

Die erste südkoreanische Olympiamannschaft überhaupt bestand 1948 aus drei Eisschnellläufern. Zwar waren Eisschnellläufer bei allen folgenden Winterspiel-Teilnahmen dabei, doch konnte erst 1988 ein erster Erfolg erzielt werden. Bae Gi-tae lief über 500 Meter auf Platz 5. Über 1000 Meter wurde er Neunter. 1992 wurde die erste Medaille gewonnen. Kim Yoon-man gewann über 1000 Meter Silber. 1994 wurde Yoo Sun-hee Vierte über 500 Meter.
1998 Wurde Kim Yoon-man Siebter über 500 Meter, sein Teamkamerad Lee Kyu-hyeok belegte Platz 8. 2002 wurde Lee Fünfter über 500 Meter und jeweils Achter über 1000 und 1500 Meter. 2006 gewann Lee Kang-seok Bronze über 500 Meter, Choi Jae-bong wurde Achter. Lee Kyu-hyeok kam über 1000 Meter auf Platz 4. Bei den Frauen wurde Lee Sang-hwa Fünfte über 500 Meter.
2010 in Vancouver wurde Mo Tae-bum mit seinem Sieg über 500 Meter zum ersten südkoreanischen Olympiasieger im Eisschnelllauf. Lee Kang-seok wurde Vierter. Eine Silbermedaille kam über 1000 Meter hinzu. Über 1500 Meter wurde Mo Fünfter. Lee Seung-hoon gewann Silber über 5000 Meter und wurde über 10.000 Meter Olympiasieger. Der Niederländer Sven Kramer war zwar schneller gewesen, doch wurde er disqualifiziert, da er in der siebten Runde auf der falschen Bahn gelaufen war. In der Mannschaftsverfolgung belegte das südkoreanische Team Platz 5. Einen Tag nach Mo wurde Lee Sang-hwa ebenfalls Olympiasiegerin, auch sie gewann über 500 Meter.
2014 in Sotschi konnte Lee Sang-hwa ihren Olympiasieg über 500 Meter verteidigen. Dies schafften Mo Tae-bum über 500 Meter und Lee Seung-hoon über 10.000 Meter nicht, beide belegten den vierten Platz. In der Mannschaftsverfolgung gewann Südkoreas Männerteam Silber. Bei den heimischen Winterspielen 2018 in Pyeongchang gewann bei den Männern Cha Min-kyu Silber über 500 Meter. Kim Tae-yun holte Bronze über 1000 Meter, Kim Min-seok über 1500 Meter. Lee Seung-hoon wurde Vierter über 10.000 Meter und Fünfter über 5000 Meter. Dafür wurde er Olympiasieger im Massenstart. In der Mannschaftsverfolgung gewann das Männerteam Silber. Bei den Frauen gewann Lee Sang-hwa über 500 Meter Silber. Ebenfalls Silber gewann Kim Bo-reum im Massenstart.
| Name           | Spiele           | Disziplin    | Anmerkung          |
| -------------- | ---------------- | ------------ | ------------------ |
| Mo Tae-bum     | 2010 Vancouver   | 500 Meter    | erster Olympiasieg |
| Lee Seung-hoon | 2010 Vancouver   | 10.000 Meter |                    |
| Lee Sang-hwa   | 2010 Vancouver   | 500 Meter    |                    |
| Lee Sang-hwa   | 2014 Sotschi     | 500 Meter    |                    |
| Lee Seung-hoon | 2018 Pyeongchang | Massenstart  |                    |

| Name                                       | Spiele           | Disziplin             | Anmerkung              |
| ------------------------------------------ | ---------------- | --------------------- | ---------------------- |
| Kim Yoon-man                               | 1992 Albertville | 1000 Meter            | erster Medaillengewinn |
| Mo Tae-bum                                 | 2010 Vancouver   | 1000 Meter            |                        |
| Lee Seung-hoon                             | 2010 Vancouver   | 5000 Meter            |                        |
| Joo Hyong-jun Kim Cheol-min Lee Seung-hoon | 2014 Sotschi     | Mannschaftsverfolgung |                        |
| Cha Min-kyu                                | 2018 Pyeongchang | 500 Meter             |                        |
| Chung Jae-won Kim Min-seok Lee Seung-hoon  | 2018 Pyeongchang | Mannschaftsverfolgung |                        |
| Lee Sang-hwa                               | 2018 Pyeongchang | 500 Meter             |                        |
| Kim Bo-reum                                | 2018 Pyeongchang | Massenstart           |                        |

| Name          | Spiele           | Disziplin  | Anmerkung |
| ------------- | ---------------- | ---------- | --------- |
| Lee Kang-seok | 2006 Turin       | 500 Meter  |           |
| Kim Tae-yun   | 2018 Pyeongchang | 1000 Meter |           |
| Kim Min-seok  | 2018 Pyeongchang | 1500 Meter |           |

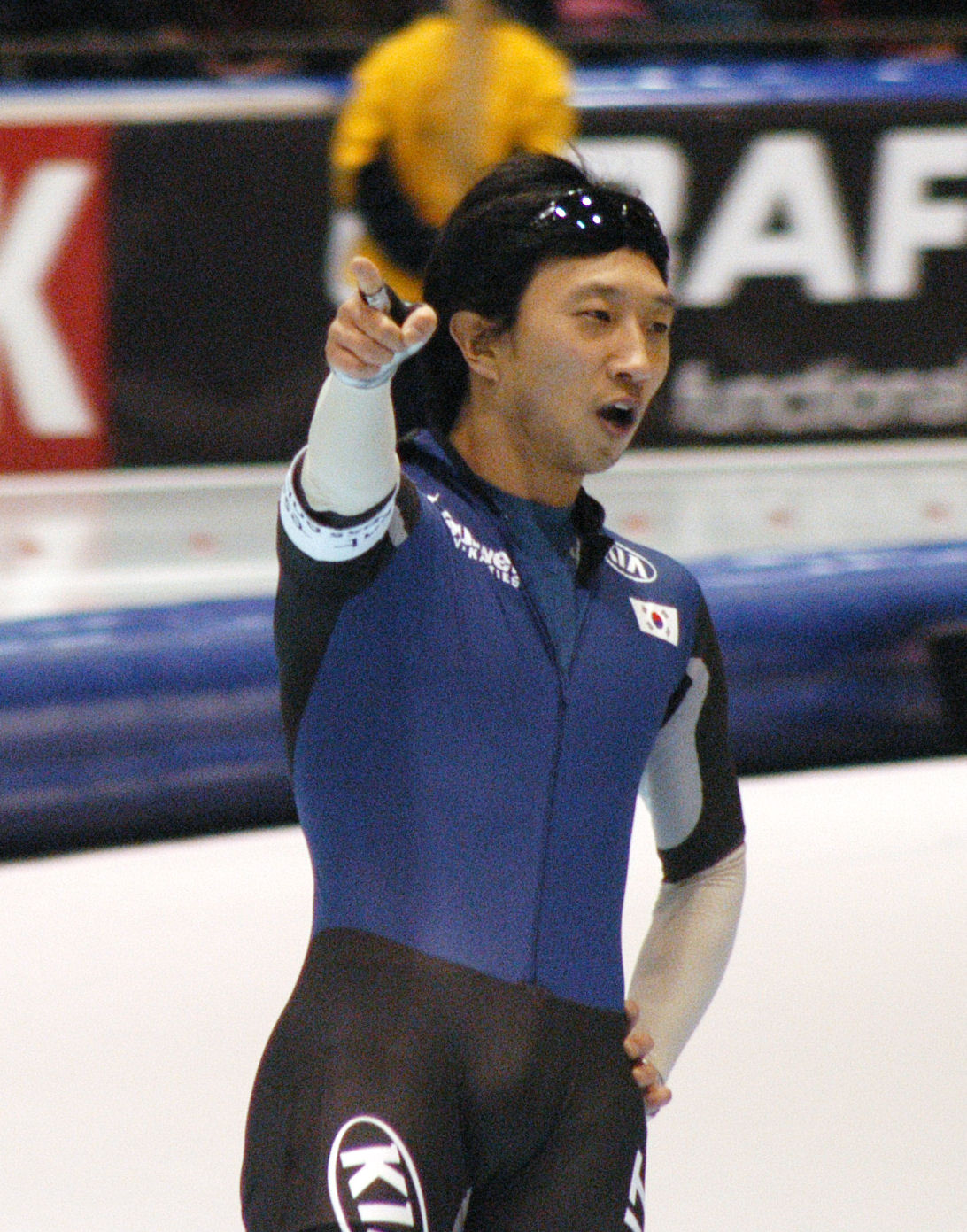
Lee Kyu-hyeok
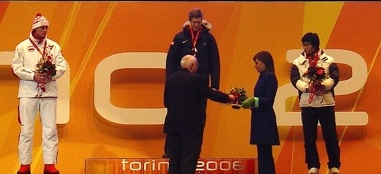
Siegerehrung des 500-Meter-Laufes 2006: ganz rechts mit Bronze Lee Kang-seok
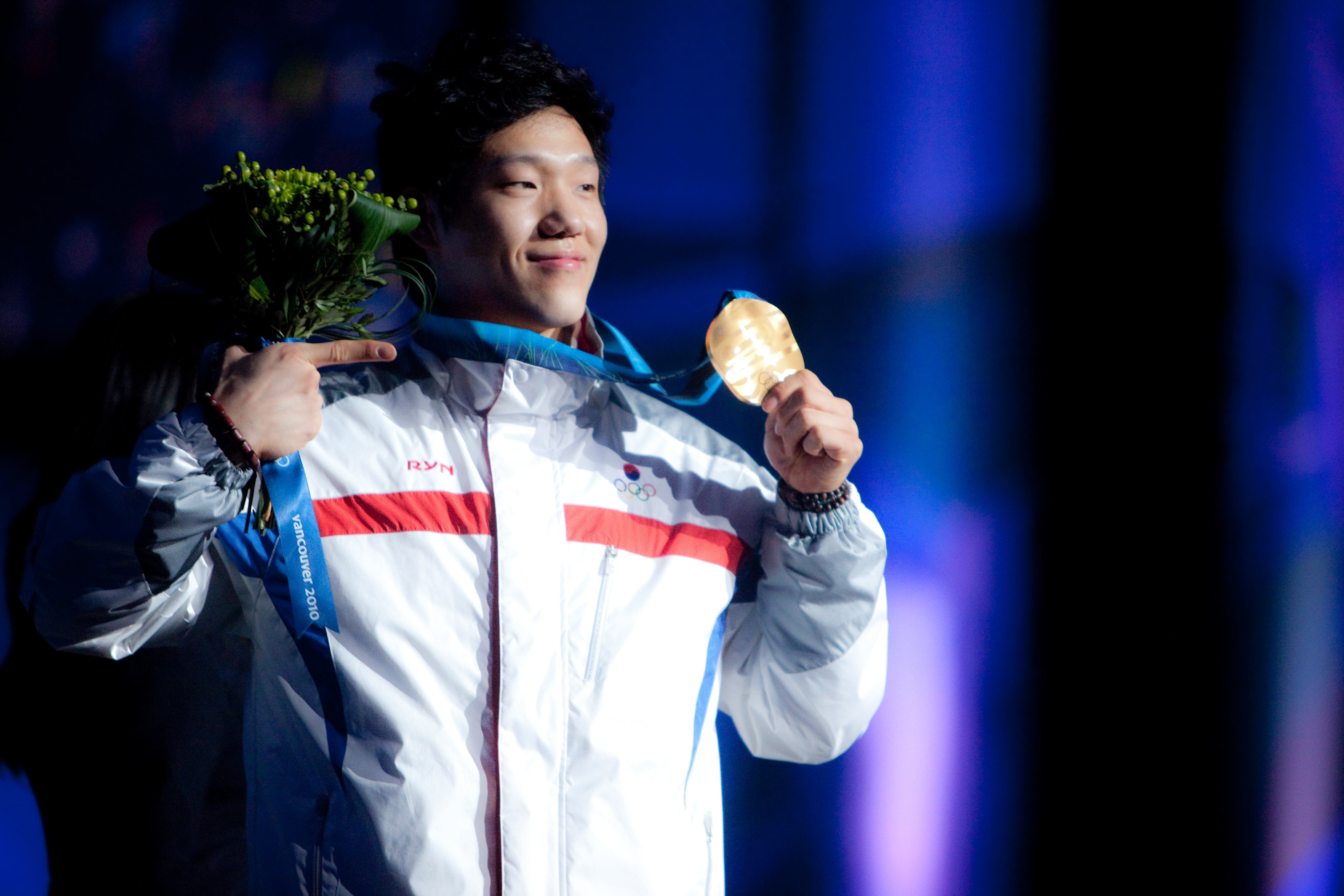
Mo Tae-bum mit seiner Goldmedaille über 500 Meter 2010
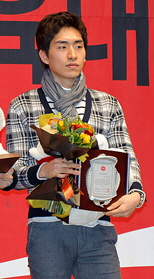
Lee Seung-hoon, Olympiasieg und Silber 2010 und 2018
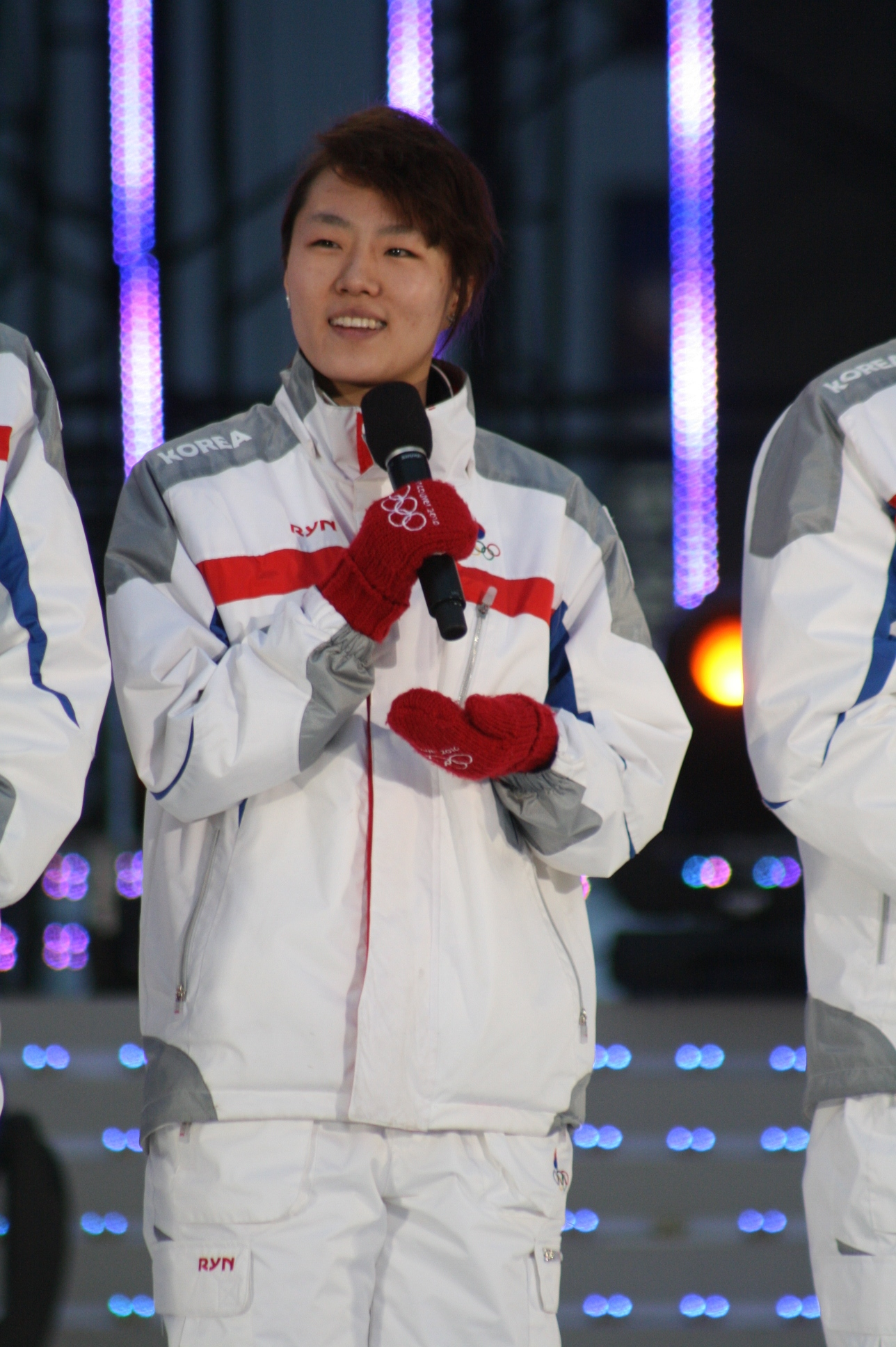
Lee Sang-hwa, Olympiasiegerin 2010 und 2014
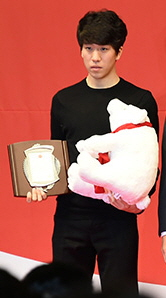
Kim Cheol-min, Mannschaftssilber 2014
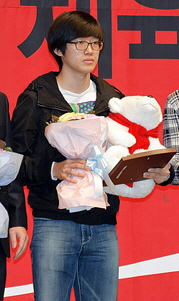
Joo Hyong-jun, Mannschaftssilber 2014

#### Freestyle Ski
| Gelbes Symbol für Goldmedaillen mit stilisierten Olympischen Ringen | Graues Symbol für Silbermedaillen mit stilisierten Olympischen Ringen | Braundes Symbol für Bronzemedaillen mit stilisierten Olympischen Ringen |
| ------------------------------------------------------------------- | --------------------------------------------------------------------- | ----------------------------------------------------------------------- |
| —                                                                   | —                                                                     | —                                                                       |

Freestyle Ski wurde 1992 olympische Sportart. Südkoreanische Freestyler gingen erstmals 2006 in Turin an den Start. Erfolge konnten bislang nicht gefeiert werden.

#### Nordische Kombination
| Gelbes Symbol für Goldmedaillen mit stilisierten Olympischen Ringen | Graues Symbol für Silbermedaillen mit stilisierten Olympischen Ringen | Braundes Symbol für Bronzemedaillen mit stilisierten Olympischen Ringen |
| ------------------------------------------------------------------- | --------------------------------------------------------------------- | ----------------------------------------------------------------------- |
| —                                                                   | —                                                                     | —                                                                       |

Das erste Mal nahm ein Südkoreaner bei den heimischen Winterspielen in Pyeongchang 2018 an der Nordischen Kombination teil, blieb dabei jedoch erfolglos.

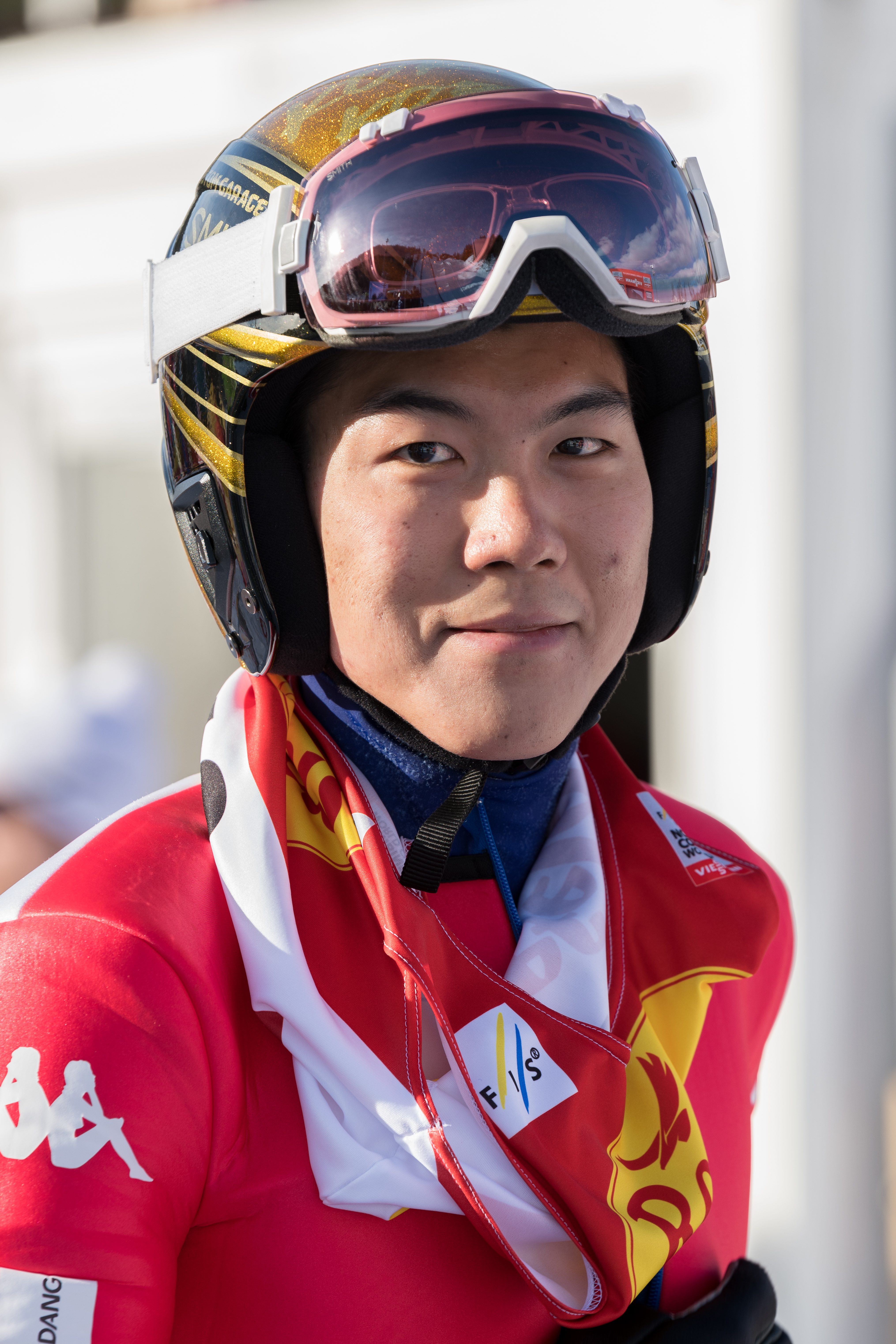
Park Je-un, Südkoreas bislang einziger Starter in der Nordischen Kombination

#### Rodeln
| Gelbes Symbol für Goldmedaillen mit stilisierten Olympischen Ringen | Graues Symbol für Silbermedaillen mit stilisierten Olympischen Ringen | Braundes Symbol für Bronzemedaillen mit stilisierten Olympischen Ringen |
| ------------------------------------------------------------------- | --------------------------------------------------------------------- | ----------------------------------------------------------------------- |
| —                                                                   | —                                                                     | —                                                                       |

Seit 1998 sind südkoreanische Rodler bei olympischen Wettkämpfen vertreten. Bei den heimischen Winterspielen in Pyeongchang 2018 erreichte der Doppelsitzer mit Cho Jung-myung und Park Jin-yong Platz 9. Im Frauen-Einer wurde Aileen Frisch, eine gebürtige Deutsche, die seit 2017 für Südkorea startet, Achte.

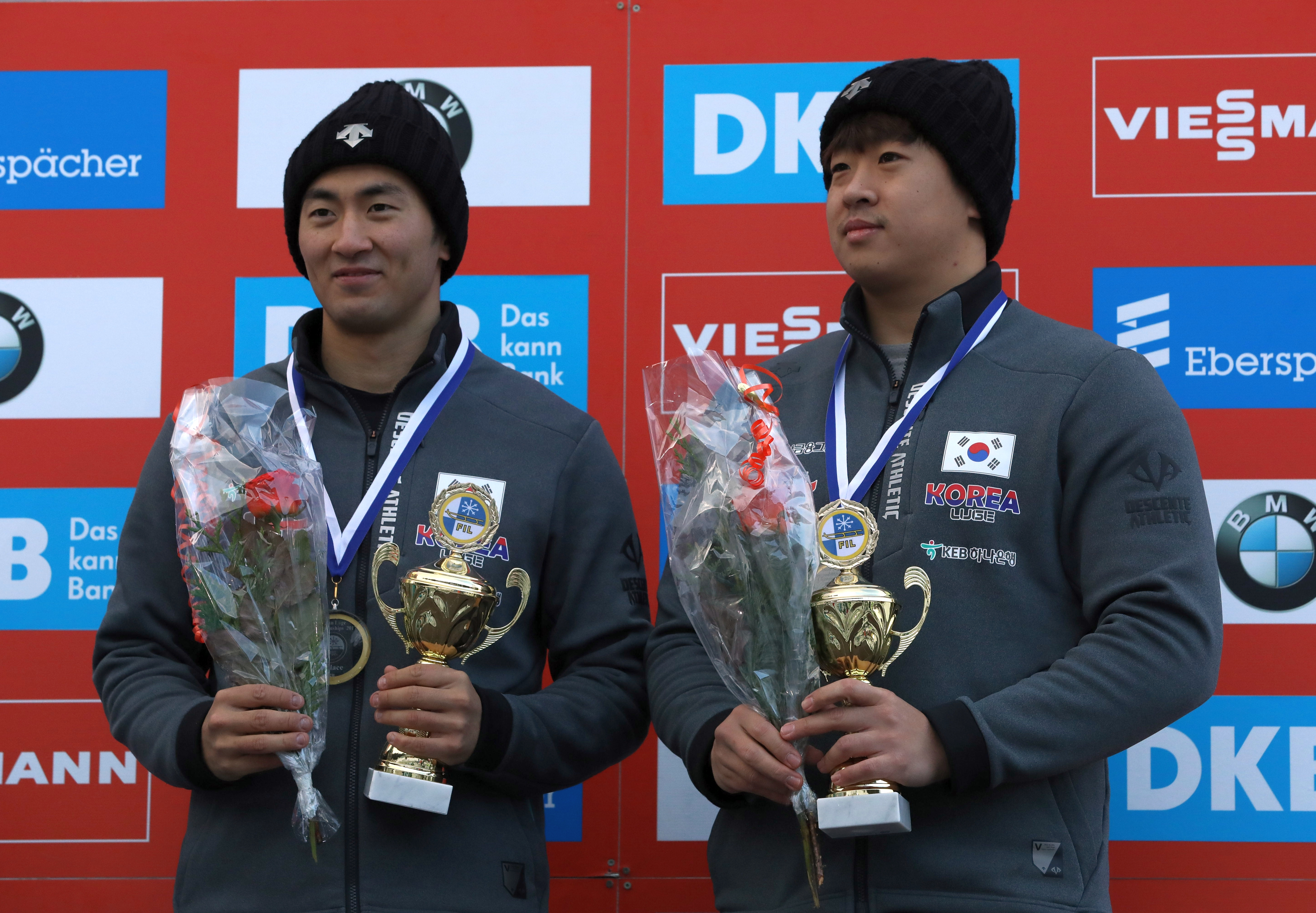
Park Jin-yong (l.) und Cho Jung-myung
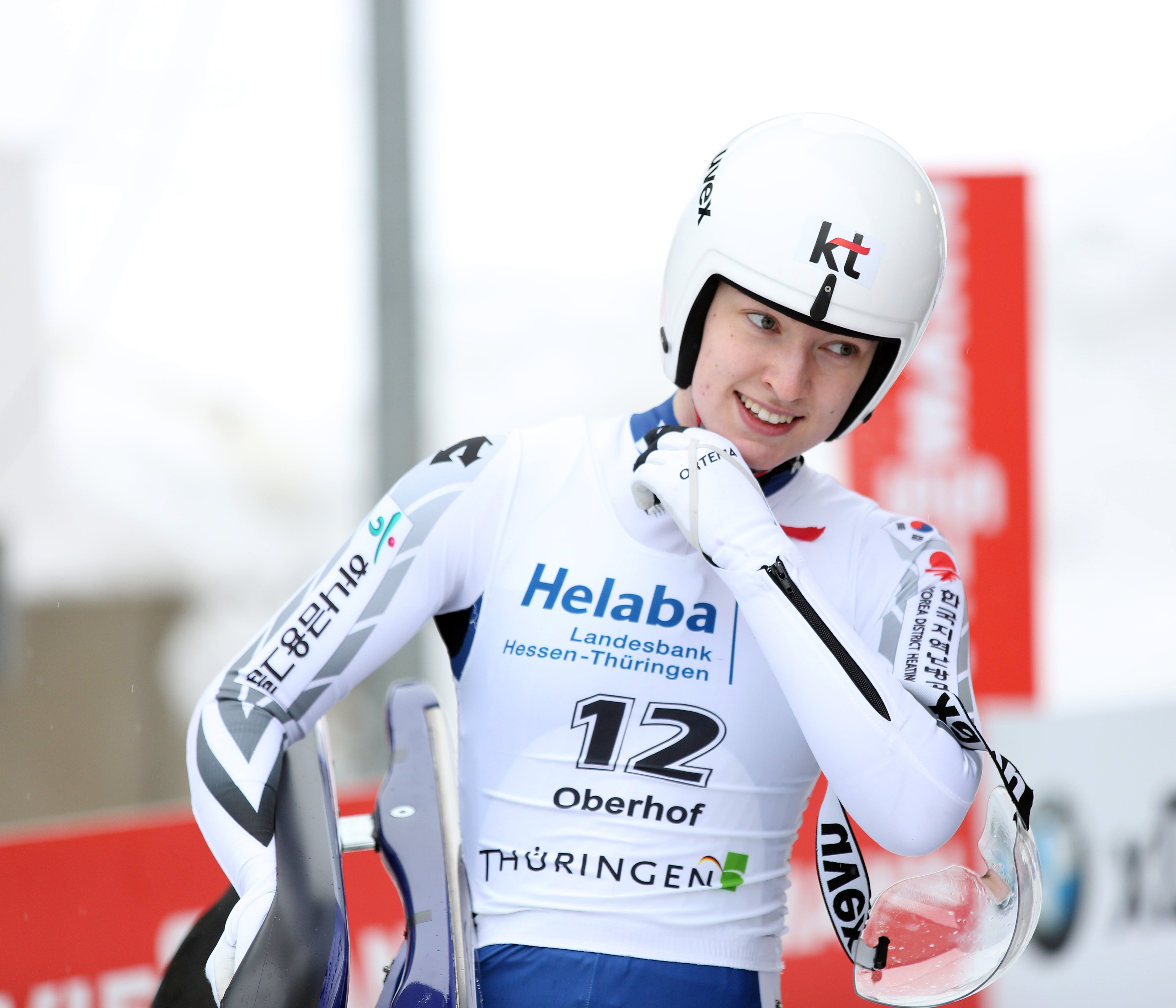
Aileen Frisch

#### Short Track
| Gelbes Symbol für Goldmedaillen mit stilisierten Olympischen Ringen | Graues Symbol für Silbermedaillen mit stilisierten Olympischen Ringen | Braundes Symbol für Bronzemedaillen mit stilisierten Olympischen Ringen |
| ------------------------------------------------------------------- | --------------------------------------------------------------------- | ----------------------------------------------------------------------- |
| 24                                                                  | 13                                                                    | 11                                                                      |

Das Short Track wurde 1992 olympische Sportart. Südkorea ist in dieser Sportart die führende Nation bei Olympischen Spielen. Von der Anzahl der Olympiasiege her (24) ist Short Track die erfolgreichste Sportart des Landes vor dem Bogenschießen (23). Auch in der Anzahl der Medaillen (48) führt Short Track vor Judo (43) und Bogenschießen (39). Zudem ist Short Track die Sportart in der die ersten südkoreanischen Olympiasiege bei Winterspielen erreicht wurden. Chun Lee-kyung gehört mit ihren vier Olympiasiegen zu den drei südkoreanischen Olympioniken, die vier Mal Gold gewinnen konnten.
Gleich bei der ersten Teilnahme gab es zwei Gold- und eine Bronzemedaille für Südkorea. In Albertville wurde Kim Ki-hoon Olympiasieger über 1000 Meter, Lee Joon-ho gewann Bronze. Die Staffel der Männer wurde ebenfalls Olympiasieger. Vier Mal Gold erreichten die südkoreanischen Shorttracker 1994 in Lillehammer. Bei den Männern wurde Chae Ji-hoon Olympiasieger über 500 Meter, Lee Joon-ho wurde Sechster. Über 1000 Meter gab es einen Doppelsieg. Titelverteidiger Kim Ki-hoon gewann Gold, Chae Ji-hoon Silber. Lee Joon-ho belegte Platz 5. Bei den Frauen holte Chun Lee-kyung über 1000 Meter ihre erste Goldmedaille. Kim So-hee gewann Bronze. Beide waren Mitglieder der Staffel, die ebenfalls Olympiasieger wurde. Im Rennen über 500 Meter belegte Won Hye-kyung Platz 4.
1998 konnten die Frauen ihren Erfolg wiederholen. Chun Lee-kyung verteidigte ihren Olympiasieg über 1000 Meter, Won Hye-kyung gewann Bronze. Chun gewann über 500 Meter zudem Bronze, Choi Min-kyung wurde Vierte. Die Frauenstaffel konnte ebenfalls ihren Olympiatitel verteidigen. Bei den Männern wurde Kim Dong-sung Olympiasieger über 1000 Meter. Die Staffel gewann Silber.
2002 in Salt Lake City gingen die Männer leer aus. Über 1000 Meter wurde Ahn Hyun-soo Vierter. Er wurde als Auslöser des Massensturzes in der letzten Finalrunde angesehen, durch den der australische Außenseiter Steven Bradbury völlig überraschend Olympiasieger wurde, weil er der Einzige war, der nicht zu Fall kam. Bei den Frauen wurde Ko Gi-hyun Olympiasiegerin über 1500 Meter vor ihrer Teamkollegin Choi Eun-kyung. Über 1000 Meter gewann Ko Silber. Die Frauenstaffel wurde zum dritten Mal in Folge Olympiasieger.
Ahn Hyun-soo und Lee Ho-suk sorgten 2006 in Turin für zwei Doppelsiege über 1000 und 1500 Meter. Über 500 Meter gewann Ahn zudem Bronze. Die Männerstaffel wurde Olympiasieger, die Frauenstaffel siegte zum vierten Mal in Folge. Jin Sun-yu gewann sowohl über 1000 als auch über 1500 Meter. Auf der längeren Distanz holte Choi Eun-kyung zudem Silber.
2010 in Vancouver gewann Lee Jung-su Gold über 1000 und 1500 Meter. Silber gewannen Sung Si-bak über 500 Meter und Lee Ho-suk über 1000 Meter. Die Staffel der Männer holte ebenfalls Silber, die Frauenstaffel wurde disqualifiziert, nachdem sie das Finalrennen in Weltrekordzeit beendet hatte. Kim Min-jung hatte nach Ansicht der Schiedsrichter die Chinesin Sun Linlin behindert und ins Stolpern gebracht. So blieb es bei der Silbermedaille für Lee Eun-byul über 1500 Meter. Park Seung-hi gewann Bronze über 1000 und 1500 Meter.
In Sotschi 2014 enttäuschten die Männer, deren Finalteilnahmen erfolglos blieben. Park Se-yeong wurde im Finale über 1000 Meter disqualifiziert, Lee Han-bin würde über 1500 Meter nur Siebter. Die Staffel konnte sich erst gar nicht für das Finale qualifizieren. Ein Koreaner gewann jedoch drei Goldmedaillen. Ahn Hyun-soo war 2011 russischer Staatsbürger geworden und startete seitdem unter dem Namen Viktor Ahn für Russland. Wie schon 2006 wurde er dreifacher Olympiasieger. Bei den Frauen wurde Park Seung-hi Olympiasiegerin über 1000 Meter, über 500 Meter gewann sie Bronze. Shim Suk-hee holte Silber über 1500 und Bronze über 1000 Meter. Die Frauenstaffel wurde zum insgesamt fünften Mal Olympiasieger.
Bei den heimischen Winterspielen 2018 in Pyeongchang wurde Lim Hyo-jun Olympiasieger über 1500 Meter, über 500 Meter gewann er Bronze, über 1000 Meter belegte er Platz 4. Über 500 Meter gewann Hwang Dae-heon Silber, Seo Yi-ra holte Bronze über 1000 Meter. Die Staffel der Männer erreichte Platz 4. Bei den Frauen wurde Choi Min-jeong Olympiasiegerin über 1500 Meter. Über 1000 Meter belegte sie Rang 4. Kim A-lang wurde Vierte über 1500 und Fünfte über 1000 Meter. Die Frauenstaffel holte zum insgesamt sechsten Mal olympisches Gold.
| Name                                                            | Spiele              | Disziplin     | Anmerkung                              |
| --------------------------------------------------------------- | ------------------- | ------------- | -------------------------------------- |
| Kim Ki-hoon                                                     | 1992 Albertville    | 1000 Meter    | erster Medaillengewinn und Olympiasieg |
| Sang Jae-kun Kim Ki-hoon Lee Joon-ho Mo Si-joo                  | 1992 Albertville    | Männerstaffel |                                        |
| Chae Ji-hoon                                                    | 1994 Lillehammer    | 500 Meter     |                                        |
| Kim Ki-hoon                                                     | 1994 Lillehammer    | 1000 Meter    |                                        |
| Chun Lee-kyung                                                  | 1994 Lillehammer    | 1000 Meter    |                                        |
| Chun Lee-kyung Kim So-hee Kim Yoon-mi Won Hye-kyung             | 1994 Lillehammer    | Frauenstaffel |                                        |
| Kim Dong-song                                                   | 1998 Nagano         | 1000 Meter    |                                        |
| Chun Lee-kyung                                                  | 1998 Nagano         | 1000 Meter    |                                        |
| Chun Lee-kyung Won Hye-kyung An Sang-mi Kim Yoon-mi             | 1998 Nagano         | Frauenstaffel |                                        |
| Ko Gi-hyun                                                      | 2002 Salt Lake City | 1500 Meter    |                                        |
| Choi Eun-kyung Choi Min-kyung Park Hye-won Joo Min-jin          | 2002 Salt Lake City | Frauenstaffel |                                        |
| Ahn Hyun-soo                                                    | 2006 Turin          | 1000 Meter    |                                        |
| Ahn Hyun-soo                                                    | 2006 Turin          | 1500 Meter    |                                        |
| Ahn Hyun-soo Lee Ho-suk Oh Se-jong Seo Ho-jin Song Suk-woo      | 2006 Turin          | Männerstaffel |                                        |
| Jin Sun-yu                                                      | 2006 Turin          | 1000 Meter    |                                        |
| Jin Sun-yu                                                      | 2006 Turin          | 1500 Meter    |                                        |
| Byun Chun-sa Choi Eun-kyung Jeon Da-hye Jin Sun-yu Kang Yun-mi  | 2006 Turin          | Frauenstaffel |                                        |
| Lee Sung-ju                                                     | 2010 Vancouver      | 1000 Meter    |                                        |
| Lee Sung-ju                                                     | 2010 Vancouver      | 1500 Meter    |                                        |
| Park Seung-hi                                                   | 2014 Sotschi        | 1000 Meter    |                                        |
| Shim Suk-hee Park Seung-hi Cho Ha-ri Kim A-lang Kong Sang-jeong | 2014 Sotschi        | Frauenstaffel |                                        |
| Lim Hyo-jun                                                     | 2018 Pyeongchang    | 1500 Meter    |                                        |
| Choi Min-jeong                                                  | 2018 Pyeongchang    | 1500 Meter    |                                        |
| Choi Min-jeong Kim A-lang Kim Ye-jin Lee Yu-bin Shim Suk-hee    | 2018 Pyeongchang    | Frauenstaffel |                                        |

| Name                                                          | Spiele              | Disziplin     | Anmerkung |
| ------------------------------------------------------------- | ------------------- | ------------- | --------- |
| Chae Ji-hoon                                                  | 1994 Lillehammer    | 1000 Meter    |           |
| Chae Ji-hoon Lee Jun-hwan Lee Ho-eung Kim Dong-song           | 1998 Nagano         | Männerstaffel |           |
| Ko Gi-hyun                                                    | 2002 Salt Lake City | 1000 Meter    |           |
| Choi Eun-kyung                                                | 2002 Salt Lake City | 1500 Meter    |           |
| Lee Ho-suk                                                    | 2006 Turin          | 1000 Meter    |           |
| Lee Ho-suk                                                    | 2006 Turin          | 1500 Meter    |           |
| Choi Eun-kyung                                                | 2006 Turin          | 1500 Meter    |           |
| Sung Si-bak                                                   | 2010 Vancouver      | 500 Meter     |           |
| Lee Ho-suk                                                    | 2010 Vancouver      | 1000 Meter    |           |
| Kwak Yoon-gy Lee So-huk Lee Sung-yu Sung Si-bak Kim Seoung-il | 2010 Vancouver      | Männerstaffel |           |
| Lee Eun-byul                                                  | 2010 Vancouver      | 1500 Meter    |           |
| Shim Suk-hee                                                  | 2014 Sotschi        | 1500 Meter    |           |
| Hwang Dae-heon                                                | 2018 Pyeongchang    | 500 Meter     |           |

| Name           | Spiele           | Disziplin  | Anmerkung |
| -------------- | ---------------- | ---------- | --------- |
| Lee Joon-ho    | 1992 Albertville | 1000 Meter |           |
| Kim So-hee     | 1994 Lillehammer | 1000 Meter |           |
| Chan Lee-kyung | 1998 Nagano      | 500 Meter  |           |
| Won Hye-kyung  | 1998 Nagano      | 1000 Meter |           |
| Ahn Hyun-soo   | 2006 Turin       | 500 Meter  |           |
| Park Seung-hi  | 2010 Vancouver   | 1000 Meter |           |
| Park Seung-hi  | 2010 Vancouver   | 1500 Meter |           |
| Park Seung-hi  | 2014 Sotschi     | 1000 Meter |           |
| Shim Suk-hee   | 2014 Sotschi     | 1000 Meter |           |
| Lim Hyo-jun    | 2018 Pyeongchang | 500 Meter  |           |
| Seo Yi-ra      | 2018 Pyeongchang | 1000 Meter |           |

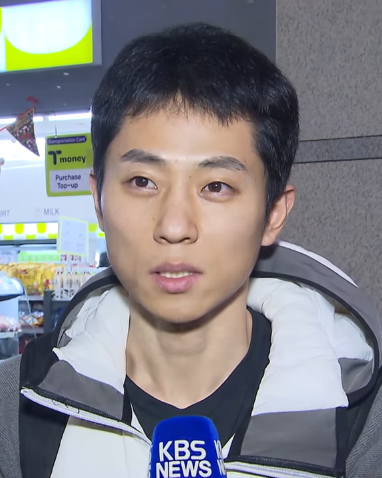
Ahn Hyun-soo, dreifacher Olympiasieger 2006 und 2014 (als Wiktor Ahn für Russland startend)
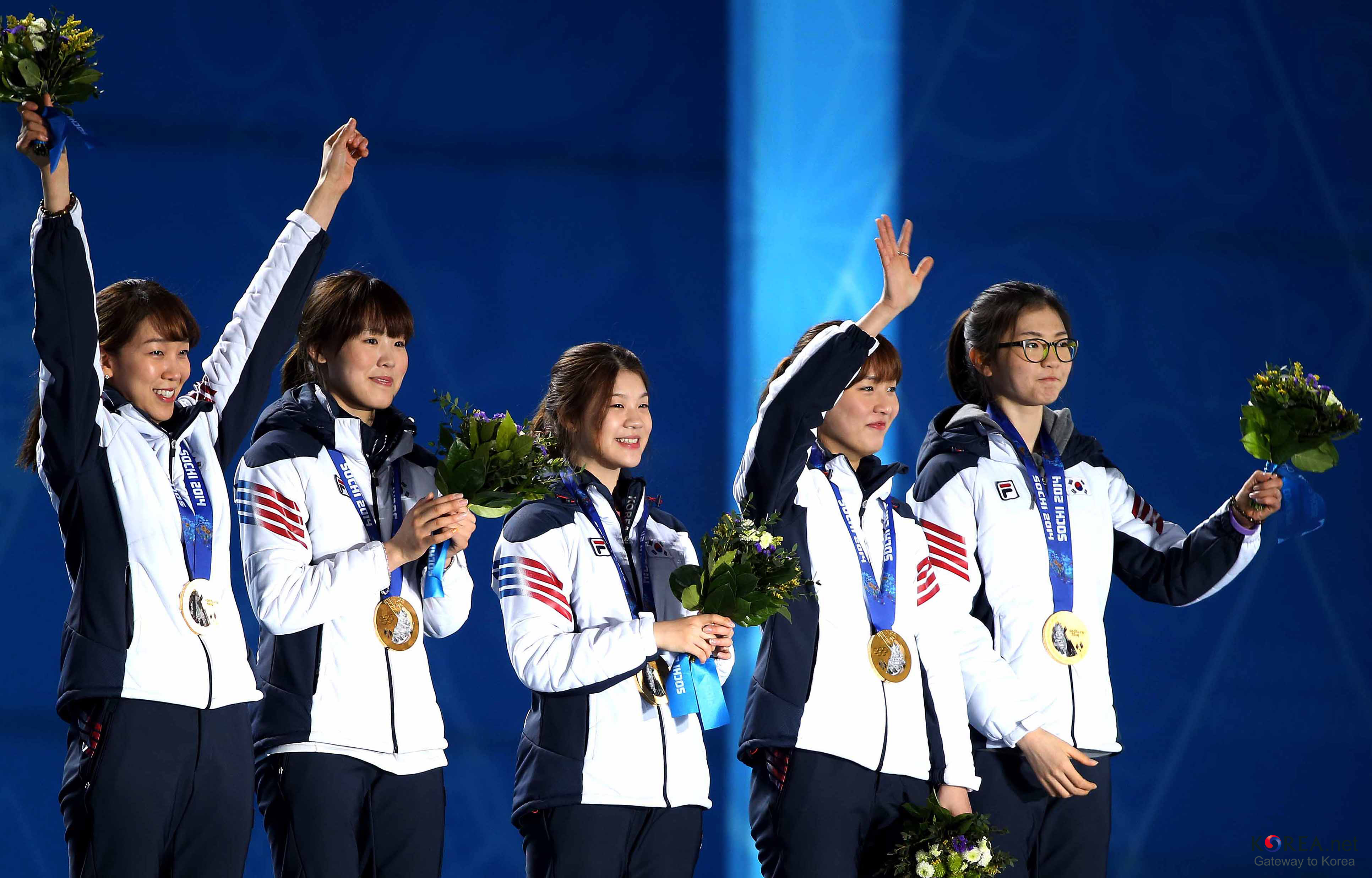
Siegerehrung 2014 für die siegreiche südkoreanische Staffel (v. l. n. r.): Cho Ha-ri, Kong Sang-jeong, Kim A-lang, Park Seung-hi, Shim Suk-hee

#### Skeleton
| Gelbes Symbol für Goldmedaillen mit stilisierten Olympischen Ringen | Graues Symbol für Silbermedaillen mit stilisierten Olympischen Ringen | Braundes Symbol für Bronzemedaillen mit stilisierten Olympischen Ringen |
| ------------------------------------------------------------------- | --------------------------------------------------------------------- | ----------------------------------------------------------------------- |
| 1                                                                   | —                                                                     | —                                                                       |

Skeleton wurde nach 1928 und 1948 erstmals wieder 2002 in Salt Lake City olympische Sportart. Seitdem ist Südkorea im Skeleton vertreten. Bei den heimischen Winterspielen 2018 in Pyeongchang wurde Yun Sung-bin Olympiasieger. Sein Teamkollege Kim Ji-soo erreichte Platz 6.
| Name         | Spiele           | Disziplin | Anmerkung                              |
| ------------ | ---------------- | --------- | -------------------------------------- |
| Yun Sung-bin | 2018 Pyeongchang |           | erster Medaillengewinn und Olympiasieg |

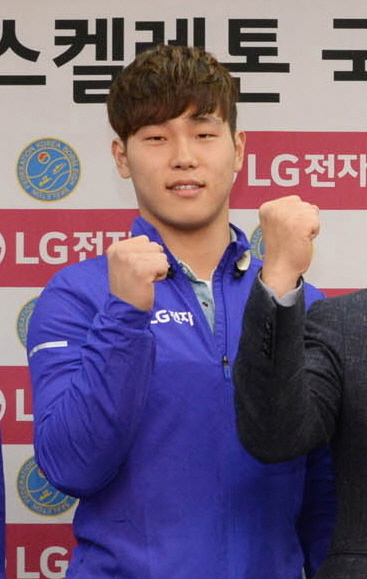
Yun Sung-bin, Olympiasieger 2018

#### Ski Alpin
| Gelbes Symbol für Goldmedaillen mit stilisierten Olympischen Ringen | Graues Symbol für Silbermedaillen mit stilisierten Olympischen Ringen | Braundes Symbol für Bronzemedaillen mit stilisierten Olympischen Ringen |
| ------------------------------------------------------------------- | --------------------------------------------------------------------- | ----------------------------------------------------------------------- |
| —                                                                   | —                                                                     | —                                                                       |

Skirennfahrer aus Südkorea nehmen seit 1960 an den alpinen Wettbewerben der Olympischen Winterspiele teil. Kein Teilnehmer erreichte eine Top-10-Platzierung.

#### Skilanglauf
| Gelbes Symbol für Goldmedaillen mit stilisierten Olympischen Ringen | Graues Symbol für Silbermedaillen mit stilisierten Olympischen Ringen | Braundes Symbol für Bronzemedaillen mit stilisierten Olympischen Ringen |
| ------------------------------------------------------------------- | --------------------------------------------------------------------- | ----------------------------------------------------------------------- |
| —                                                                   | —                                                                     | —                                                                       |

Skilanglauf wird seit 1960 von südkoreanischen Athleten bei Winterspielen ausgeübt. Bislang konnte kein Teilnehmer in die Top 10 vordringen.

#### Skispringen
| Gelbes Symbol für Goldmedaillen mit stilisierten Olympischen Ringen | Graues Symbol für Silbermedaillen mit stilisierten Olympischen Ringen | Braundes Symbol für Bronzemedaillen mit stilisierten Olympischen Ringen |
| ------------------------------------------------------------------- | --------------------------------------------------------------------- | ----------------------------------------------------------------------- |
| —                                                                   | —                                                                     | —                                                                       |

Die ersten südkoreanischen Skispringer gingen 1998 an den Start. Bislang konnte kein Athlet seinen Wettkampf unter den ersten Zehn beenden.

#### Snowboard
| Gelbes Symbol für Goldmedaillen mit stilisierten Olympischen Ringen | Graues Symbol für Silbermedaillen mit stilisierten Olympischen Ringen | Braundes Symbol für Bronzemedaillen mit stilisierten Olympischen Ringen |
| ------------------------------------------------------------------- | --------------------------------------------------------------------- | ----------------------------------------------------------------------- |
| —                                                                   | 1                                                                     | —                                                                       |

Erst 2010 nahm erstmals ein südkoreanischer Snowboarder teil. Bei den heimischen Winterspielen in Pyeongchang 2018 gewann Lee Sang-ho Silber im Parallel-Riesenslalom. Im Viertelfinale hatte er den Österreicher Benjamin Karl besiegt. Im Finale unterlag er dem Schweizer Nevin Galmarini.
| Name        | Spiele           | Disziplin             | Anmerkung              |
| ----------- | ---------------- | --------------------- | ---------------------- |
| Lee Sang-ho | 2018 Pyeongchang | Parallel-Riesenslalom | erster Medaillengewinn |

### Jugendspiele

#### Jugend-Sommerspiele
Bei der ersten Austragung der Olympischen Jugend-Sommerspiele 2010 in Singapur nahmen 72 südkoreanische Jugendliche teil, davon 34 Jungen und 38 Mädchen. Insgesamt wurden 19 Medaillen gewonnen.
Elf Olympiasiege gab es zu feiern. Im Taekwondo siegten Seo Byeong-deok im Mittelgewicht und Kim Jin-hak im Halbschwergewicht. Jeon Soo-yeon siegte bei den Frauen im Halbschwergewicht. Gold gewannen Kwak Ye-ji im Bogenschießen, Song Jong-hun im Säbelfechten, der Schwimmer Chang Gyu-cheol über 100 Meter Schmetterling sowie der moderne Fünfkämpfer Kim Dae-beom. Im Judo siegten Lee Jae-hyung im Halbschwergewicht der Jungen und Bae Seul-bi im Fliegengewicht der Mädchen. Die beiden letzten Goldmedaillen gingen an die Sportschützinnen Kim Jang-mi mit der Luftpistole und Go Do-won mit dem Luftgewehr. Silber gewann die Handballmannschaft der Jungen, die im Finale Ägypten mit 25:35 unterlag. Das gemischte Doppel Kim Dong-hyun und Yang Ha-eun gewann im Tischtennis Silber. Weitere Silbermedaillen gewannen der Schwimmer Chang Gyu-cheol über 50 Meter Schmetterling und die Freistilringerin Moon Jin-jiu im Schwergewicht. Im Mädcheneinzel des Tischtennisturniers gewann Yang Ha-eun Bronze. Auch der Fechter Lee Kwang-hyun im Florettfechten, Kang Ji-wook im Badmintoneinzel der Jungen und der Schütze Choi Dae-han mit der Luftpistole holten Bronze. Die Judoka Bae Seul-bi gewann eine weitere Bronzemedaille, die jedoch in Südkoreas Medaillenspiegel nicht berücksichtigt wird. Bae war Mitglied der gemischten Judo-Mannschaft Tokyo. Die Basketballmannschaft der Mädchen erreichte das Platzierungsspiel um Platz 7 und schlug Deutschland mit 18:17.
Vier Jahre später fanden die Jugend-Sommerspiele in Nanjing statt. 73 Jugendliche, 41 Jungen und 32 Mädchen, gewannen insgesamt 15 Medaillen.
Olympiasieger wurden der Bogenschütze Lee Woo-seok bei den Jungen, die Degenfechterin Lee Sin-hee, die Golferin Lee So-young sowie die Handballmannschaft der Mädchen, die im Finale Russland mit 32:31 besiegten. Sechs Silbermedaillen gingen nach Südkorea durch den Säbelfechter Kim Dong-ju, dem gemischten Golfteam Lee So-young und Youm Eun-ho, dem Sportschützen Kim Cheong-yong mit der Luftpistole, der Schwimmerin Yang Ji-won über 200 Meter Brust, dem Taekwondoin Joo Dong-hun im Fliegengewicht und die Fußballmannschaft der Jungen, die im Finale gegen Peru mit 1:2 verloren. Bronze gewannen die Bogenschützin Lee Eung-yeong, der Leichtathlet Kim Gyeong-tae über 110 Meter Hürden, der Turner Lim Myong-woo am Boden, die Judoka Lee Hye-kyeong im Federgewicht und die Sportschützin Kim Min-jung mit der Luftpistole. Eine Gold-, eine Silber- und zwei Bronzemedaillen wurden von Athleten gewonnen, die in gemischten Teams antraten. Diese Medaillen werden nicht in Südkoreas Medaillenspiegel berücksichtigt. Die Fechter Kim DOng-ju und Lee Sin-hee wurden mit der Mannschaft Asia-Oceania 1 Olympiasieger. Im Judo gewann Ryu Seunghwan mit dem Team Geesink Silber, Lee Hye-kyeong mit dem Team Douillet Bronze. Ebenfalls Bronze gewann der moderne Fünfkämpfer Park Gi-lung mit seiner italienischen Partnerin Aurora Tognetti.

#### Jugend-Winterspiele

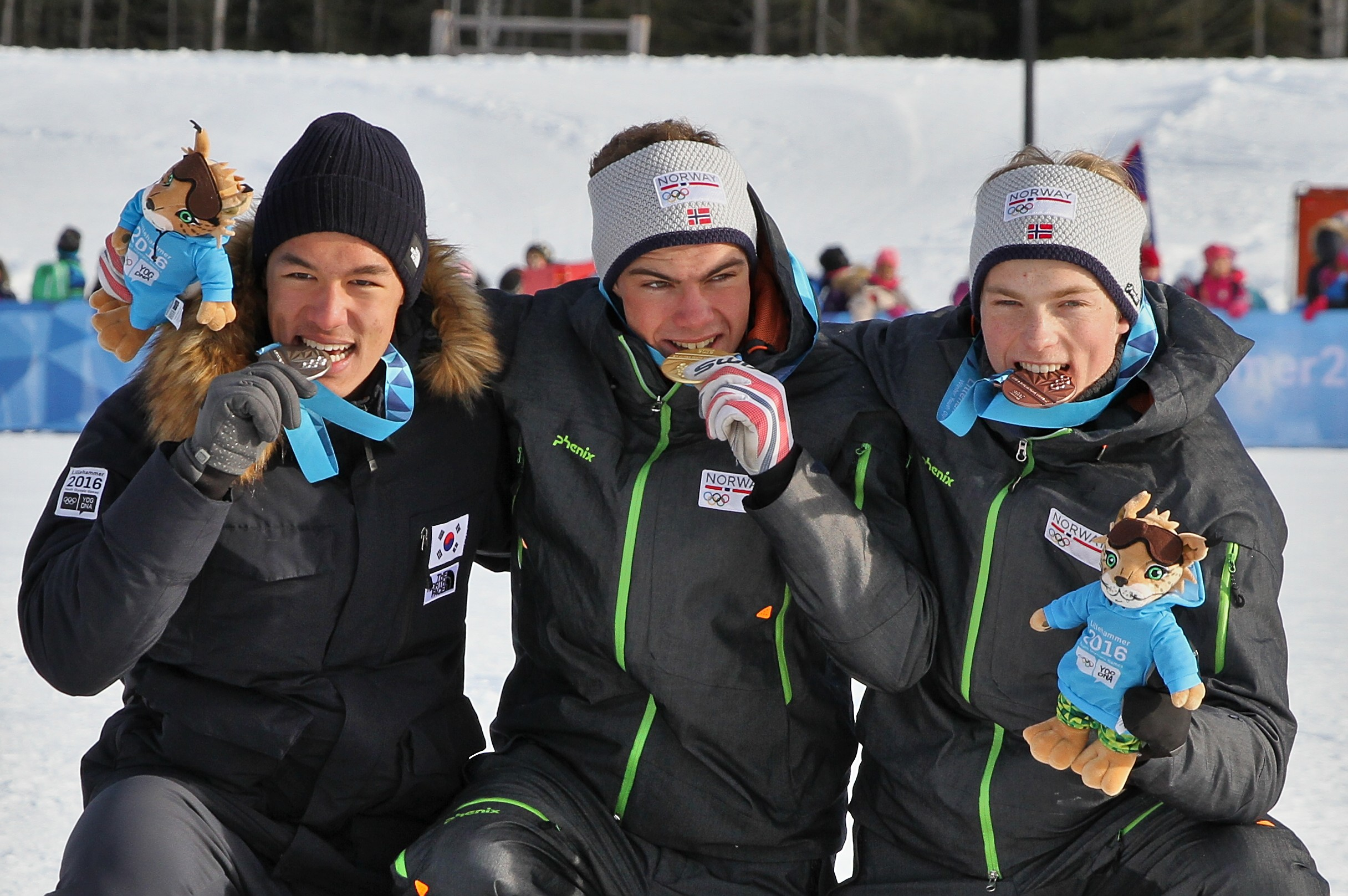
Kim Magnus (l.) mit seiner Silbermedaille 2016

In Innsbruck fanden 2012 die ersten Jugend-Winterspiele statt. Die südkoreanische Mannschaft bestand aus 28 Jugendlichen, davon 15 Jungen und 13 Mädchen, die insgesamt elf Medaillen, alle im Short Track und im Eisschnelllauf, gewinnen konnten. Im Short Track wurden bei den Jungen Su Min-yoon über 500 Meter und Hyo Jun-lim über 1000 Meter Olympiasieger. Bei den Mädchen wurde Shim Suk-hee Doppelolympiasiegerin über 500 und 1000 Meter. Silber gewannen Hyo Jun-lim über 500 und Su Min-yoon über 1000 Meter. Im Eisschnelllauf gab es bei den Mädchen mit Jang Mi ebenfalls eine Doppelsiegerin. Sie gewann die Wettkämpfe über 500 und 1500 Meter. Im Massenstart der Mädchen holte Su Ji-jang Silber. Über 3000 Meter gewann sie Bronze. Ebenfalls Bronze gewann Hyeok Jun-noh über 3000 Meter der Jungen. Das Curlingteam verlor sein Vorrundenspiel gegen die Schweiz mit 2:6. Im Eiskunstlauf belegten sowohl Park So-youn wie auch ihr Teamkamerad Li Jun-young jeweils Platz 4. Eine Gold-, eine Silber- und zwei Bronzemedaillen wurden in gemischten Teams gewonnen. Diese Medaillen werden nicht in Südkoreas Medaillenspiegel berücksichtigt. Gold gewann die Shorttrackerin Park Jung-hyun mit dem Team B. Team A mit Shim Suk-hee gewann Bronze. Silber gewann die Curlingspielerin Kim Eun-bi. Mit ihrem norwegischen Partner Martin Sesaker gewann sie Silber im gemischten Doppel. Im Finale verloren sie gegen die Deutsche Kim Muskatewitz und ihrem Schweizer Partner Michael Brunner. Eine weitere Bronzemedaille gewann die Eiskunstläuferin Park So-youn, die in der gemischten Mannschaft Team 6 antrat.
2016 wurden die zweiten Jugend-Winterspiele in Lillehammer durchgeführt. 30 südkoreanische Jugendliche, 16 Jungen und 14 Mädchen, gewann insgesamt 16 Medaillen, davon alleine zehn goldene. Im Short Track wurden bei den Jungen Hong Kyung-hwan über 500 Meter Hwang Dae-heon über 1000 Meter Olympiasieger. Bei den Mädchen siegte Kim Ji-yoo über 1000 Meter. Lee Su-youn holte hier Silber. Im Eisschnelllauf wurden bei den Jungen Kim Min-seok Olympiasieger über 1500 Meter und im Massenstart. Im Massenstart gewann Chung Chae-woong Silber, über 500 Meter holte er Bronze. Bei den Mädchen siegte Kim Min-sun über 500 Meter sowie Park Ji-woo über 1500 Meter und im Massenstart. Dort holte Kim Min-suk Bronze. Drei Medaillen gewann der Skilangläufer Kim Magnus. Im Crosslauf und über 10 Kilometer in der freien Technik wurde er Olympiasieger. Im Sprint gewann er Silber. Bronze gewann die Snowboarderin Jeong Yu-rim in der Halfpipe. Bei den Jungen belegte Lee Min-sik Platz 4 in der Halfpipe. Zwei Goldmedaillen wurden nicht im Medaillenspiegel berücksichtigt. Shorttrackerin Kim Ji-yoo gewann mit ihrer gemischten Mannschaft Team B Gold, ebenso wie der Eisschnellläufer Chung Jae-woong mit dem Team 6. Das gemischte Eiskunstlauf-Team Motivation mit Byun Ji-hyun belegte Platz 4.

## Teilnehmer nach Sportart

### Sommerspiele
| Sportart           | Jahr | Jahr | Jahr | Jahr | Jahr | Jahr | Jahr | Jahr | Jahr | Jahr | Jahr | Jahr | Jahr | Jahr | Jahr | Jahr | Jahr |
| Sportart           | 1948 | 1952 | 1956 | 1960 | 1964 | 1968 | 1972 | 1976 | 1984 | 1988 | 1992 | 1996 | 2000 | 2004 | 2008 | 2012 | 2016 |
| ------------------ | ---- | ---- | ---- | ---- | ---- | ---- | ---- | ---- | ---- | ---- | ---- | ---- | ---- | ---- | ---- | ---- | ---- |
| Badminton          |      |      |      |      |      |      |      |      |      |      | 12   | 17   | 12   | 15   | 13   | 12   | 14   |
| Baseball           |      |      |      |      |      |      |      |      |      |      |      | 20   | 24   |      | 24   |      |      |
| Basketball         | 9    |      | 10   |      | 12   | 11   |      |      | 11   | 24   |      | 23   | 12   | 11   | 11   |      |      |
| Bogenschießen      |      |      |      |      |      |      |      |      | 6    | 6    | 6    | 6    | 6    | 6    | 6    | 6    | 6    |
| Boxen              | 3    | 4    | 5    | 6    | 8    | 7    | 6    | 6    | 9    | 12   | 11   | 9    | 9    | 7    | 5    | 2    | 1    |
| Fechten            |      |      |      |      | 5    |      |      |      | 7    | 20   | 15   | 13   | 7    | 12   | 10   | 17   | 17   |
| Fußball            | 11   |      |      |      | 16   |      |      |      |      | 16   | 14   | 16   | 16   | 16   | 16   | 18   | 17   |
| Gewichtheben       | 8    | 4    | 6    | 7    | 7    | 6    | 1    |      | 9    | 10   | 10   | 7    | 8    | 8    | 9    | 10   | 7    |
| Golf               |      |      |      |      |      |      |      |      |      |      |      |      |      |      |      |      | 6    |
| Handball           |      |      |      |      |      |      |      |      | 28   | 25   | 28   | 16   | 29   | 30   | 28   | 29   | 15   |
| Hockey             |      |      |      |      |      |      |      |      |      | 32   | 16   | 32   | 32   | 32   | 33   | 32   | 16   |
| Judo               |      |      |      |      | 4    |      | 4    | 5    | 8    | 7    | 14   | 11   | 13   | 13   | 14   | 14   | 12   |
| Kanusport          |      |      |      |      |      |      |      |      | 2    | 15   | 6    | 2    | 1    |      | 1    |      | 2    |
| Leichtathletik     | 9    | 6    | 7    | 6    | 17   | 4    | 2    |      | 11   | 17   | 11   | 17   | 13   | 18   | 17   | 17   | 15   |
| Moderner Fünfkampf |      |      |      |      | 1    |      |      |      | 3    | 3    | 3    | 1    |      | 2    | 3    | 3    | 3    |
| Radsport           | 2    | 3    | 2    | 4    | 6    | 2    |      |      | 10   | 15   | 4    | 9    | 3    | 5    | 4    | 10   | 8    |
| Reiten             |      | 1    |      | 2    | 7    |      |      |      |      | 10   | 5    |      |      | 4    | 1    |      | 1    |
| Ringen             | 4    | 1    | 3    | 4    | 12   | 8    | 4    | 11   | 14   | 19   | 16   | 15   | 10   | 9    | 11   | 9    | 5    |
| Rudern             |      |      |      |      | 9    |      |      |      | 5    | 28   | 2    | 4    | 3    | 2    | 5    | 4    | 2    |
| Schießen           |      |      | 2    | 3    | 10   | 2    | 5    | 5    | 18   | 22   | 12   | 14   | 8    | 16   | 14   | 13   | 17   |
| Schwimmen          |      |      |      |      | 4    | 1    | 1    |      | 3    | 18   | 4    | 20   | 19   | 21   | 16   | 17   | 8    |
| Segeln             |      |      |      |      |      |      |      |      | 1    | 10   | 3    | 5    | 5    | 4    | 4    | 4    | 4    |
| Taekwondo          |      |      |      |      |      |      |      |      |      |      |      |      | 4    | 4    | 4    | 4    | 5    |
| Tennis             |      |      |      |      |      |      |      |      |      | 5    | 4    | 5    | 4    | 2    | 1    |      |      |
| Tischtennis        |      |      |      |      |      |      |      |      |      | 7    | 8    | 8    | 8    | 9    | 6    | 7    | 6    |
| Triathlon          |      |      |      |      |      |      |      |      |      |      |      |      |      |      |      | 1    |      |
| Turnen             |      |      |      | 2    | 9    | 1    |      |      | 8    | 11   | 10   | 8    | 7    | 7    | 8    | 7    | 6    |
| Volleyball         |      |      |      |      | 24   | 10   | 19   | 24   | 22   | 24   | 12   | 21   | 24   | 11   |      | 12   | 12   |
| Wasserball         |      |      |      |      |      |      |      |      |      | 13   |      |      |      |      |      |      |      |
| Wasserspringen     |      |      |      | 1    | 3    | 2    |      |      | 1    | 2    |      | 4    | 4    |      | 1    | 2    | 1    |

### Winterspiele
| Sportart              | Jahr | Jahr | Jahr | Jahr | Jahr | Jahr | Jahr | Jahr | Jahr | Jahr | Jahr | Jahr | Jahr | Jahr | Jahr | Jahr | Jahr | Jahr |
| Sportart              | 1948 | 1956 | 1960 | 1964 | 1968 | 1972 | 1976 | 1980 | 1984 | 1988 | 1992 | 1994 | 1998 | 2002 | 2006 | 2010 | 2014 | 2018 |
| --------------------- | ---- | ---- | ---- | ---- | ---- | ---- | ---- | ---- | ---- | ---- | ---- | ---- | ---- | ---- | ---- | ---- | ---- | ---- |
| Biathlon              |      |      |      |      |      |      |      |      | 1    | 5    | 4    |      | 1    | 2    | 1    | 2    | 2    | 6    |
| Bobsport              |      |      |      |      |      |      |      |      |      |      |      |      |      |      |      | 4    | 10   | 6    |
| Curling               |      |      |      |      |      |      |      |      |      |      |      |      |      |      |      |      | 5    | 12   |
| Eishockey             |      |      |      |      |      |      |      |      |      |      |      |      |      |      |      |      |      | 48   |
| Eiskunstlauf          |      |      |      |      | 3    | 1    | 1    | 1    | 2    | 2    | 2    | 2    | 1    | 4    |      | 2    | 3    | 7    |
| Eisschnelllauf        | 3    | 4    | 5    | 4    | 2    | 4    | 2    | 5    | 6    | 6    | 5    | 9    | 13   | 12   | 14   | 16   | 15   | 16   |
| Freestyle Ski         |      |      |      |      |      |      |      |      |      |      |      |      |      |      | 1    | 1    | 5    | 9    |
| Nordische Kombination |      |      |      |      |      |      |      |      |      |      |      |      |      |      |      |      |      | 1    |
| Rodeln                |      |      |      |      |      |      |      |      |      |      |      |      | 3    | 3    | 1    | 1    | 4    | 5    |
| Shorttrack            |      |      |      |      |      |      |      |      |      |      | 6    | 7    | 9    | 10   | 10   | 9    | 10   | 10   |
| Skeleton              |      |      |      |      |      |      |      |      |      |      |      |      |      | 1    | 1    | 1    | 2    | 3    |
| Ski Alpin             |      |      | 1    | 2    | 1    |      |      | 1    | 3    | 4    | 2    | 1    | 2    | 5    | 4    | 3    | 5    | 4    |
| Skilanglauf           |      |      | 1    | 1    | 2    |      |      | 3    | 3    | 5    | 4    | 2    | 4    | 5    | 4    | 2    | 2    | 4    |
| Skispringen           |      |      |      |      |      |      |      |      |      |      |      |      | 4    | 4    | 4    | 3    | 4    | 5    |
| Snowboard             |      |      |      |      |      |      |      |      |      |      |      |      |      |      |      | 1    | 4    | 10   |

## Medaillenspiegel

### Olympische Spiele
|                         |     |     |     | Gesamt | Rang |
| ----------------------- | --- | --- | --- | ------ | ---- |
| Olympische Sommerspiele | 110 | 87  | 90  | 267    | 11   |
| Olympische Winterspiele | 31  | 25  | 14  | 70     | 7    |
| Gesamt                  | 121 | 112 | 104 | 337    | 16   |

### Olympische Jugendspiele
|                                |    |    |    | Gesamt | Rang |
| ------------------------------ | -- | -- | -- | ------ | ---- |
| Olympische Jugend-Sommerspiele | 13 | 10 | 9  | 34     | 7    |
| Olympische Jugend-Winterspiele | 16 | 6  | 5  | 27     | 1    |
| Gesamt                         | 31 | 16 | 14 | 61     | 3    |

## Medaillen nach Sportart

### Sommerspiele
| Sportart       | Gold | Silber | Bronze | Gesamt |
| Bogenschießen  | 23   | 9      | 7      | 39     |
| Taekwondo      | 12   | 2      | 5      | 19     |
| Judo           | 11   | 16     | 16     | 43     |
| Ringen         | 11   | 11     | 14     | 36     |
| Schießen       | 7    | 8      | 1      | 16     |
| Badminton      | 6    | 7      | 6      | 19     |
| Fechten        | 4    | 2      | 5      | 11     |
| Boxen          | 3    | 7      | 10     | 20     |
| Gewichtheben   | 3    | 6      | 6      | 15     |
| Tischtennis    | 3    | 3      | 12     | 18     |
| Handball       | 2    | 4      | 1      | 7      |
| Turnen         | 1    | 4      | 4      | 9      |
| Schwimmen      | 1    | 3      | 0      | 4      |
| Leichtathletik | 1    | 1      | 0      | 2      |
| Baseball       | 1    | 0      | 1      | 2      |
| Golf           | 1    | 0      | 0      | 1      |
| Hockey         | 0    | 3      | 0      | 3      |
| Basketball     | 0    | 1      | 0      | 1      |
| Fußball        | 0    | 0      | 1      | 1      |
| Volleyball     | 0    | 0      | 1      | 1      |
| Gesamt         | 90   | 87     | 90     | 267    |

### Winterspiele
| Sportart       | Gold | Silber | Bronze | Gesamt |
| Short Track    | 24   | 13     | 11     | 48     |
| Eisschnelllauf | 5    | 8      | 3      | 16     |
| Eiskunstlauf   | 1    | 1      | 0      | 2      |
| Skeleton       | 1    | 0      | 0      | 1      |
| Bobsport       | 0    | 1      | 0      | 1      |
| Curling        | 0    | 1      | 0      | 1      |
| Snowboard      | 0    | 1      | 0      | 1      |
| Gesamt         | 31   | 25     | 14     | 70     |